# Список дипломатичних місій у Норвегії

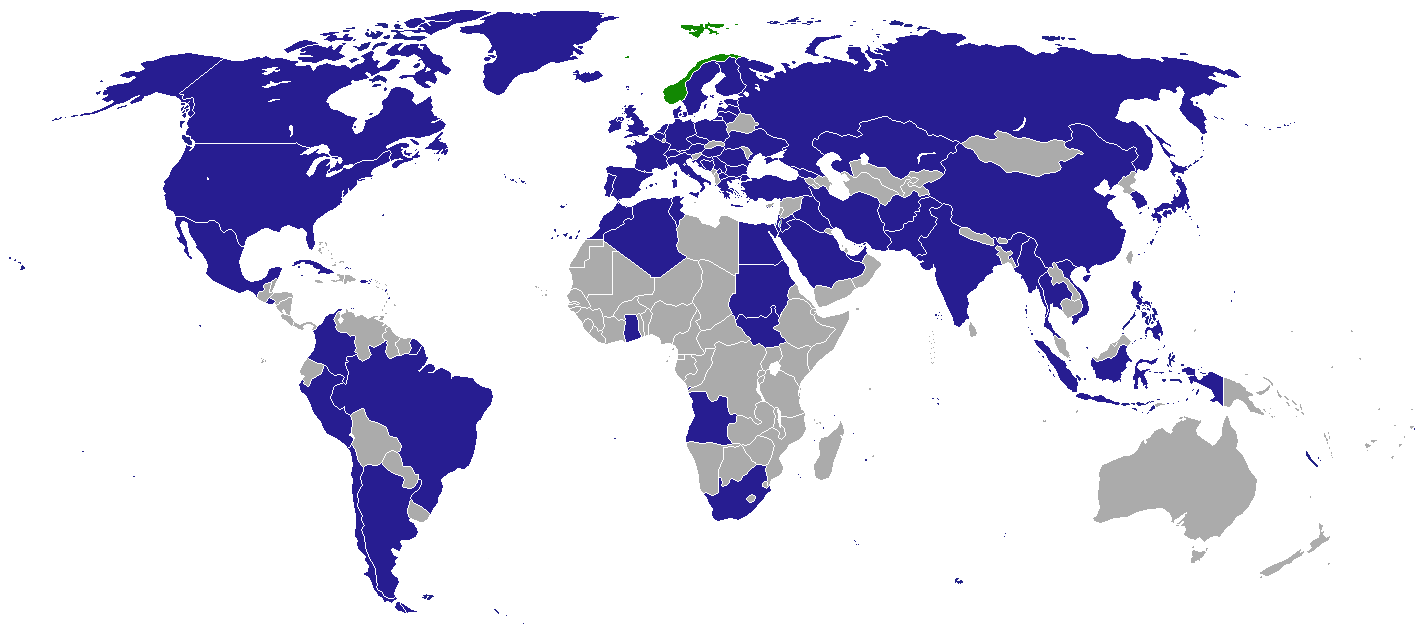
Країни, які мають посольство в Норвегії.

Нижче представлений список дипломатичних місій в Норвегії. Наразі в столиці Норвегії, місті Осло, знаходяться посольства 69 держав. Багато інших держав мають акредитованих послів в столицях інших держав, в основному в Стокгольмі, Лондоні та Копенгагені. Більшість посольств в Осло розташовані в західній частині міста в районі Фрогнер, в основному на вулицях Оскаш, Інкогнітогата, Парквайн та Драмменсвайн. В Норвегії є лише два консульства, обидва консульства Росії, в місті Кіркенес біля кордону із Росією та в місті Баренцбург на Шпіцбергені.

## Посольства

### Європа
- Австрія
- Бельгія
- Болгарія
- Боснія і Герцеговина
- Велика Британія
- Греція
- Грузія
- Данія
- Естонія
- Ірландія
- Ісландія
- Іспанія
- Італія
- Латвія
- Литва
- Північна Македонія
- Нідерланди
- Німеччина
- Польща
- Португалія
- Росія
- Румунія
- Сербія
- Словаччина
- Угорщина
- Україна (Посольство України в Норвегії)
- Фінляндія
- Франція
- Хорватія
- Чехія
- Швейцарія
- Швеція

### Азія
- Афганістан
- В'єтнам
- Ізраїль
- Індія
- Індонезія
- Ірак
- Іран
- Йорданія
- Казахстан
- КНР
- М'янма
- ОАЕ
- Пакистан
- Південна Корея
- Саудівська Аравія
- Таїланд
- Туреччина
- Філіппіни
- Шрі-Ланка
- Японія

### Америка
- Аргентина
- Бразилія
- Венесуела
- Канада
- Колумбія
- Куба
- Мексика
- Перу
- США
- Чилі

### Африка
- Алжир
- Єгипет
- Гана
- Марокко
- ПАР
- Судан
- Туніс

## Консульства

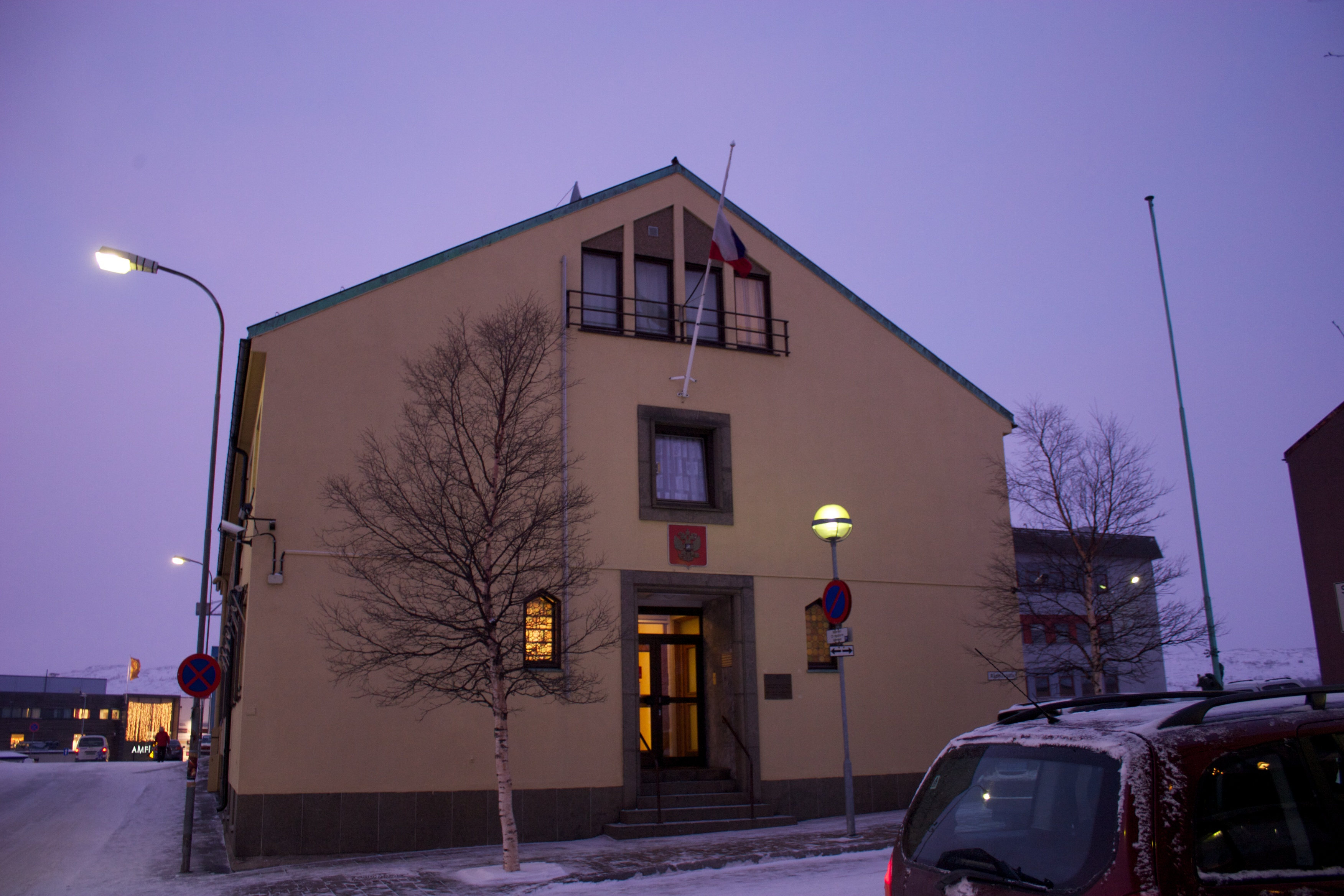
Консульство Росії в місті Кіркенес.

- Росія - Баренцбург
- Росія - Кіркенес

## Акредитовані посли

### Стокгольм
- Азербайджан
- Албанія
- Ангола
- Бангладеш
- Ботсвана
- Ватикан
- Гватемала
- Еквадор
- Еритрея
- Ефіопія
- Замбія
- Зімбабве
- Катар
- Кенія
- Кіпр
- Косово
- Кувейт
- Лаос
- Ліван
- Малайзія
- Мозамбік
- Молдова
- Монголія
- Намібія
- Нігерія
- Нікарагуа
- Нова Зеландія
- Панама
- Парагвай
- Північна Корея
- Республіка Конго
- Руанда
- Сальвадор
- Сирія
- Танзанія
- Уругвай

### Лондон
- Багамські Острови
- Габон
- Гамбія
- ДР Конго
- Камбоджа
- Камерун
- Коста-Рика
- Маврикій
- Малаві
- Сейшельські Острови
- Сьєрра-Леоне
- Тринідад і Тобаго
- Туркменістан
- Узбекистан
- Ямайка

### Копенгаген
- Австралія
- Бенін
- Болівія
- Буркіна-Фасо
- Вірменія
- Гана
- Кот-д'Івуар
- Люксембург
- Непал
- Нігер
- Словенія
- Уганда

### Берлін
- Бруней
- Гвінея
- Ліван
- Мадагаскар
- Малі
- Оман
- Того
- Чад

### Інші міста
- Андорра - Андорра-ла-Велья
- Барбадос - Брюссель
- Бутан - Женева
- Гаяна - Брюссель
- Гондурас - Брюссель
- Джибуті - Брюссель
- Ємен - Гаага
- Киргизстан - Москва
- Лесото - Дублін
- Мальта - Гаага
- Сан-Марино - Женева
- Сенегал - Гаага
- Сінгапур - Сінгапур
- Чорногорія - Подгориця

## Представництва міжнародних організацій
- Європейський Союз
- Програма розвитку ООН
- Міжнародна організація з міграції
- Арктична рада
- Міжнародний Баренцевий Секретаріат
- Північноатлантична комісія з морських ссавців

## Галерея

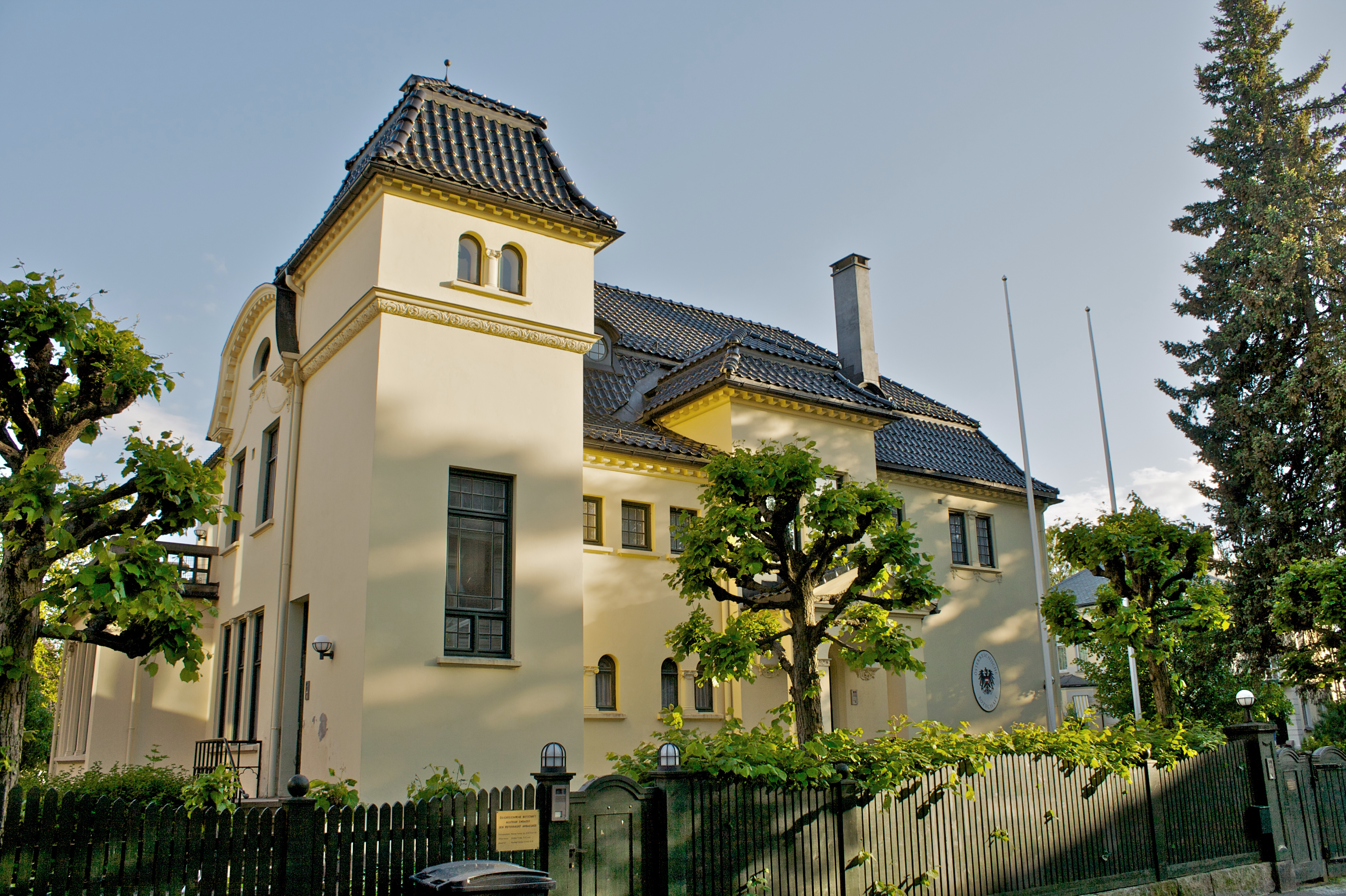
Посольство Австрії
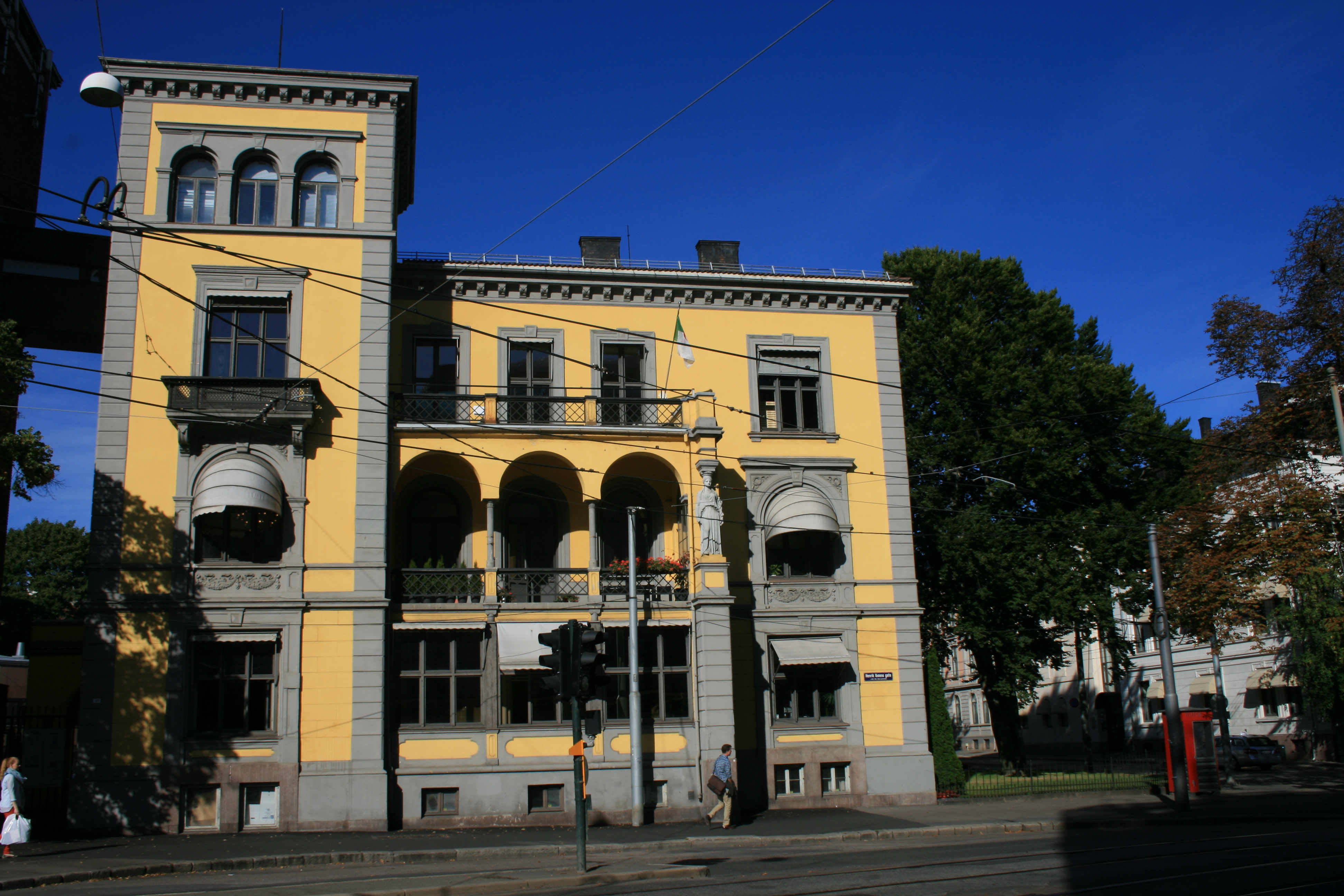
Посольство Алжиру
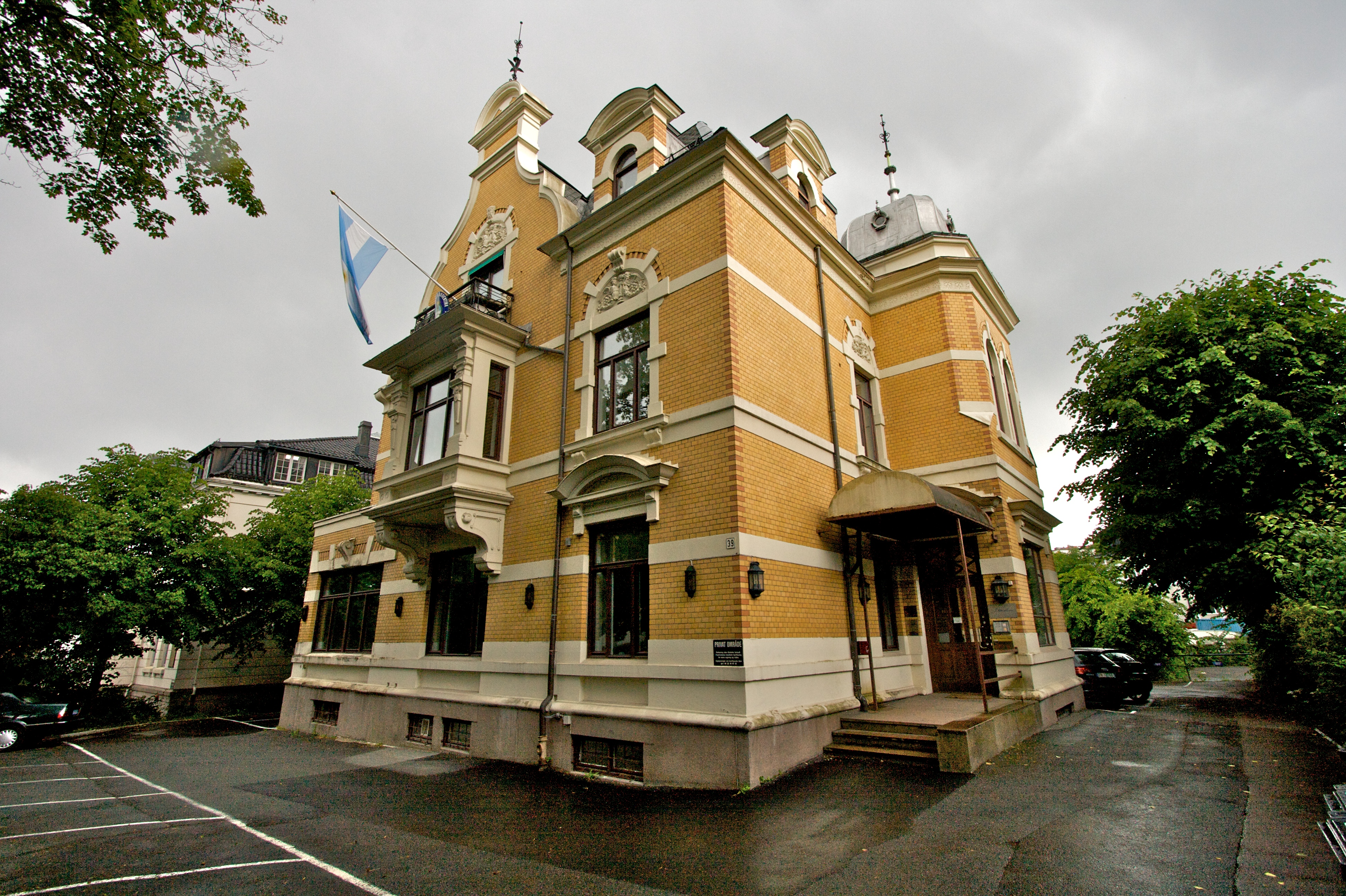
Посольство Аргентини
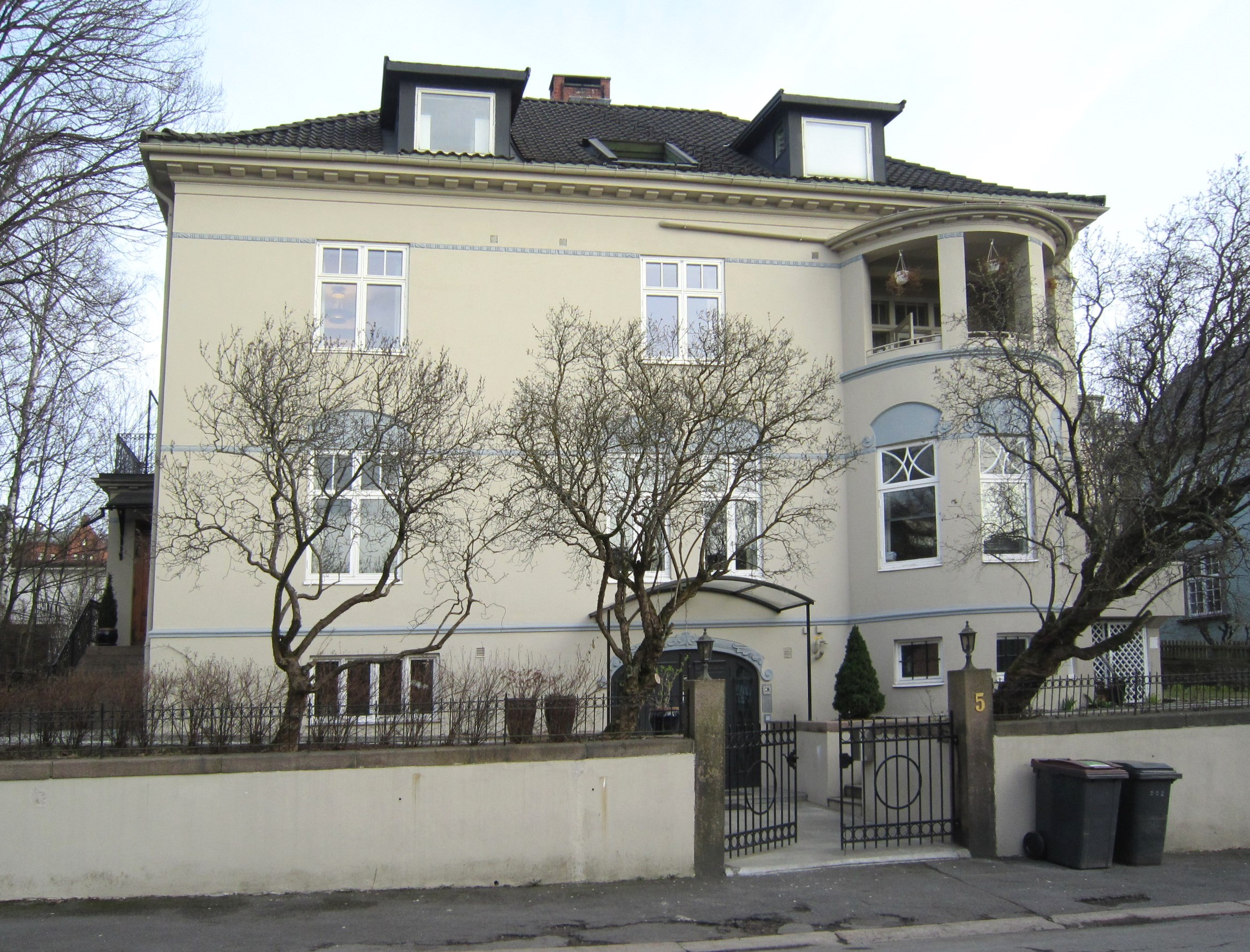
Посольство Афганістану
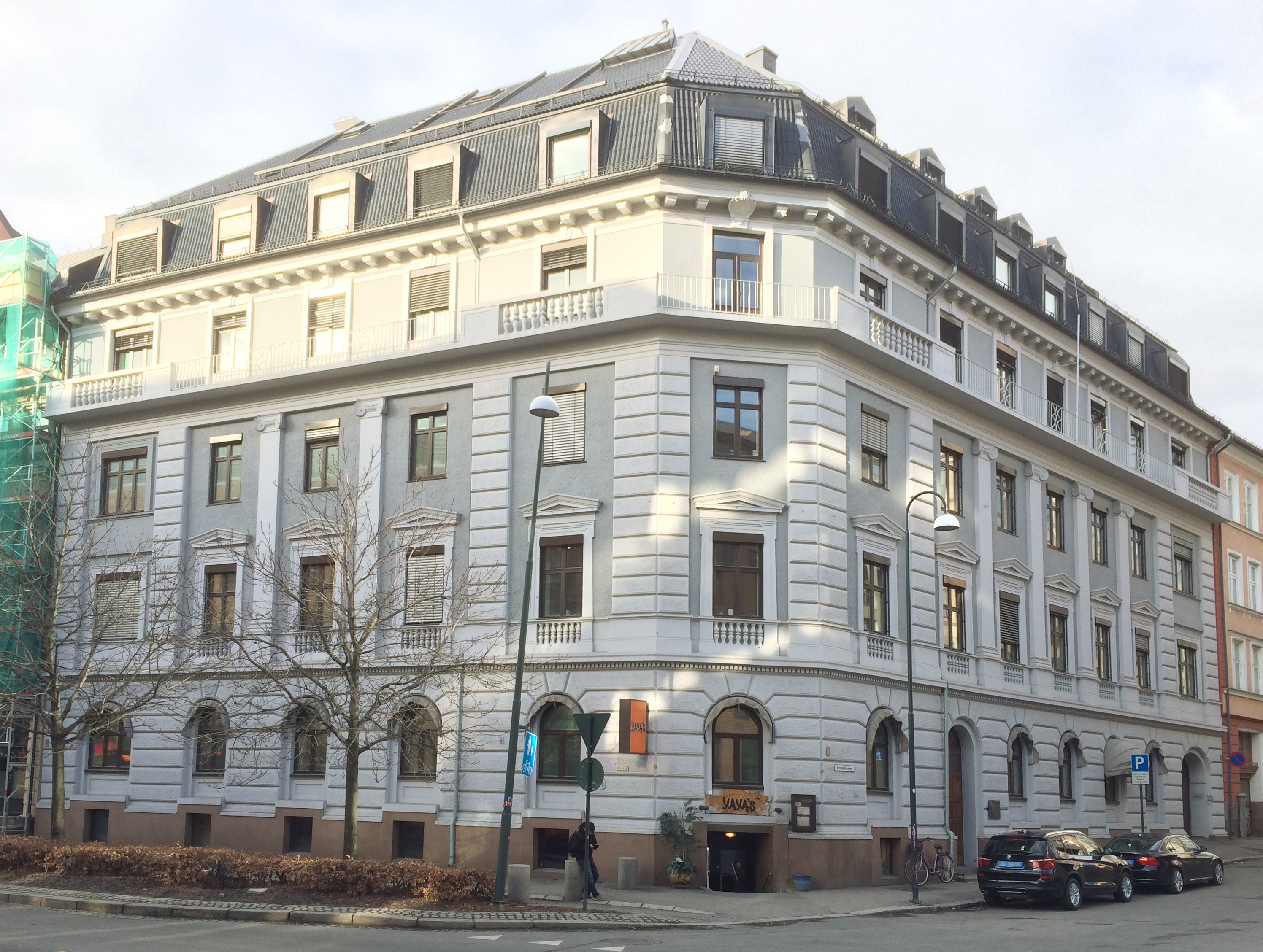
Посольство Бельгії
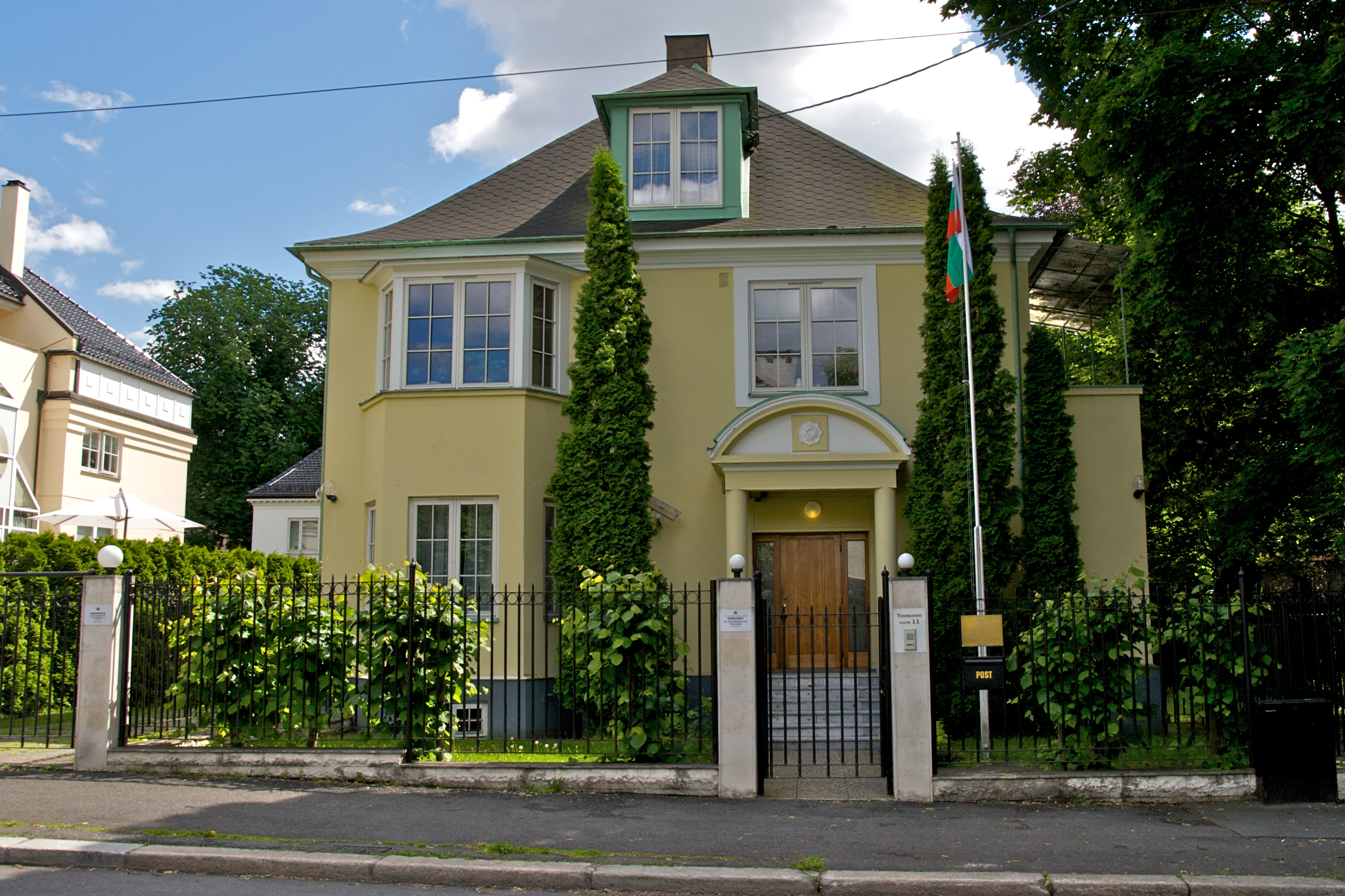
Посольство Болгарії
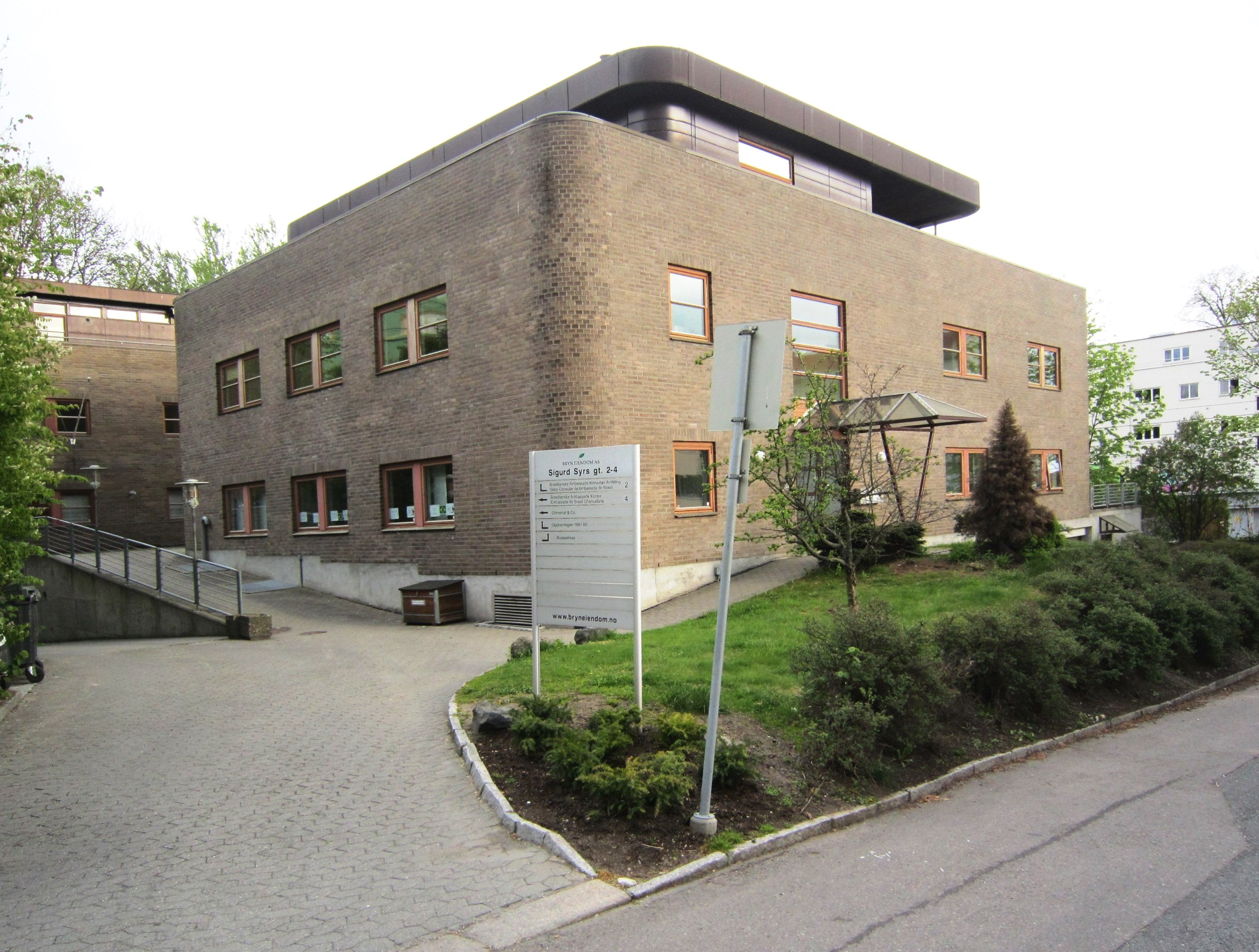
Посольство Бразилії
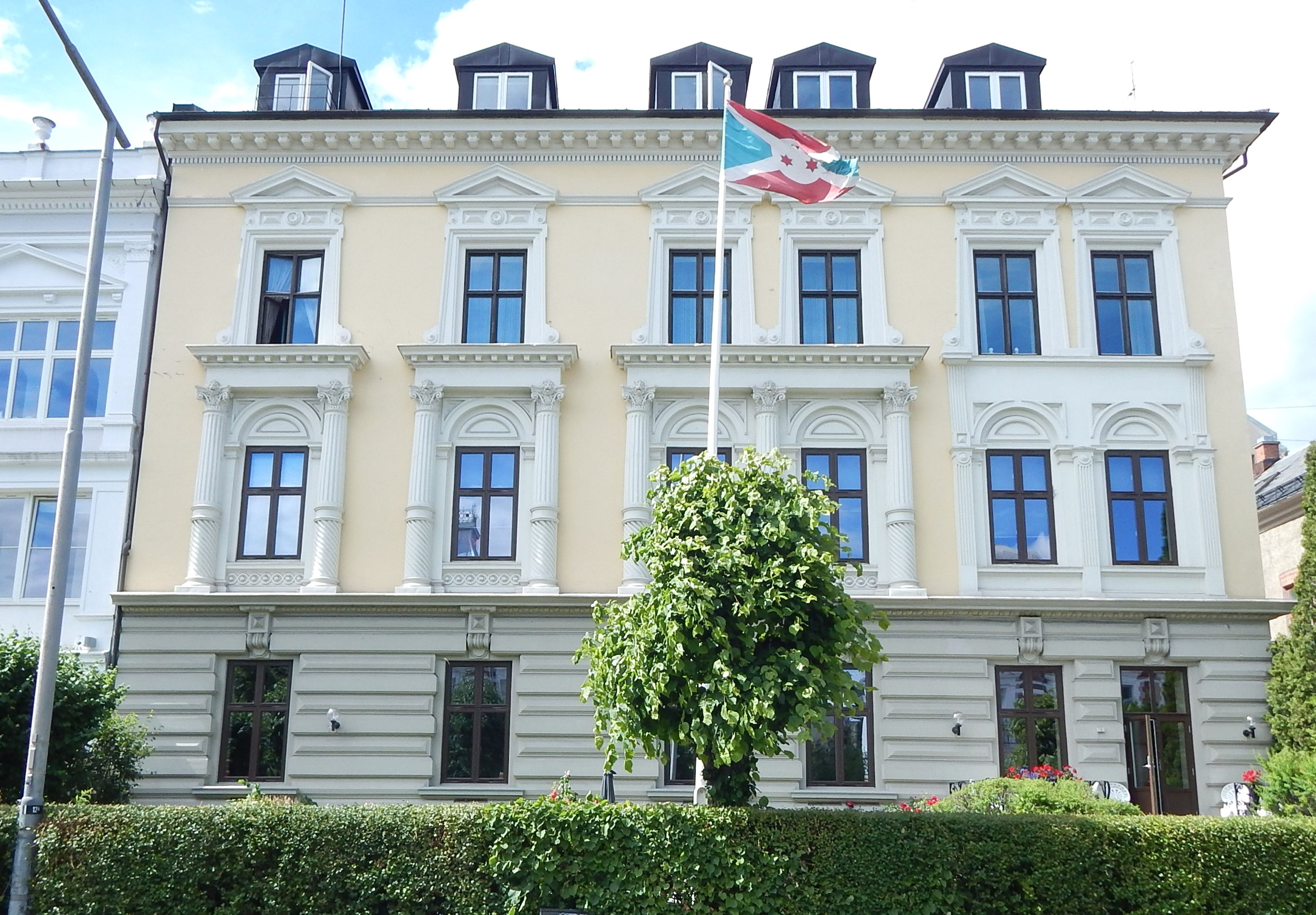
Посольство Бурунді
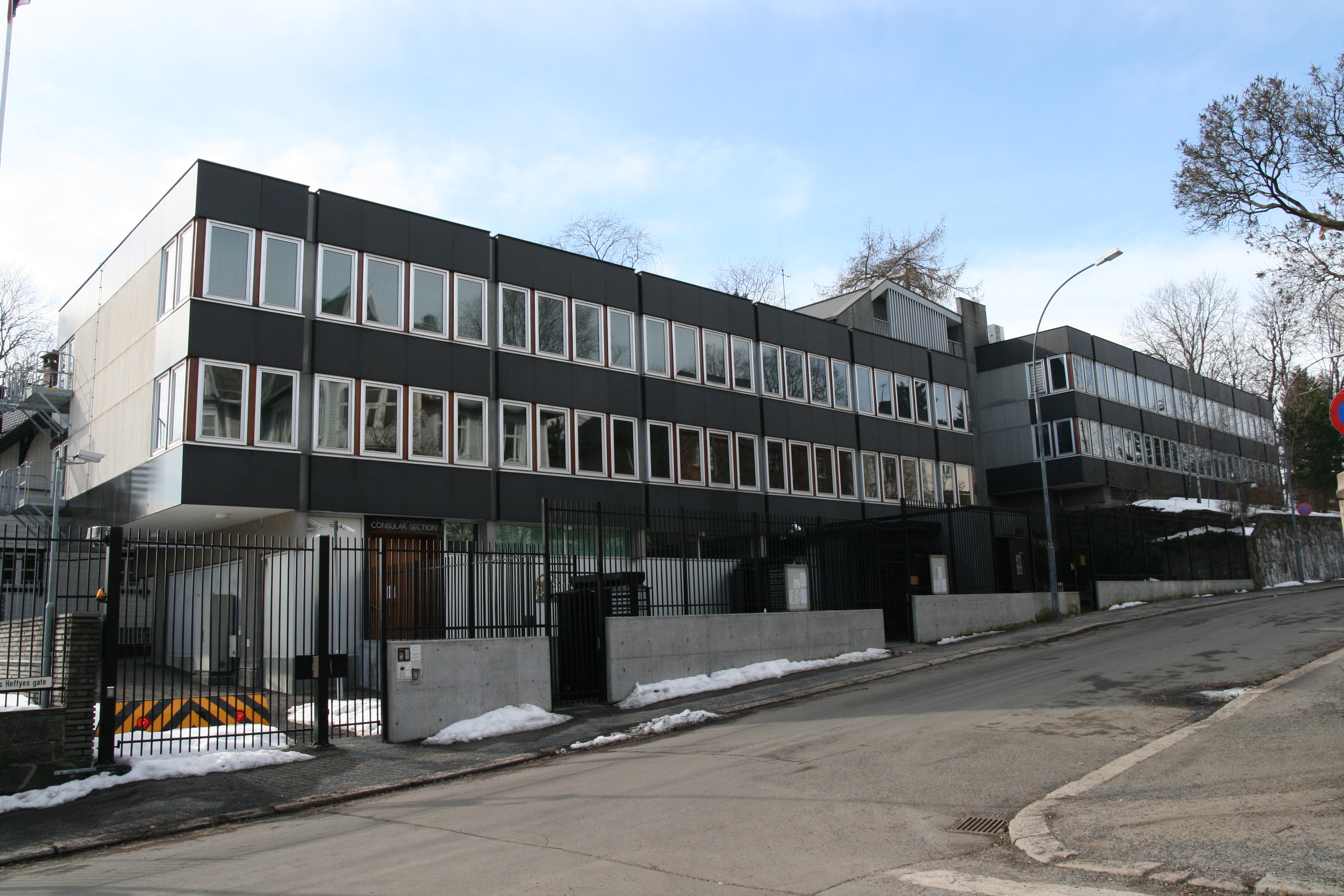
Посольство Великої Британії
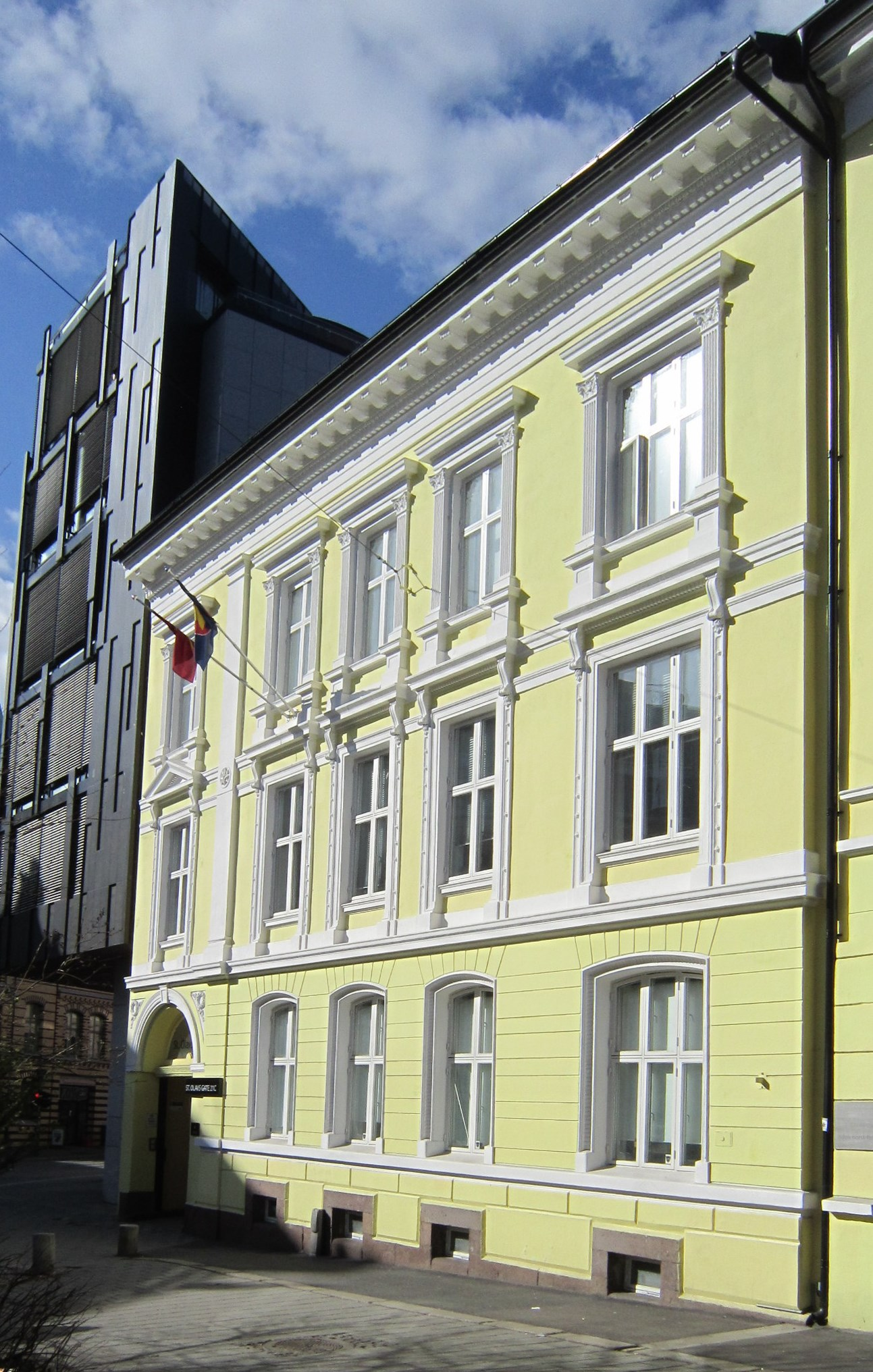
Посольство В'єтнаму
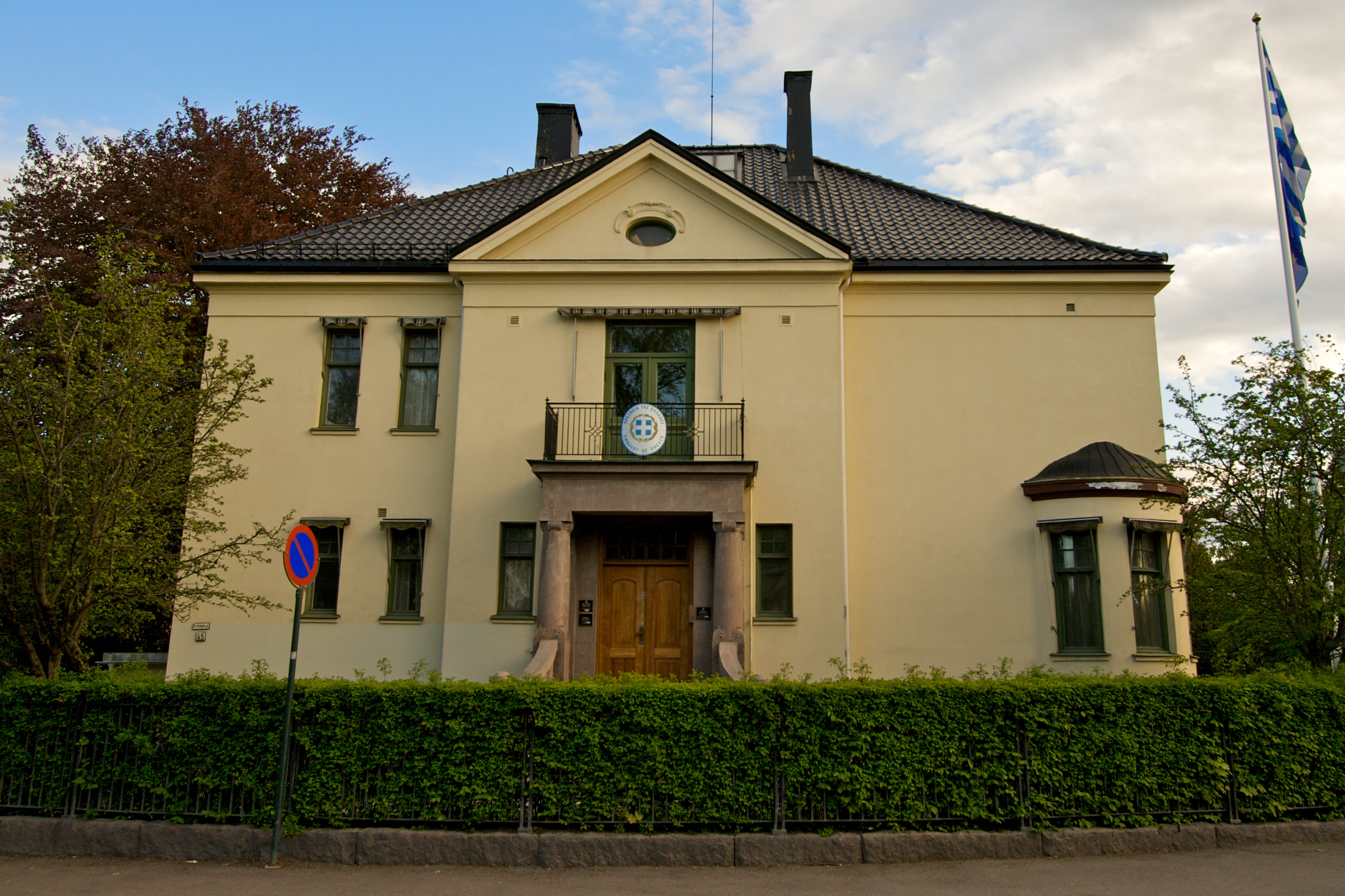
Посольство Греції
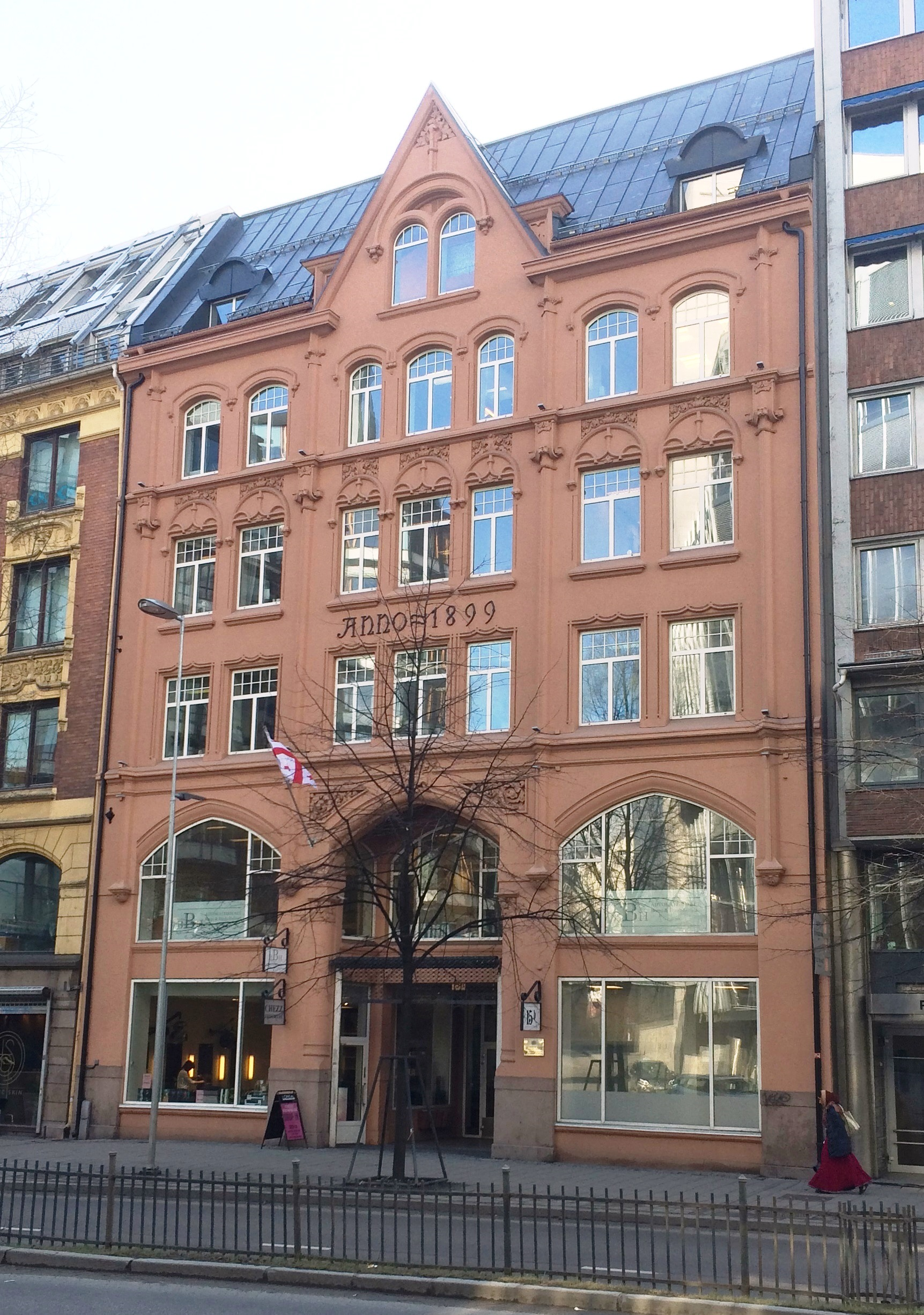
Посольство Грузії
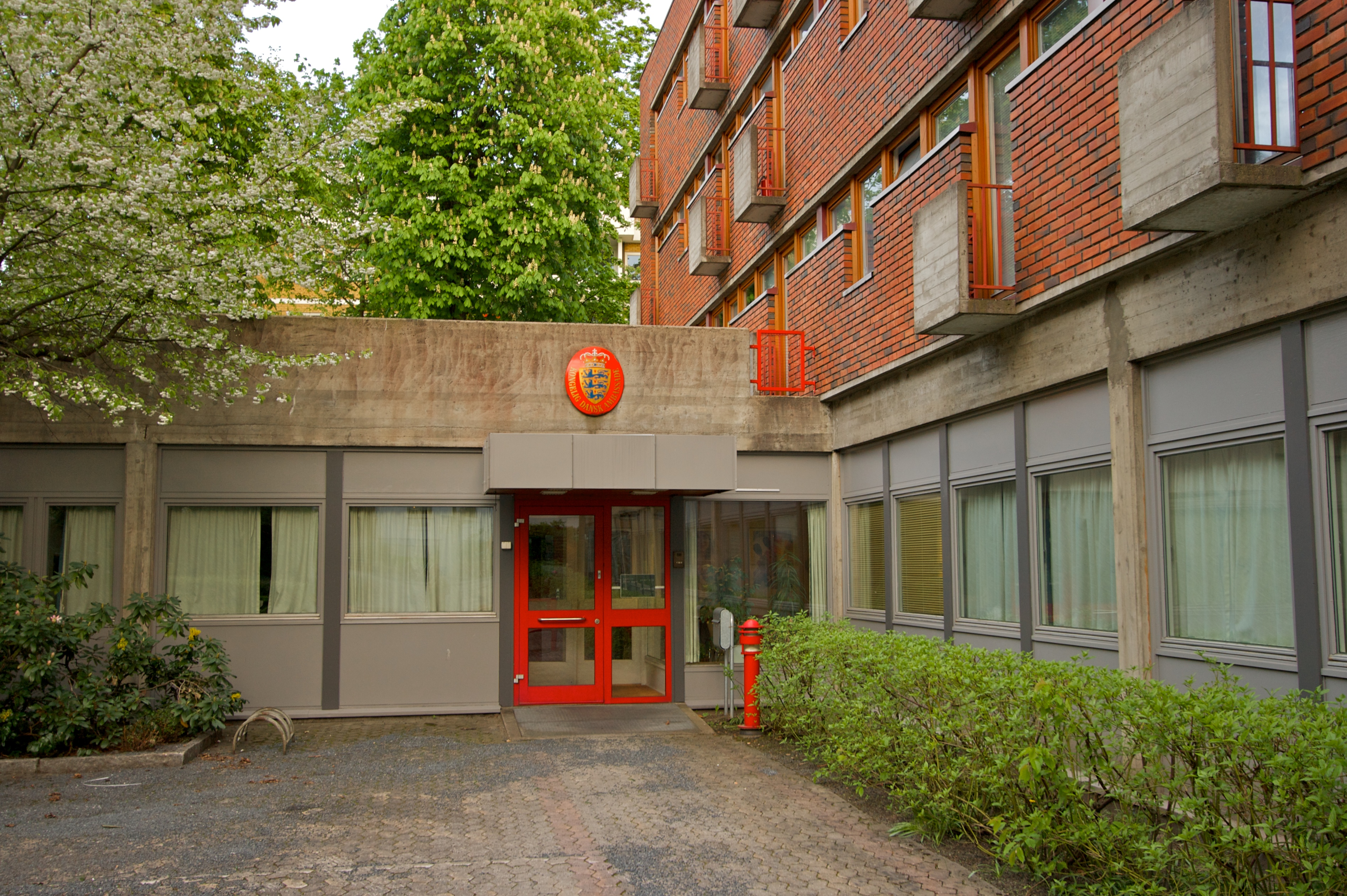
Посольство Данії
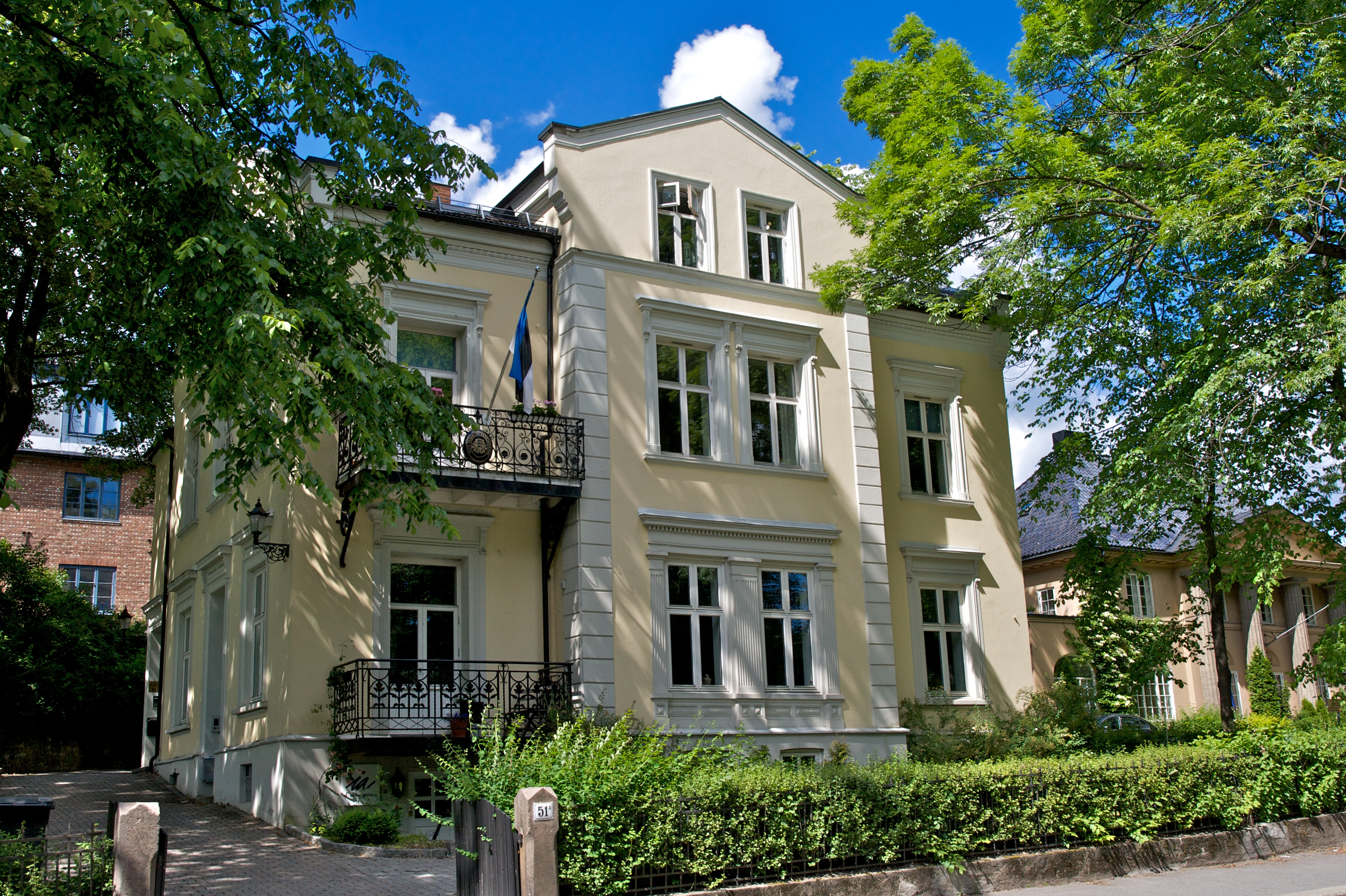
Посольство Естонії
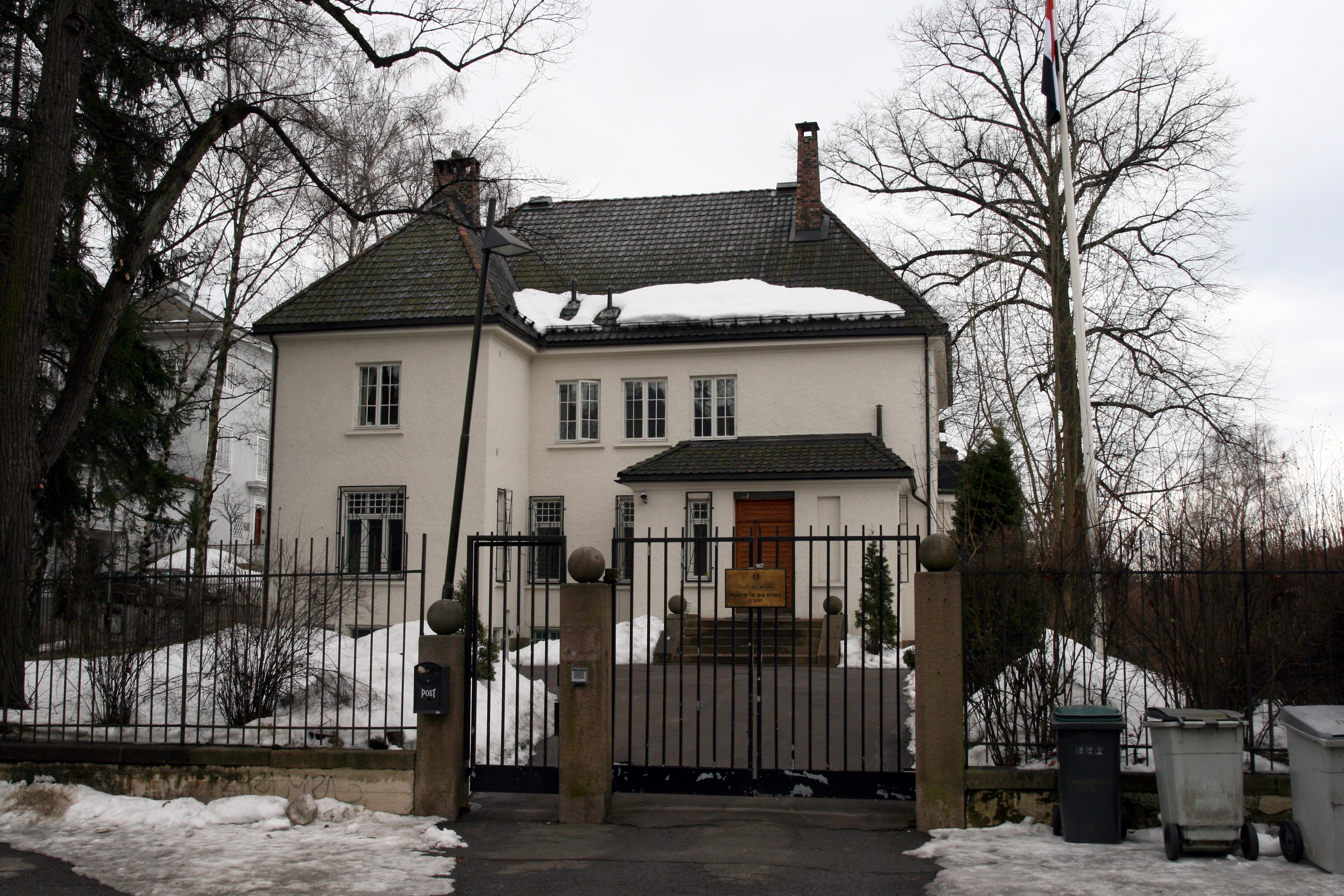
Посольство Єгипту
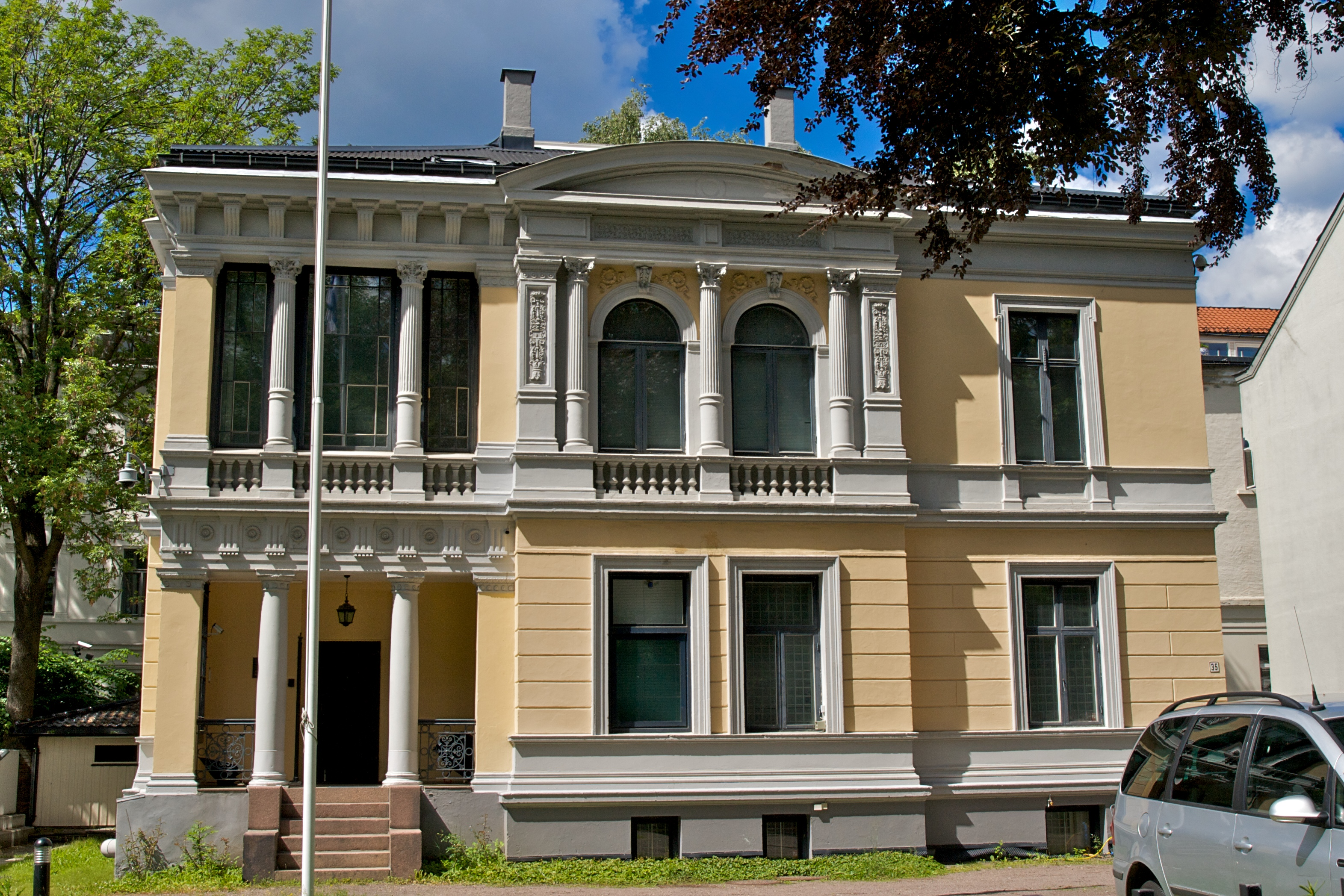
Посольство Ізраїлю
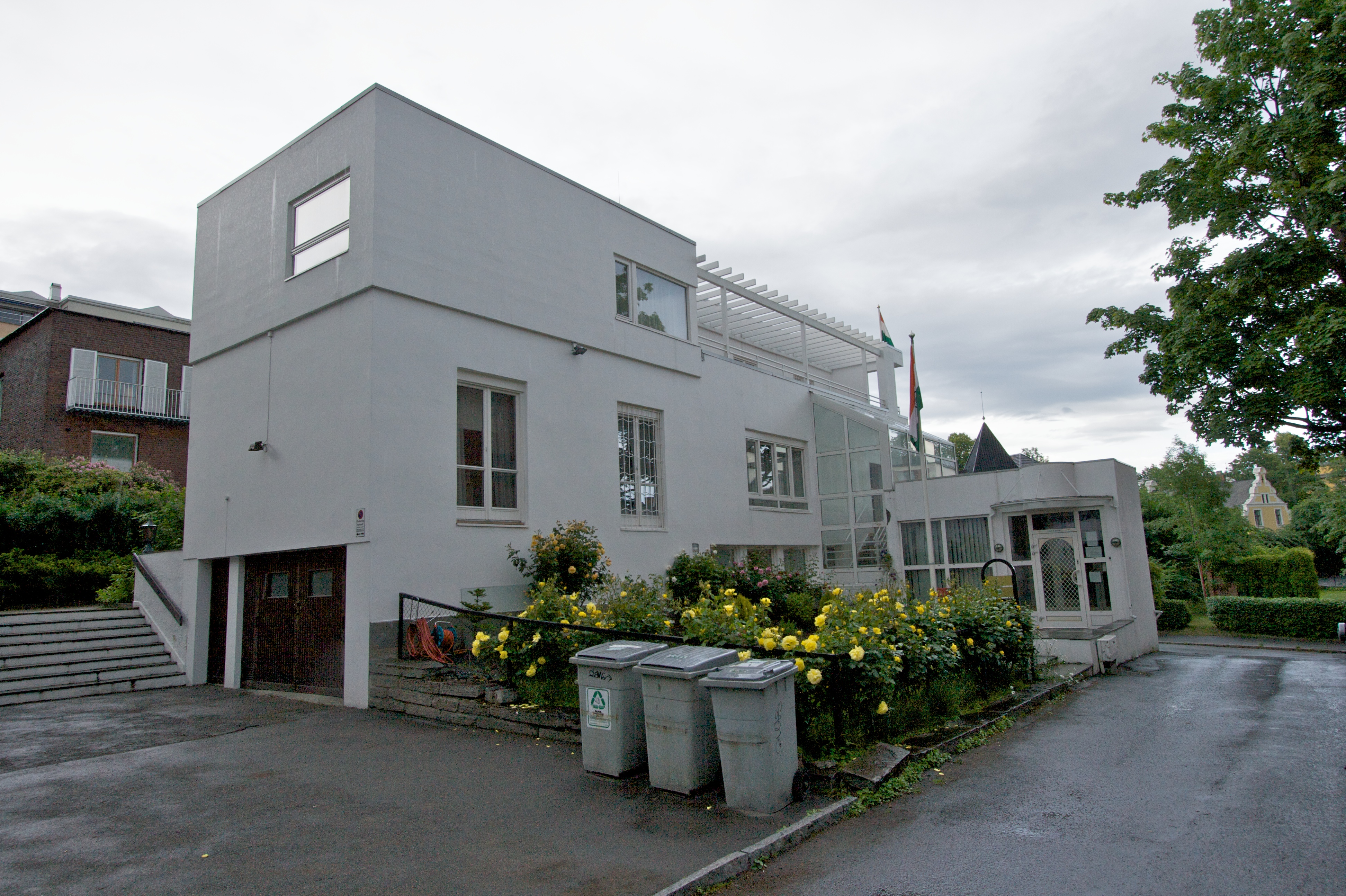
Посольство Індії
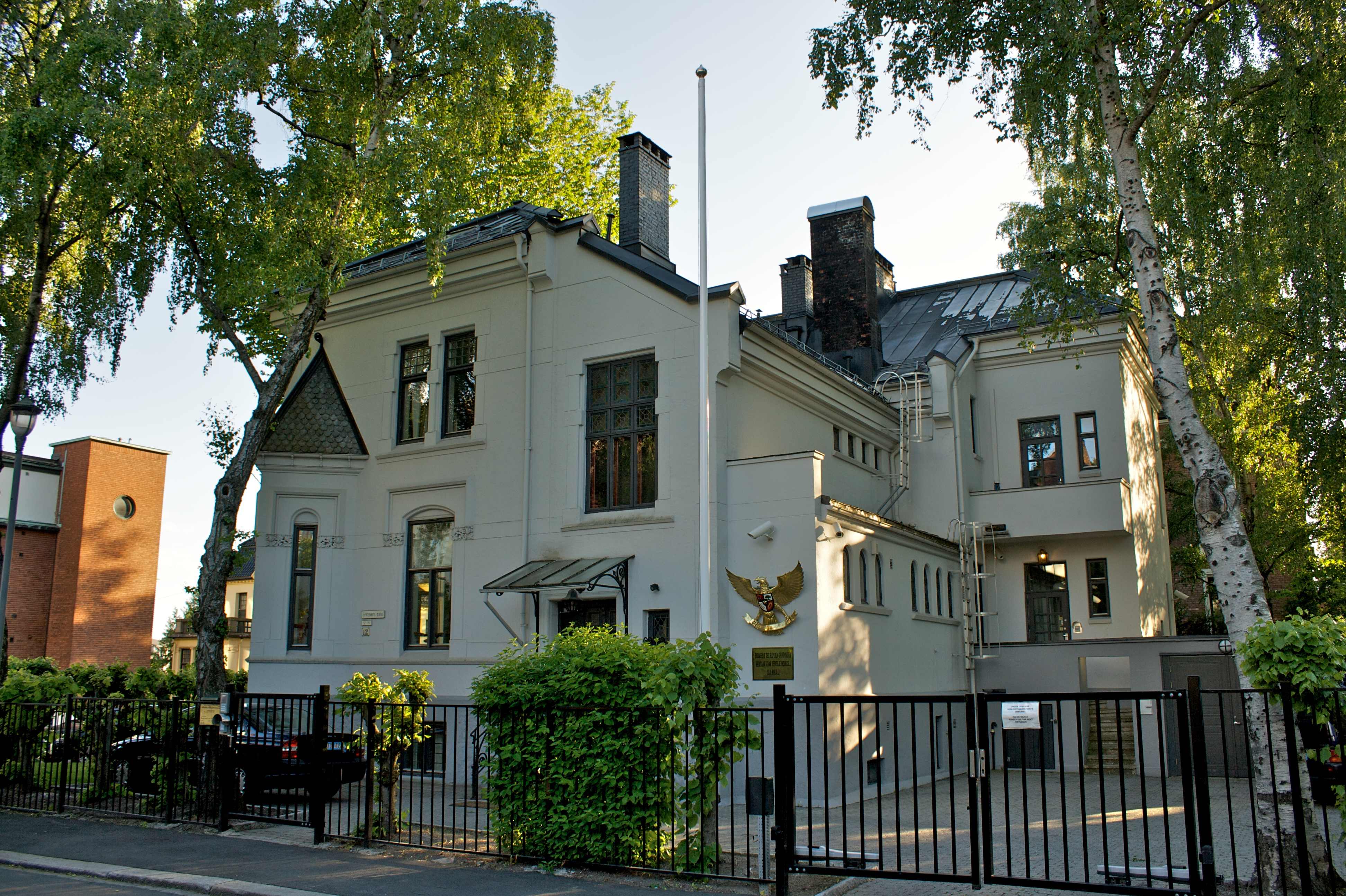
Посольство Індонезії
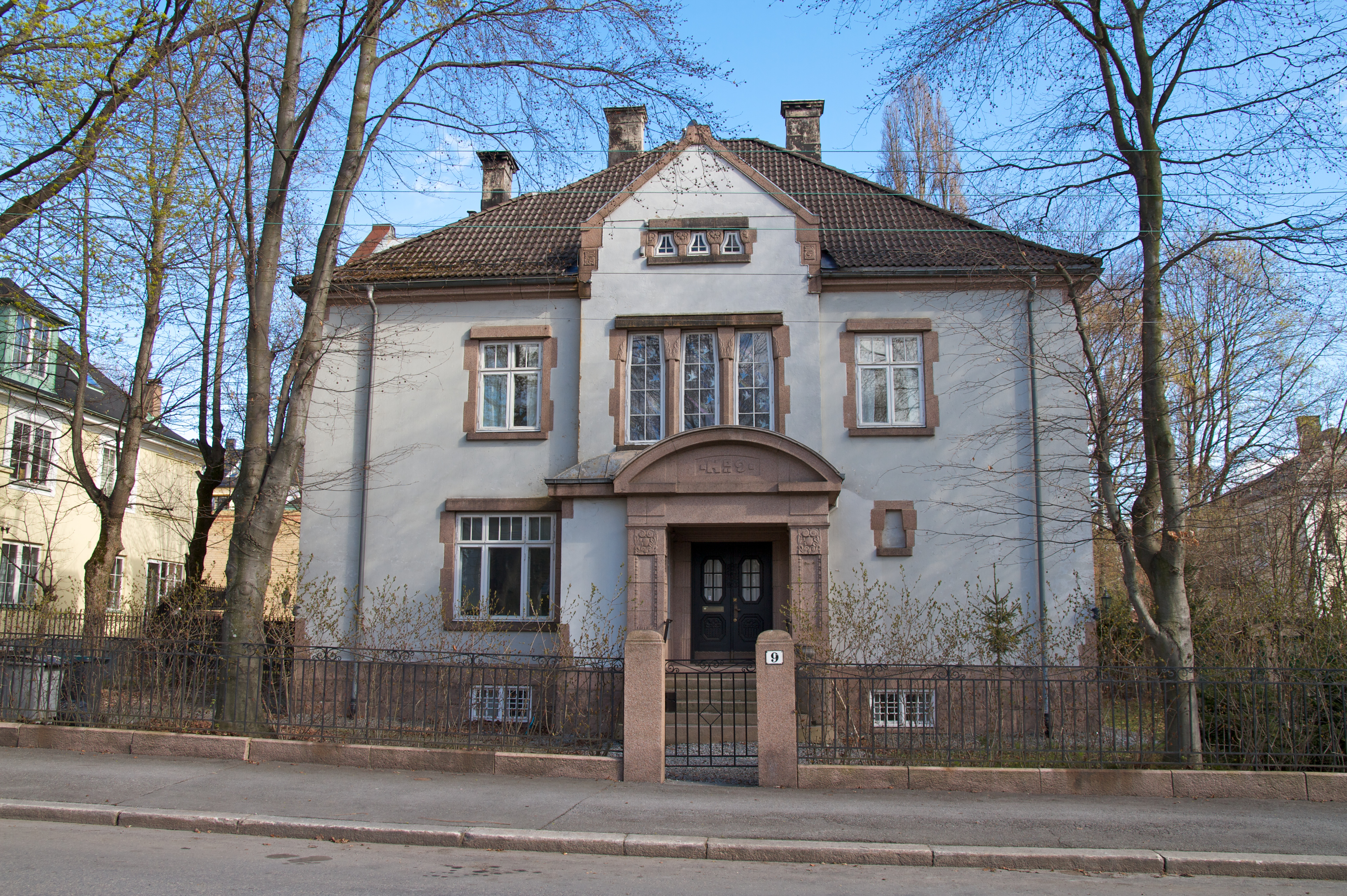
Посольство Іраку
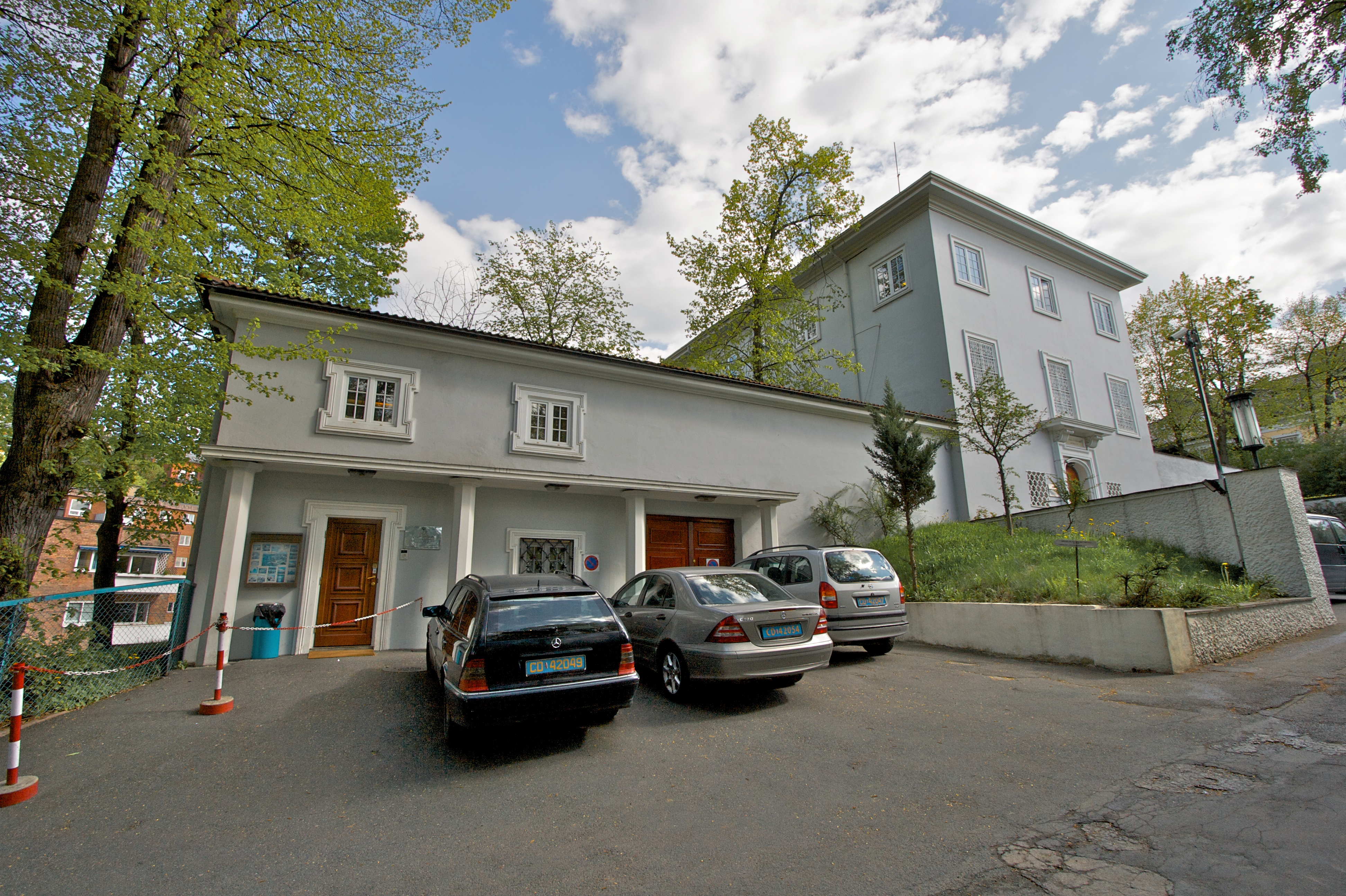
Посольство Ірану
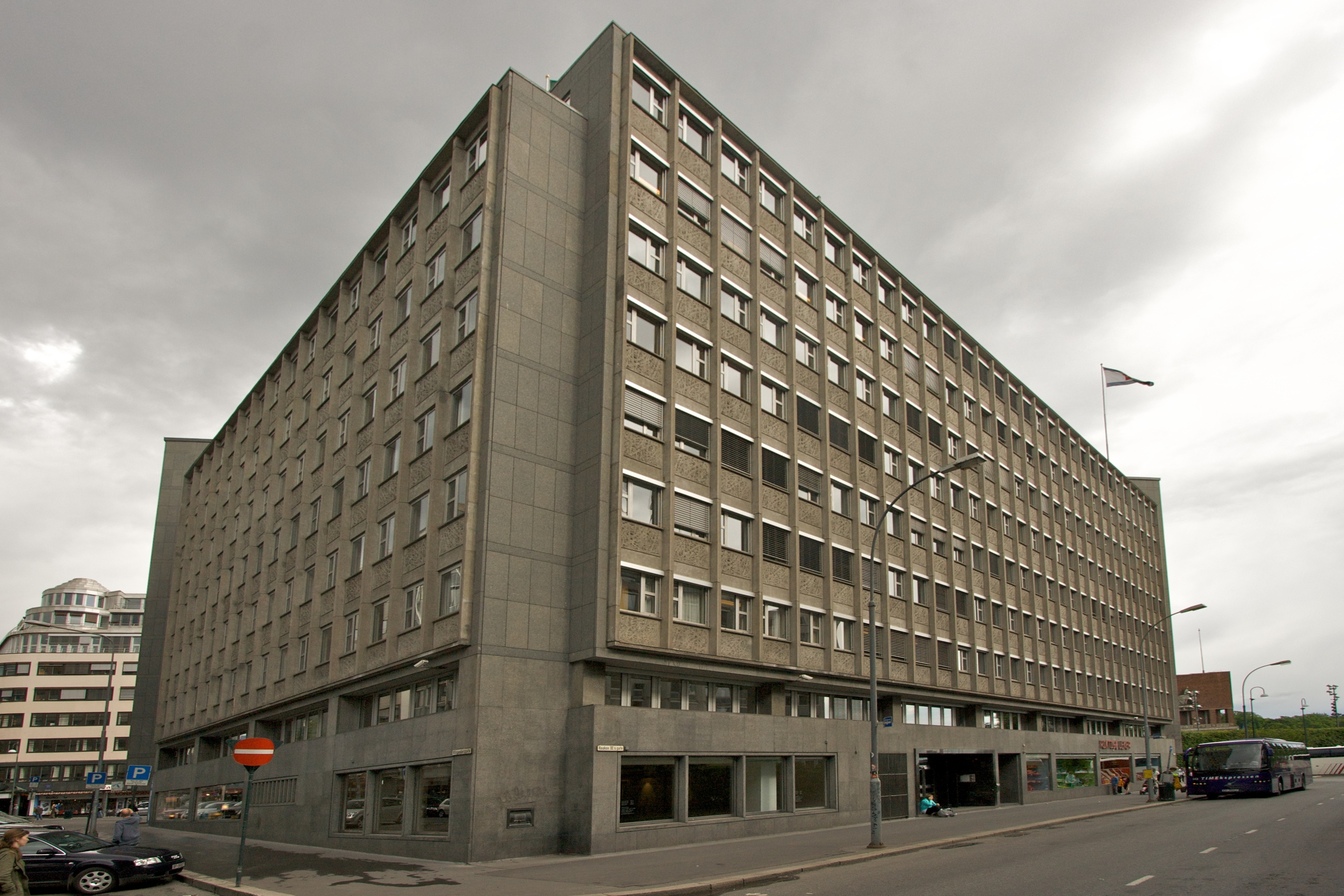
Посольство Ірландії
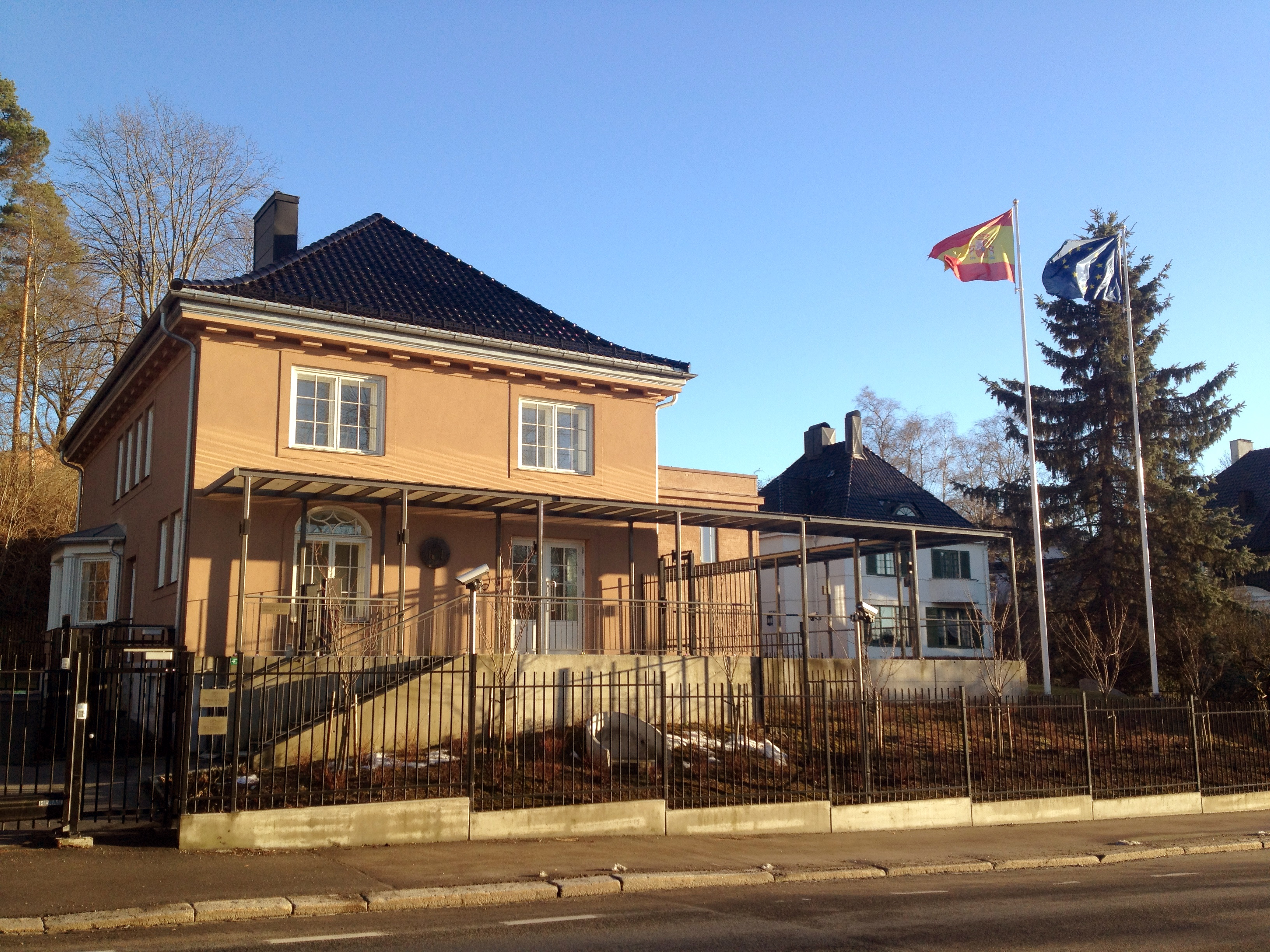
Посольство Іспанії
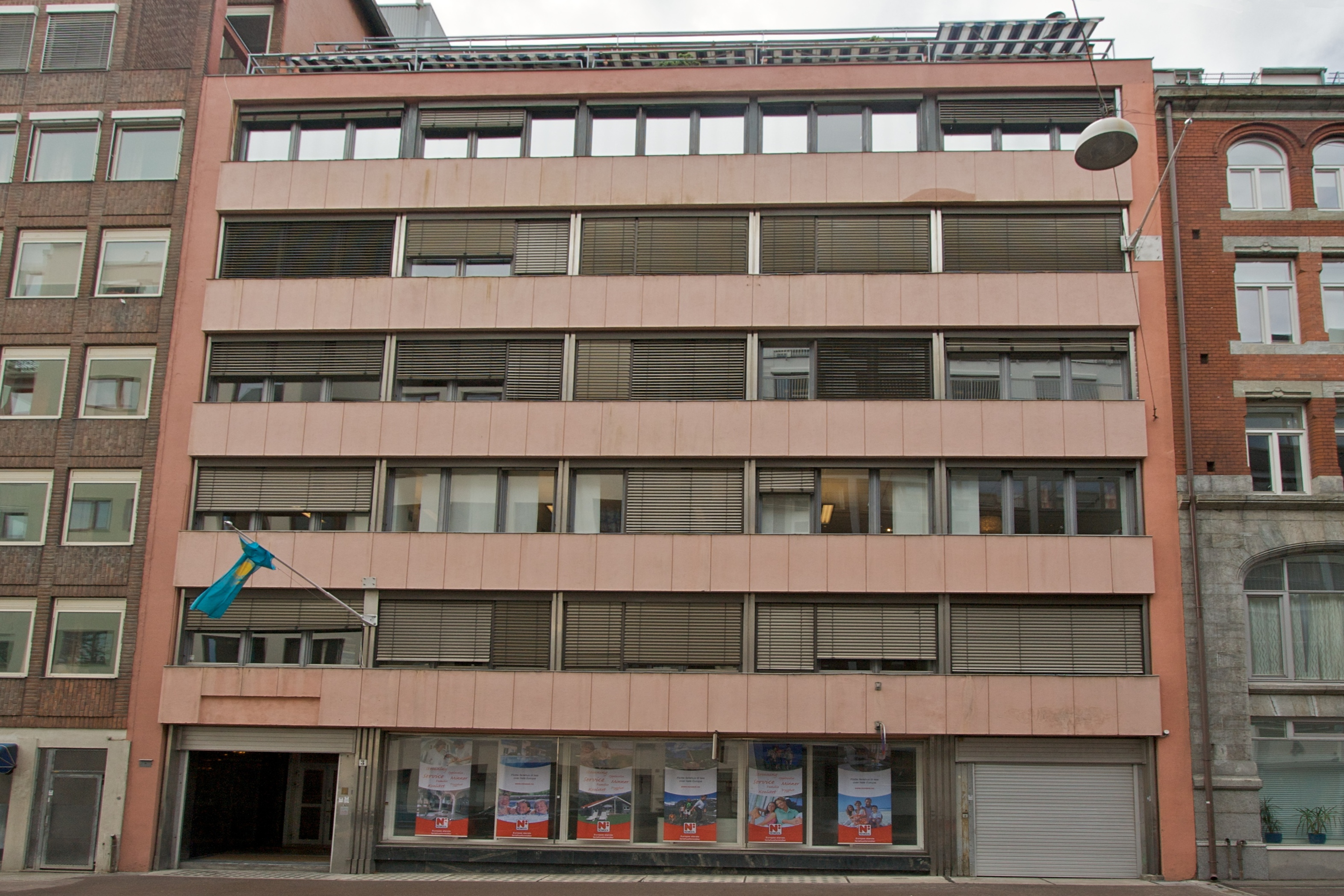
Посольство Казахстану
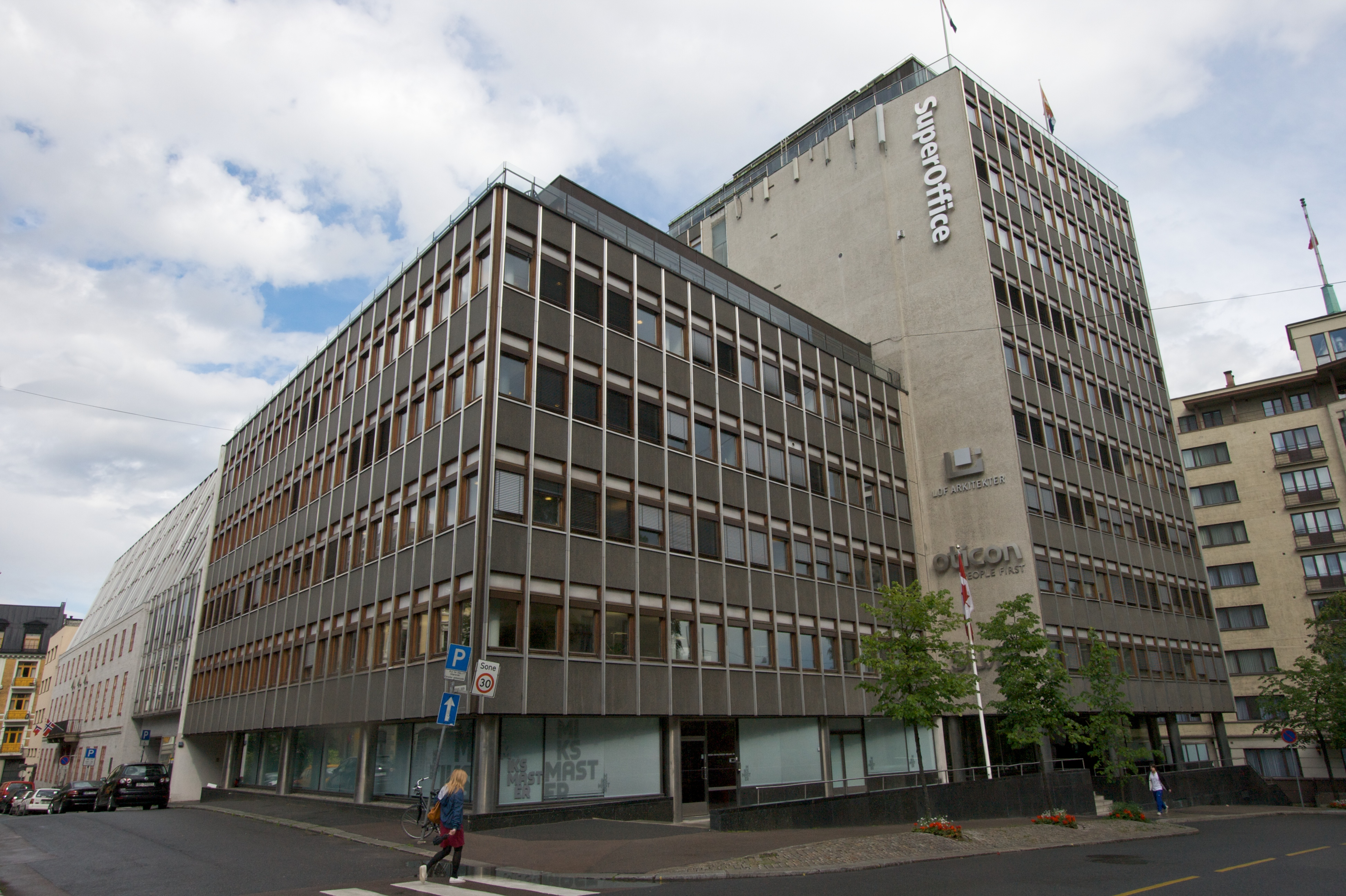
Посольство Канади
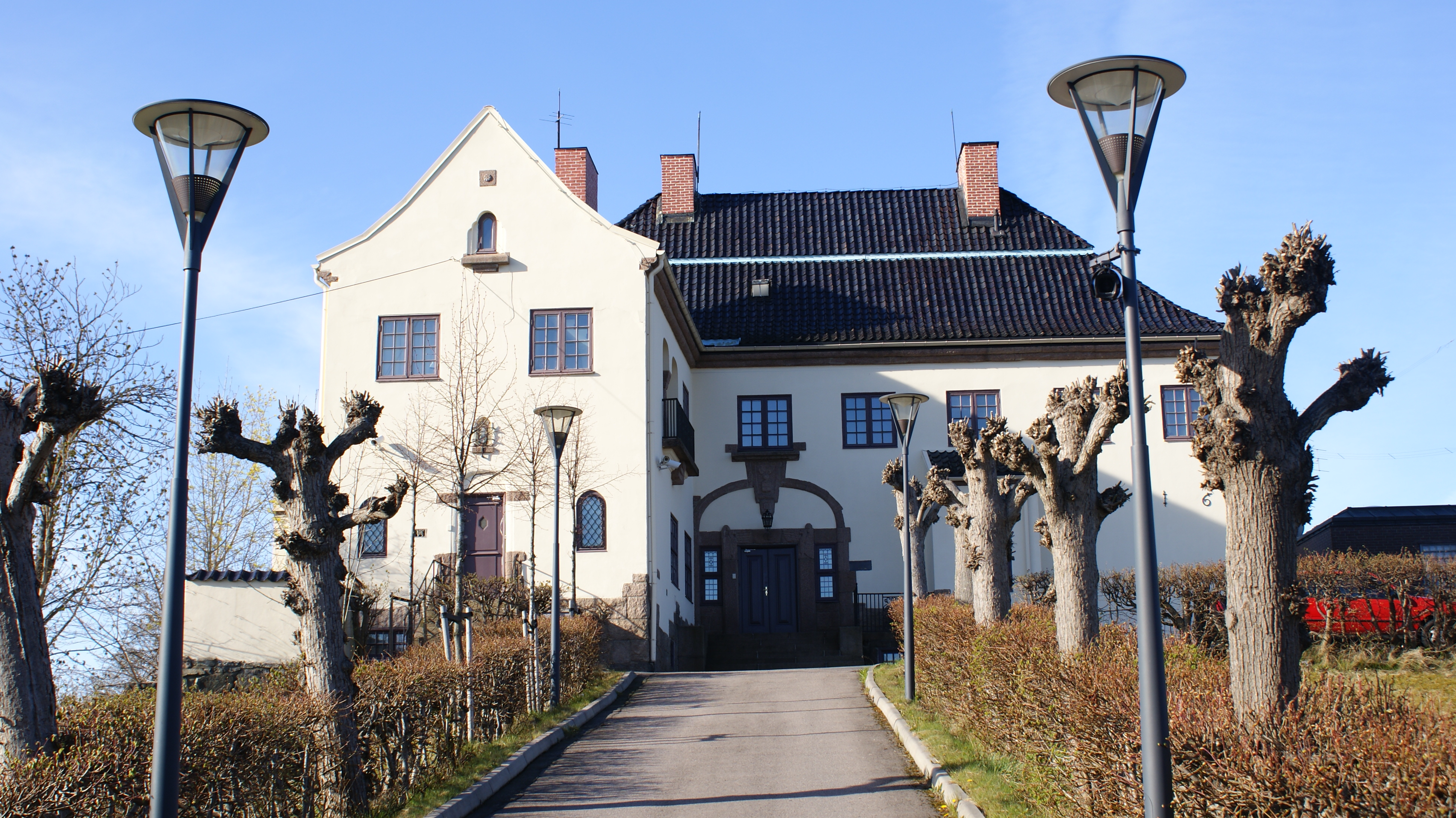
Посольство Китаю
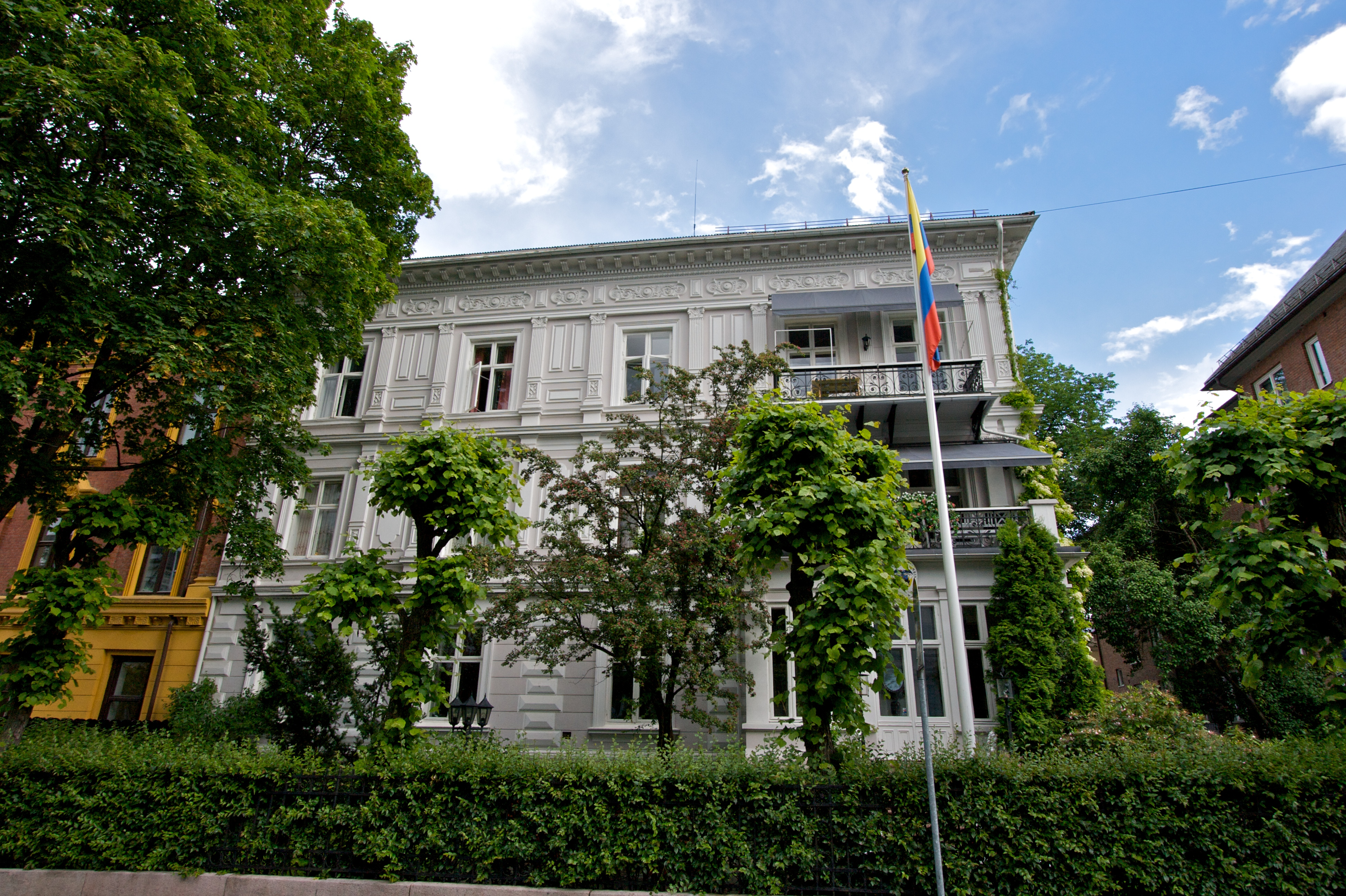
Посольство Колумбії
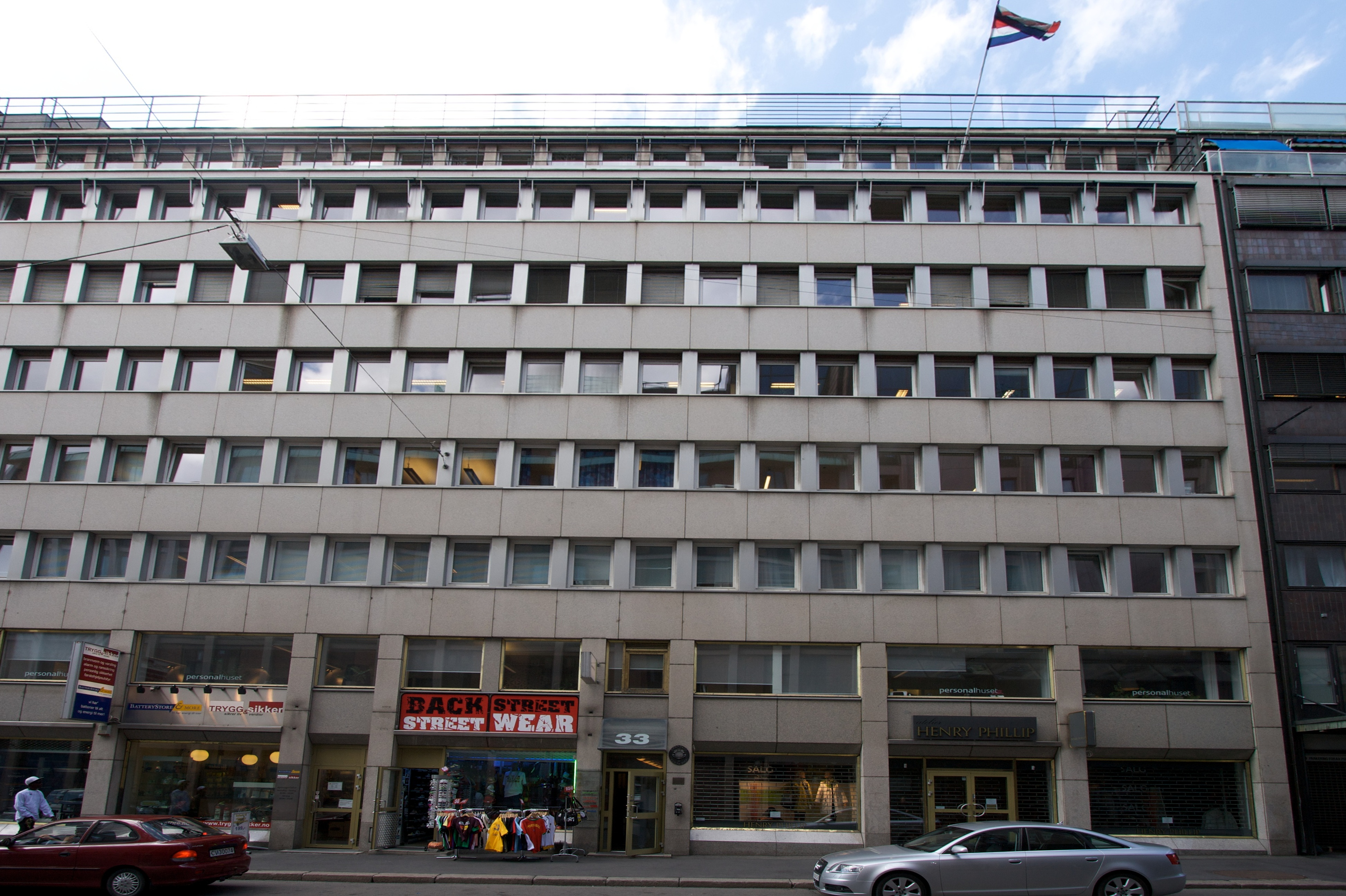
Посольство Коста-Рики
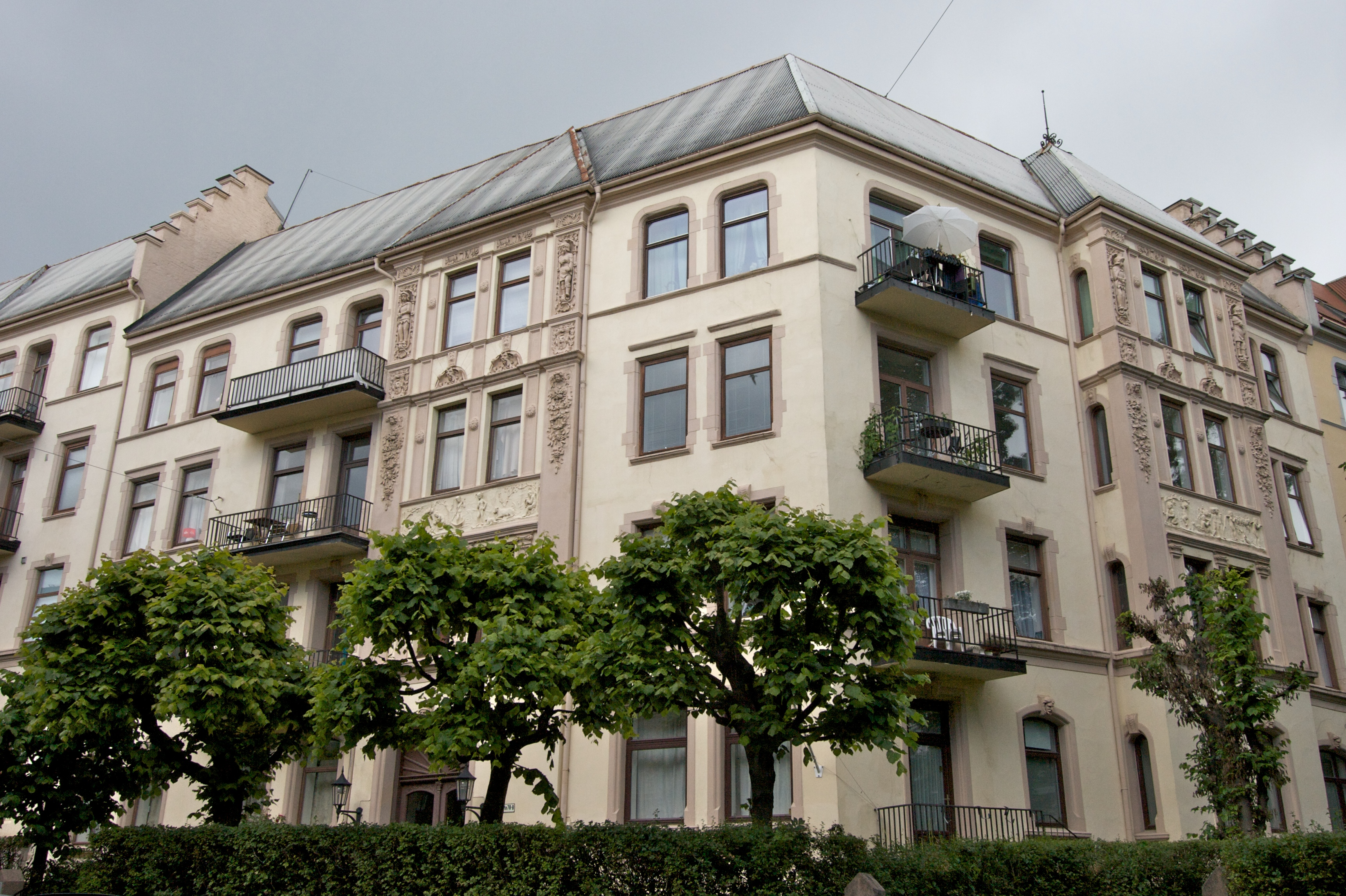
Посольство Куби
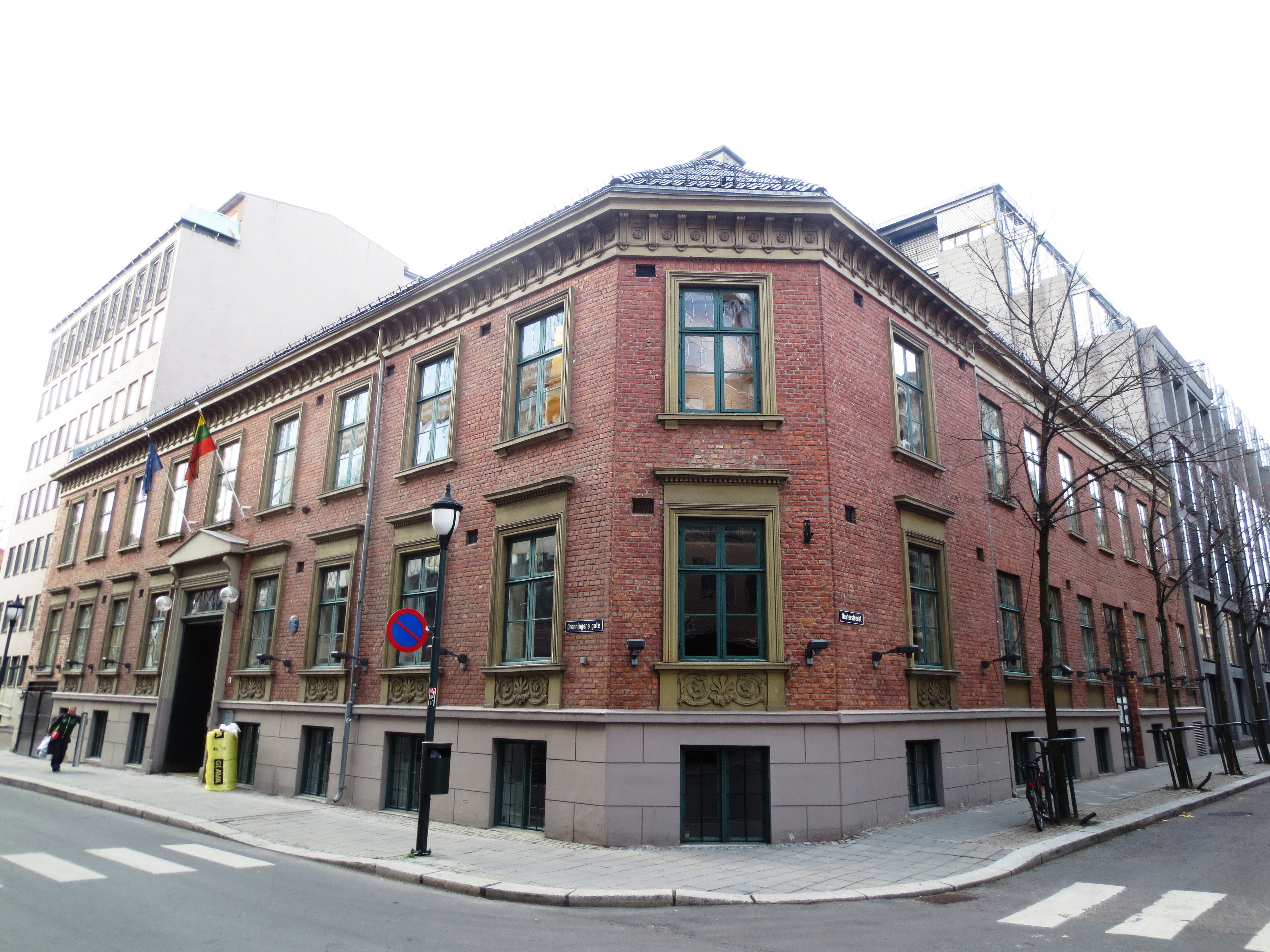
Посольство Литви
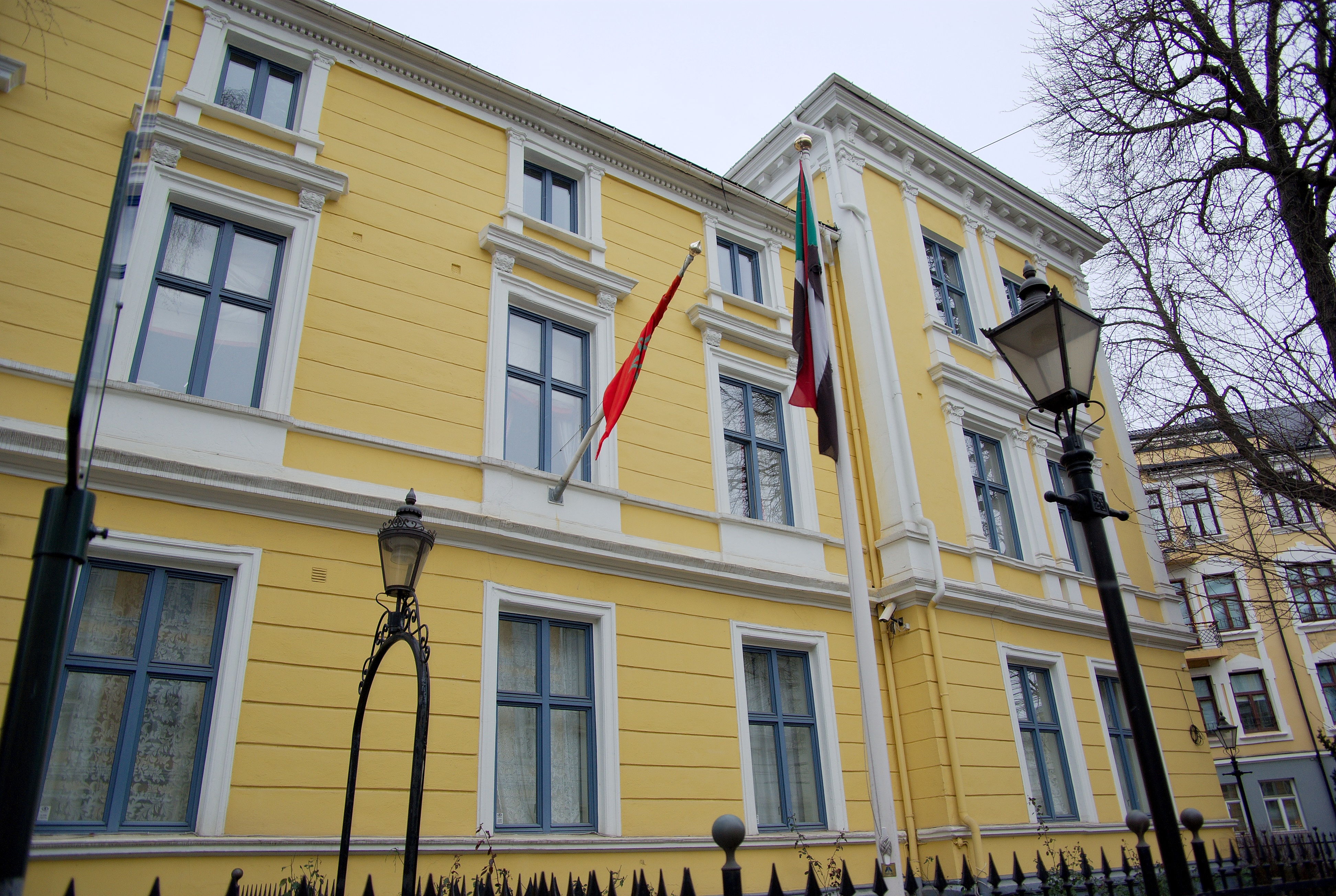
Посольство Марокко та Судану
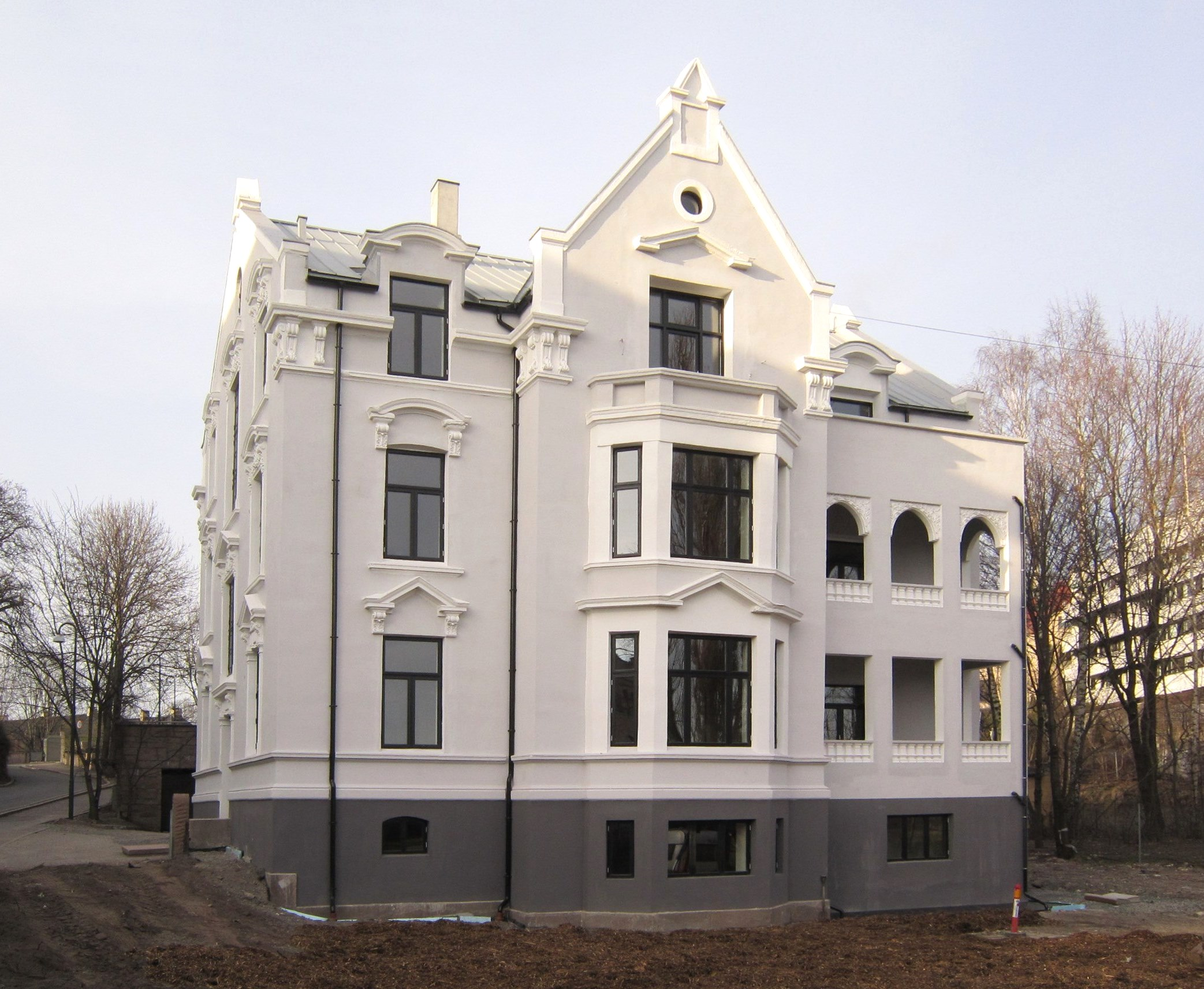
Посольство Мексики
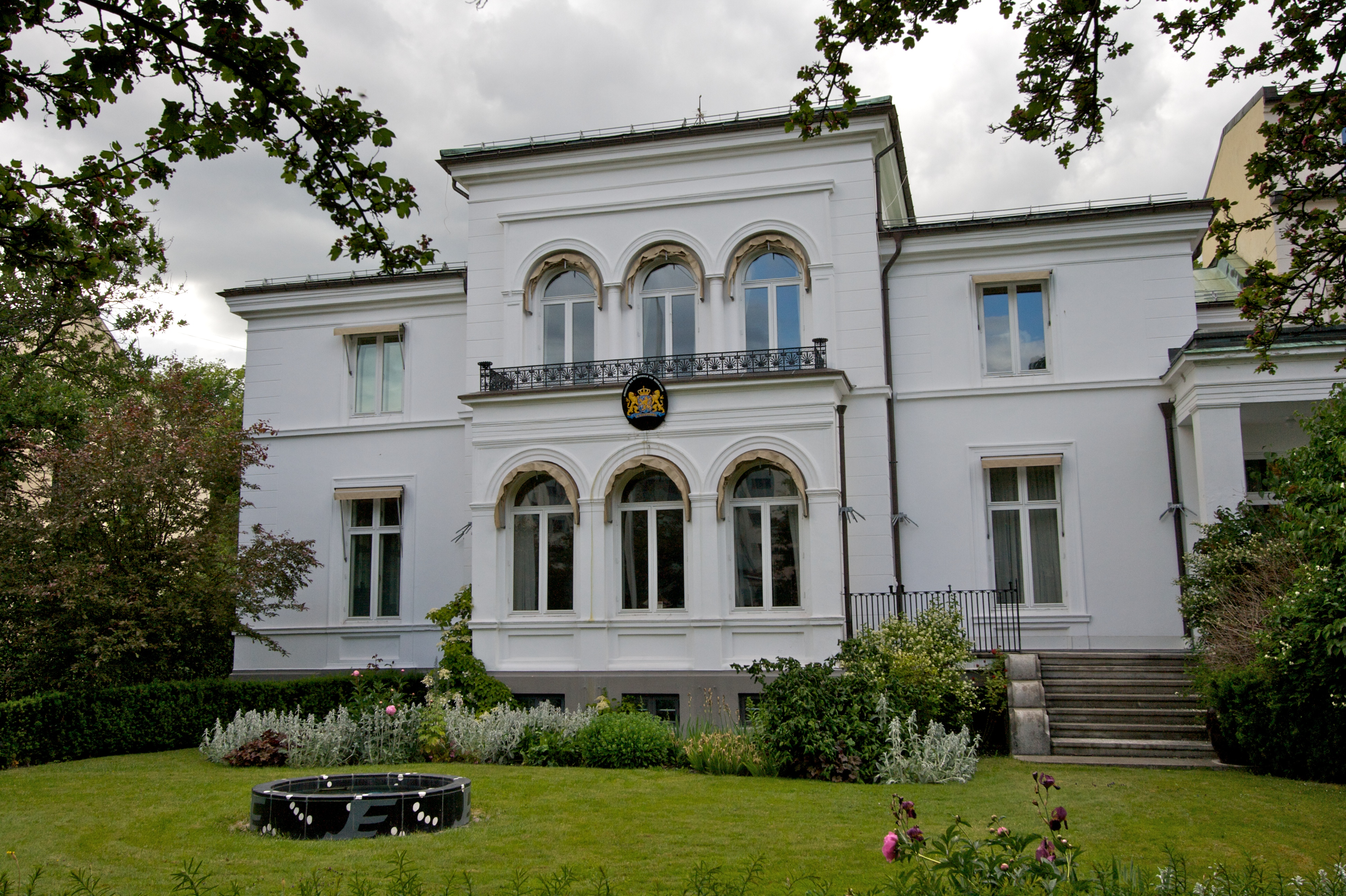
Посольство Нідерландів
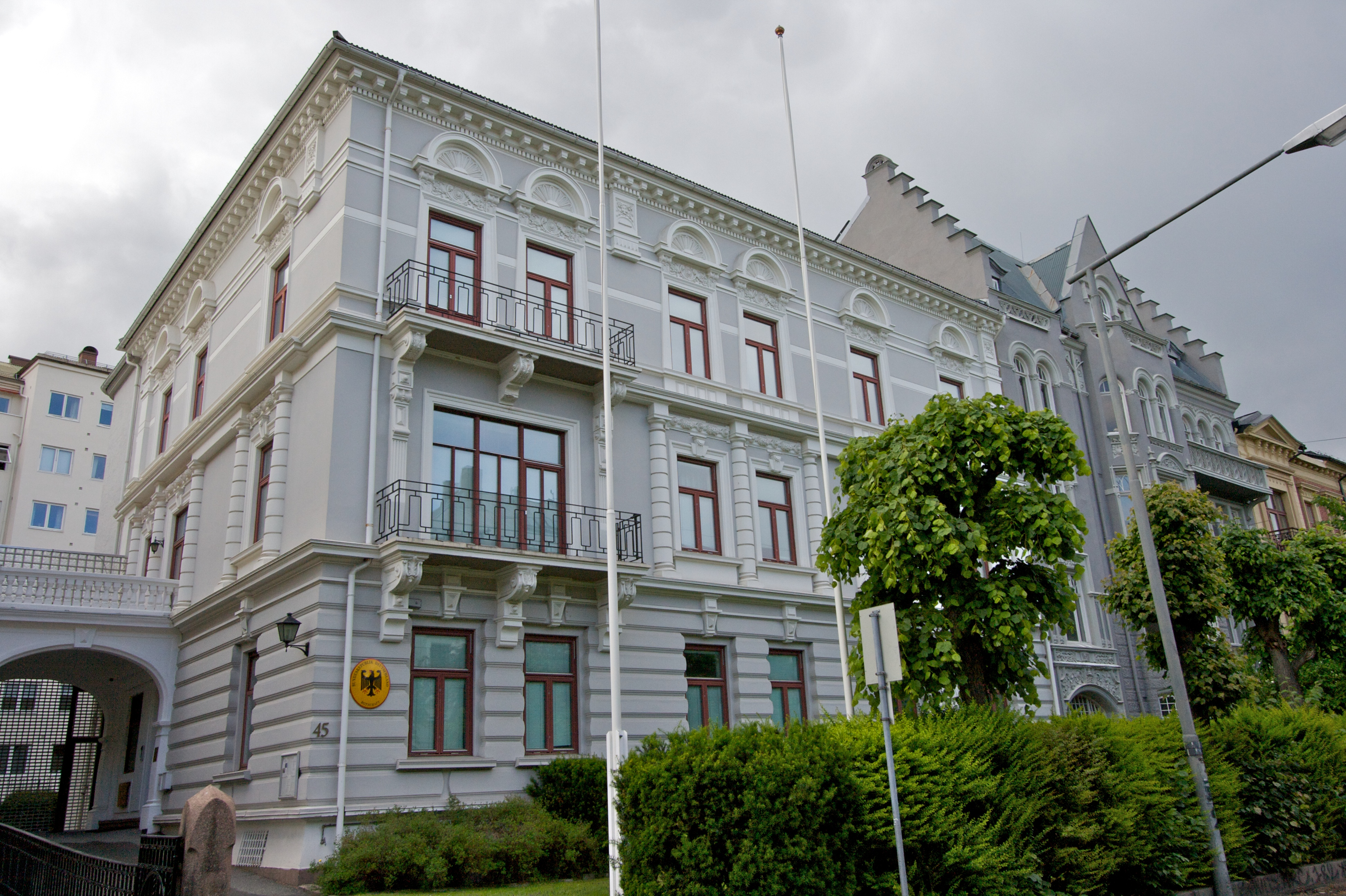
Посольство Німеччини
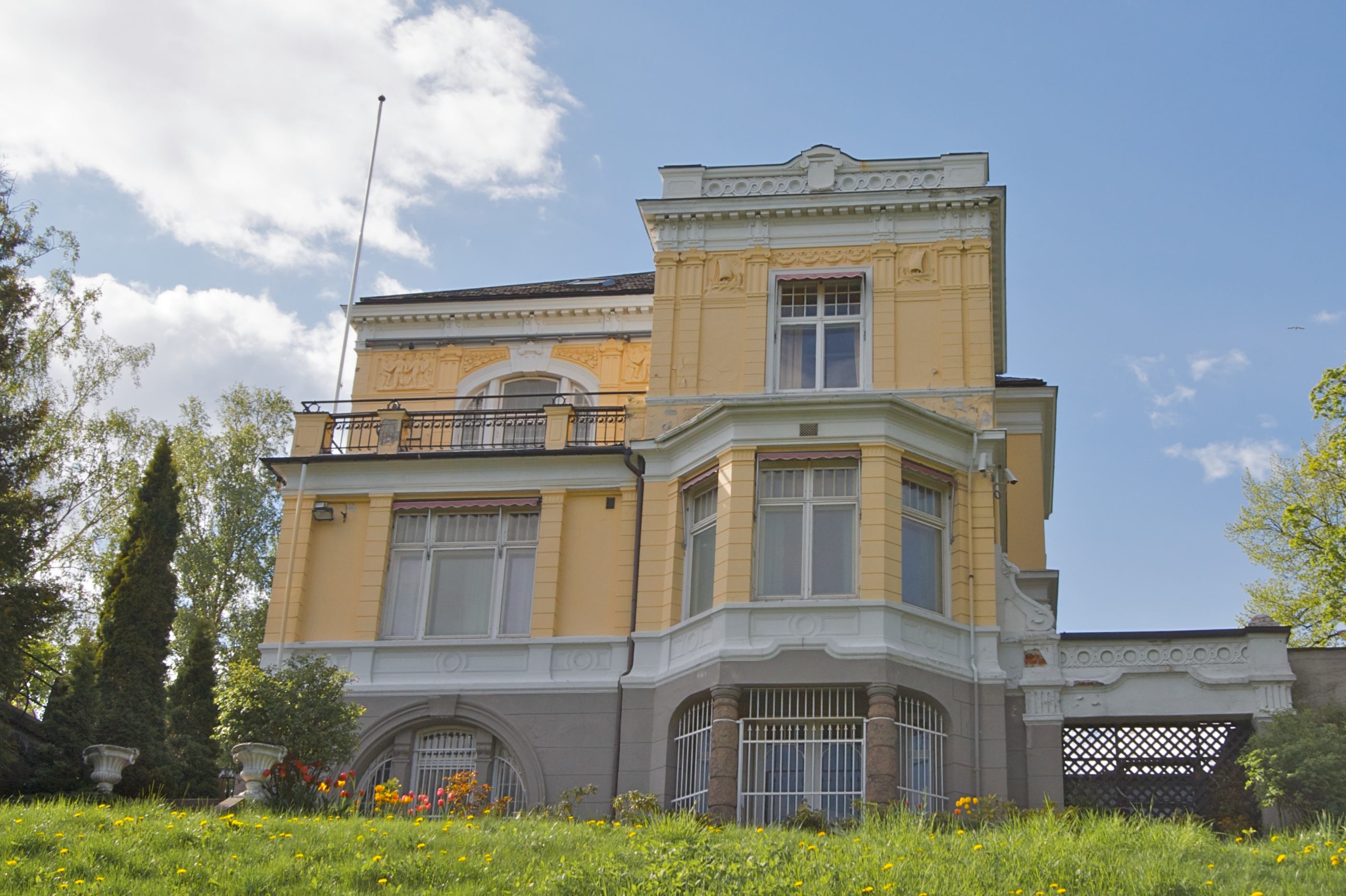
Посольство Південно-Африканської Республіки
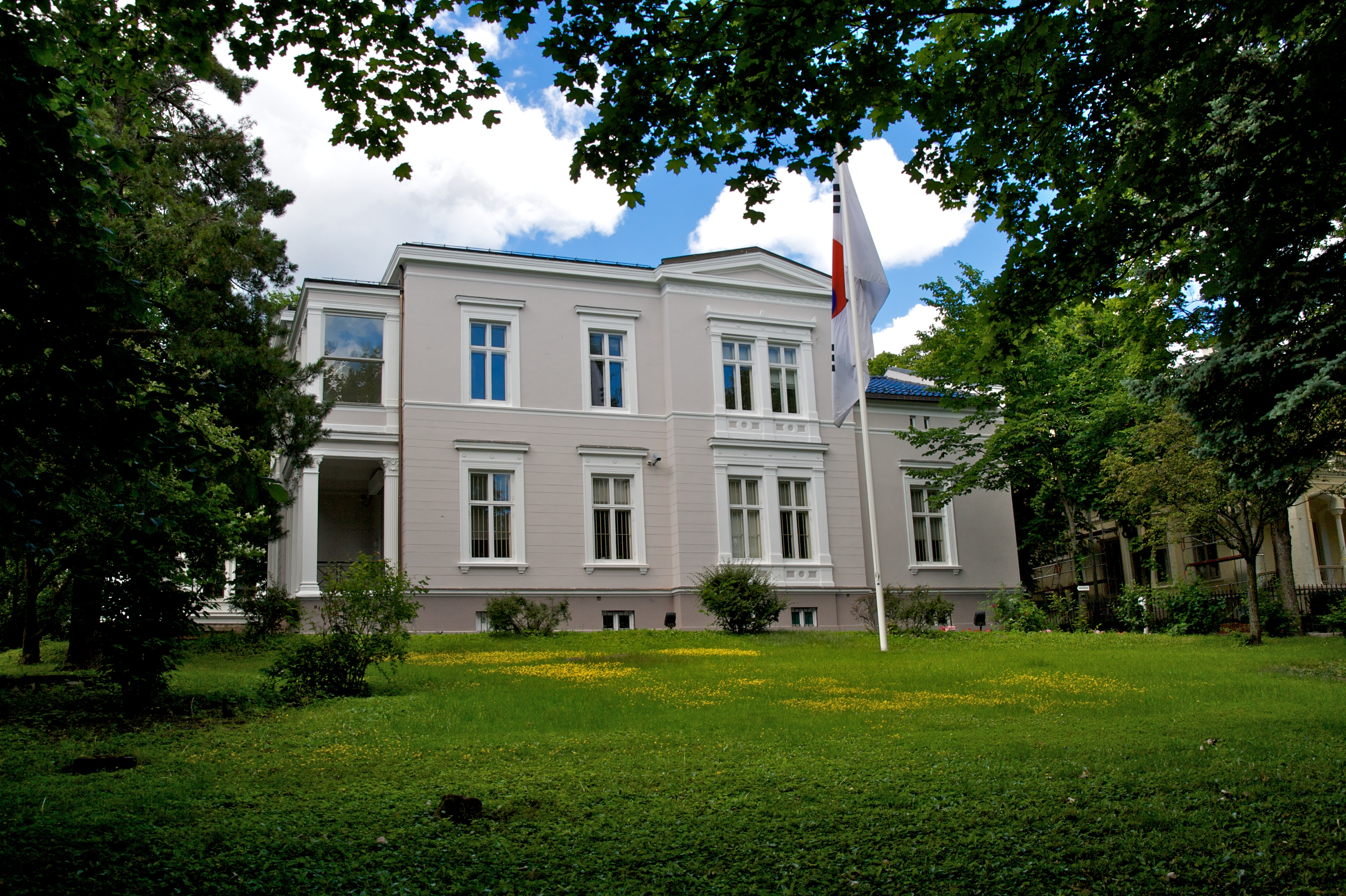
Посольство Південної Кореї
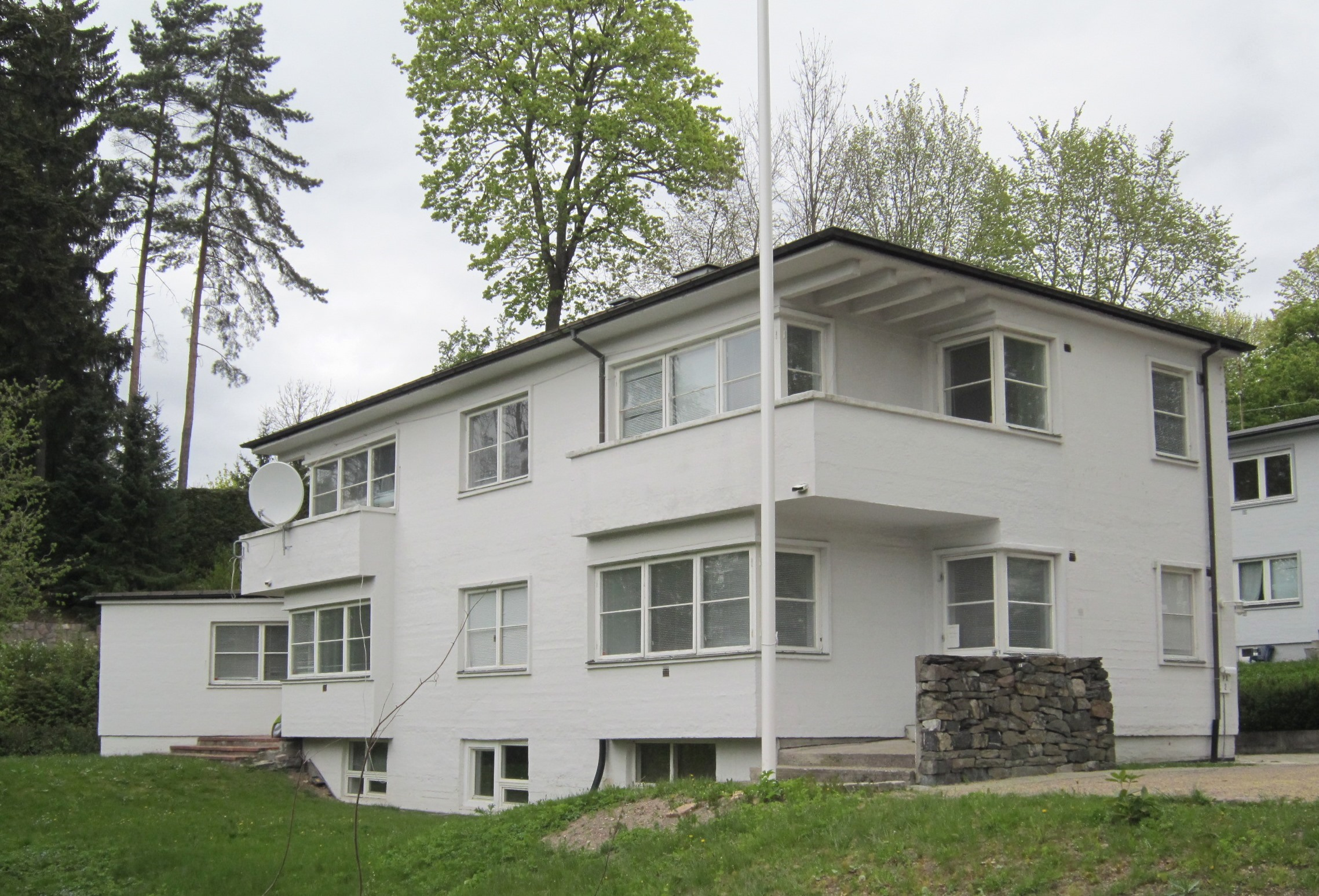
Посольство Південного Судану
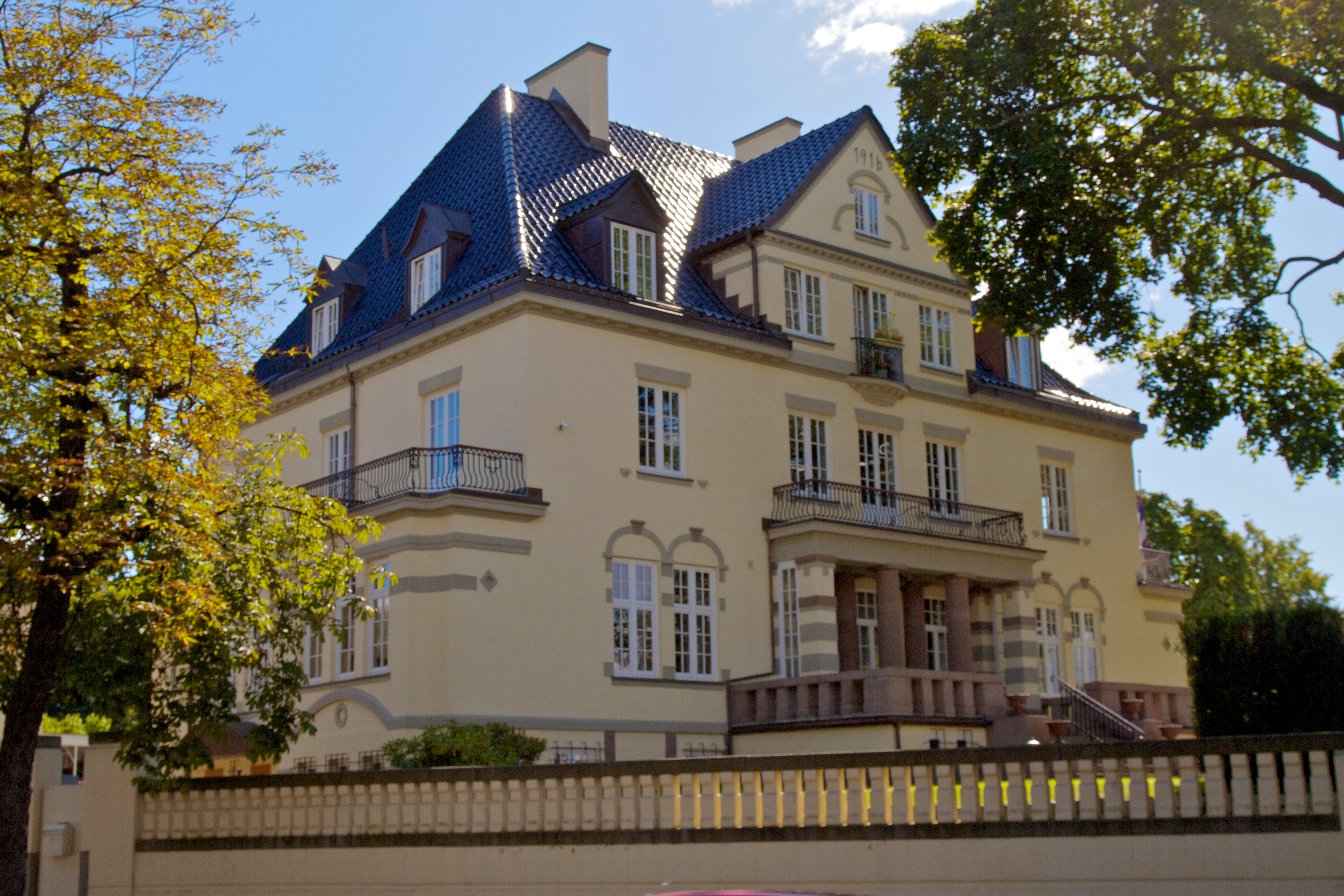
Посольство Польщі
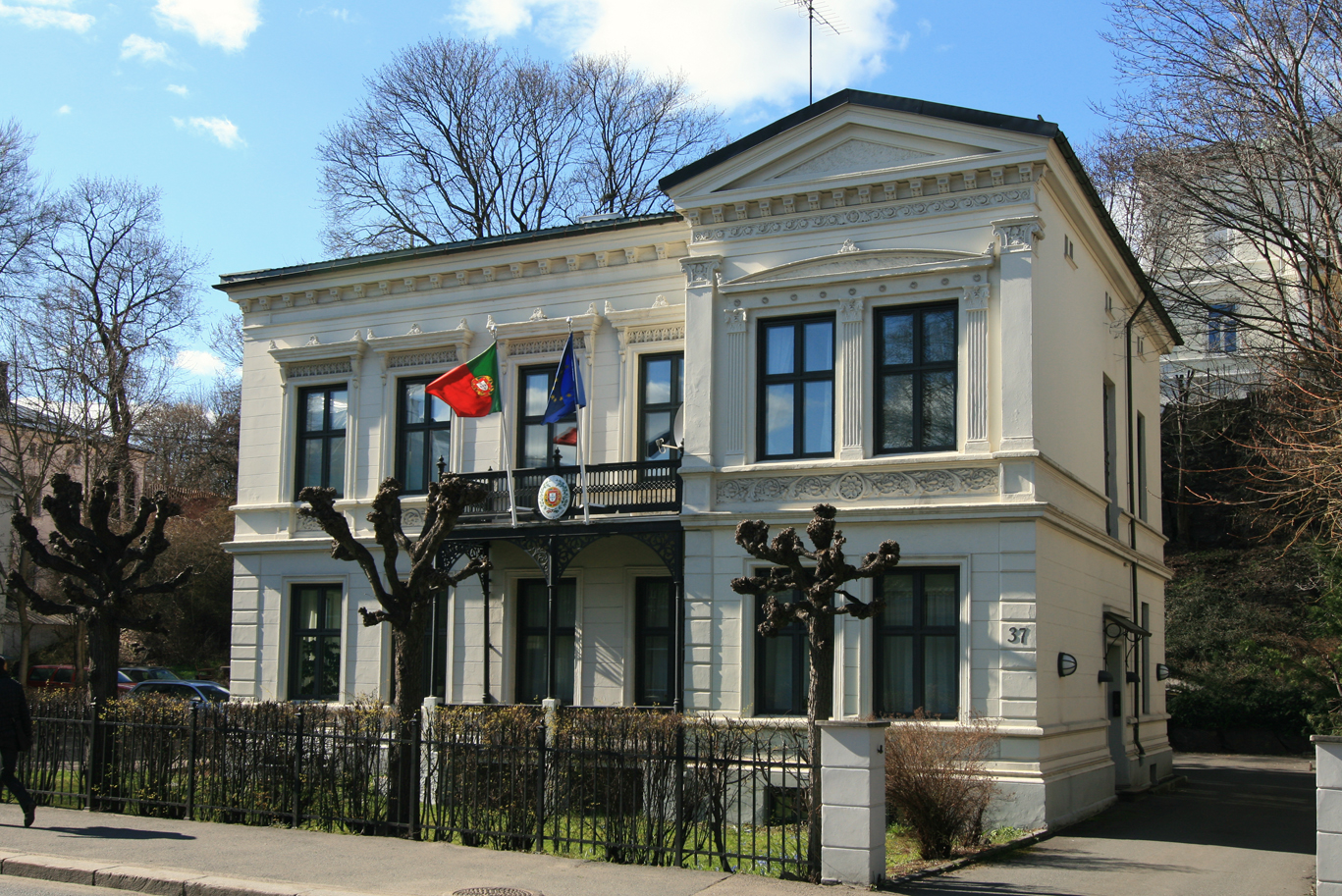
Посольство Португалії
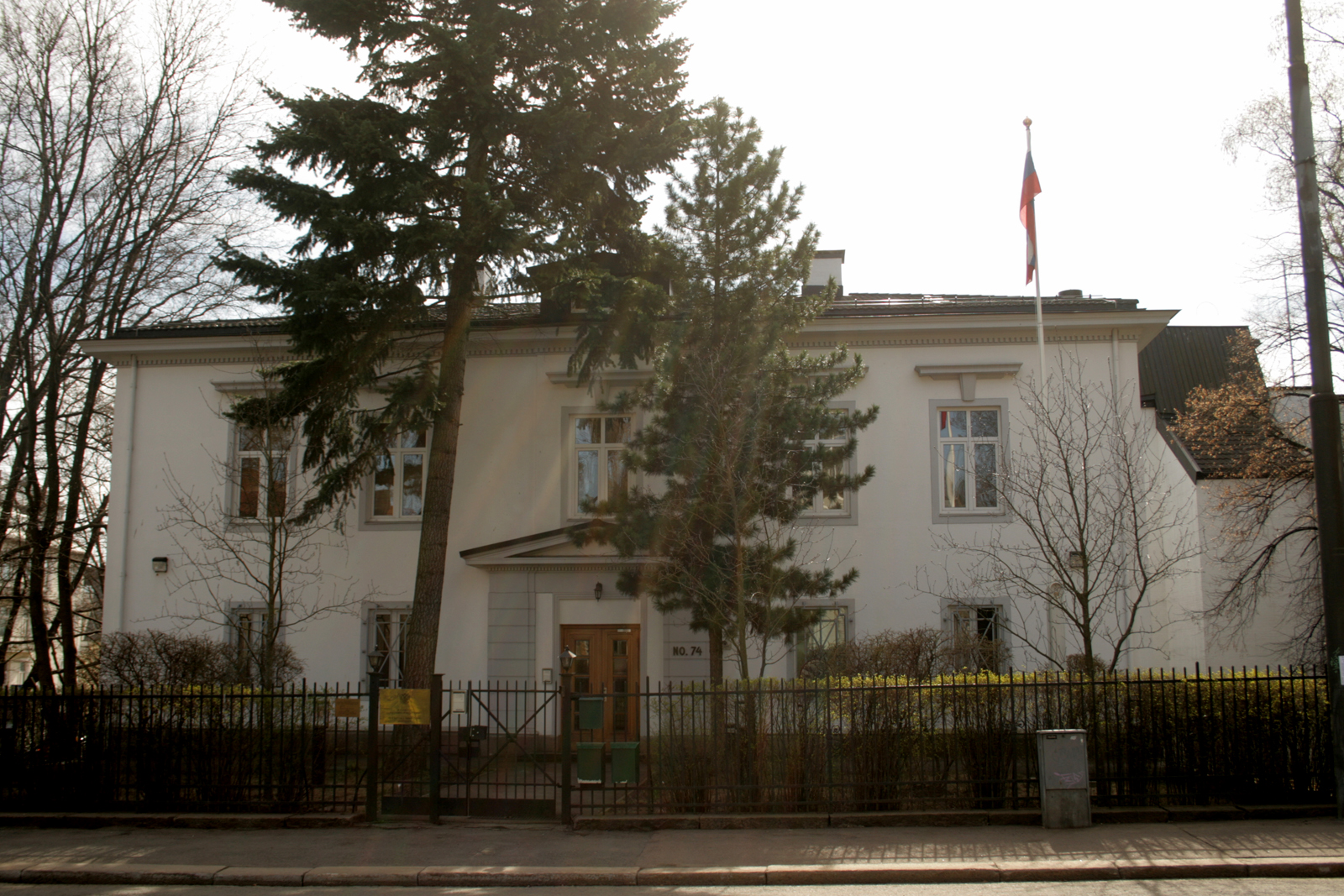
Посольство Росії
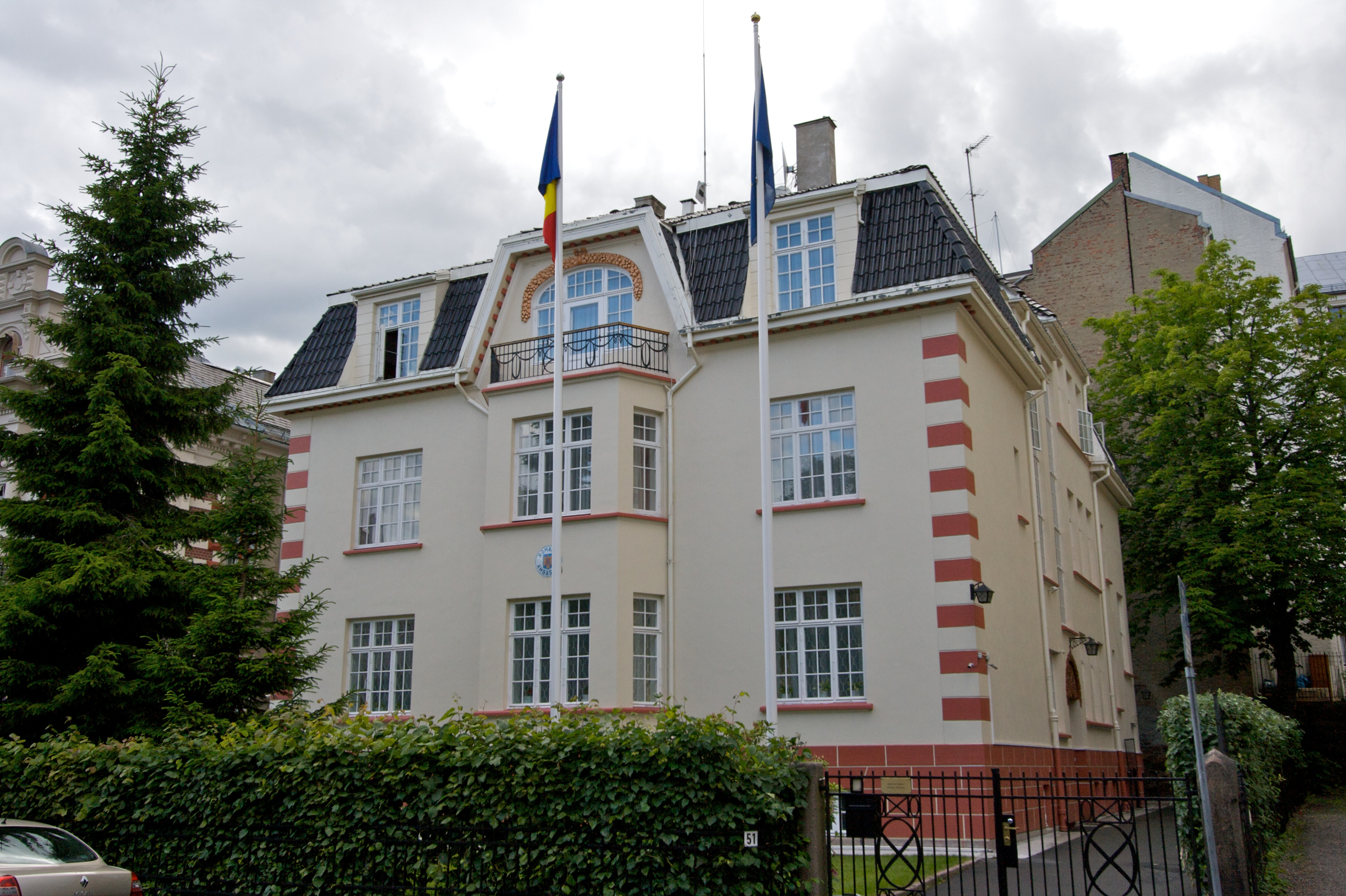
Посольство Румунії
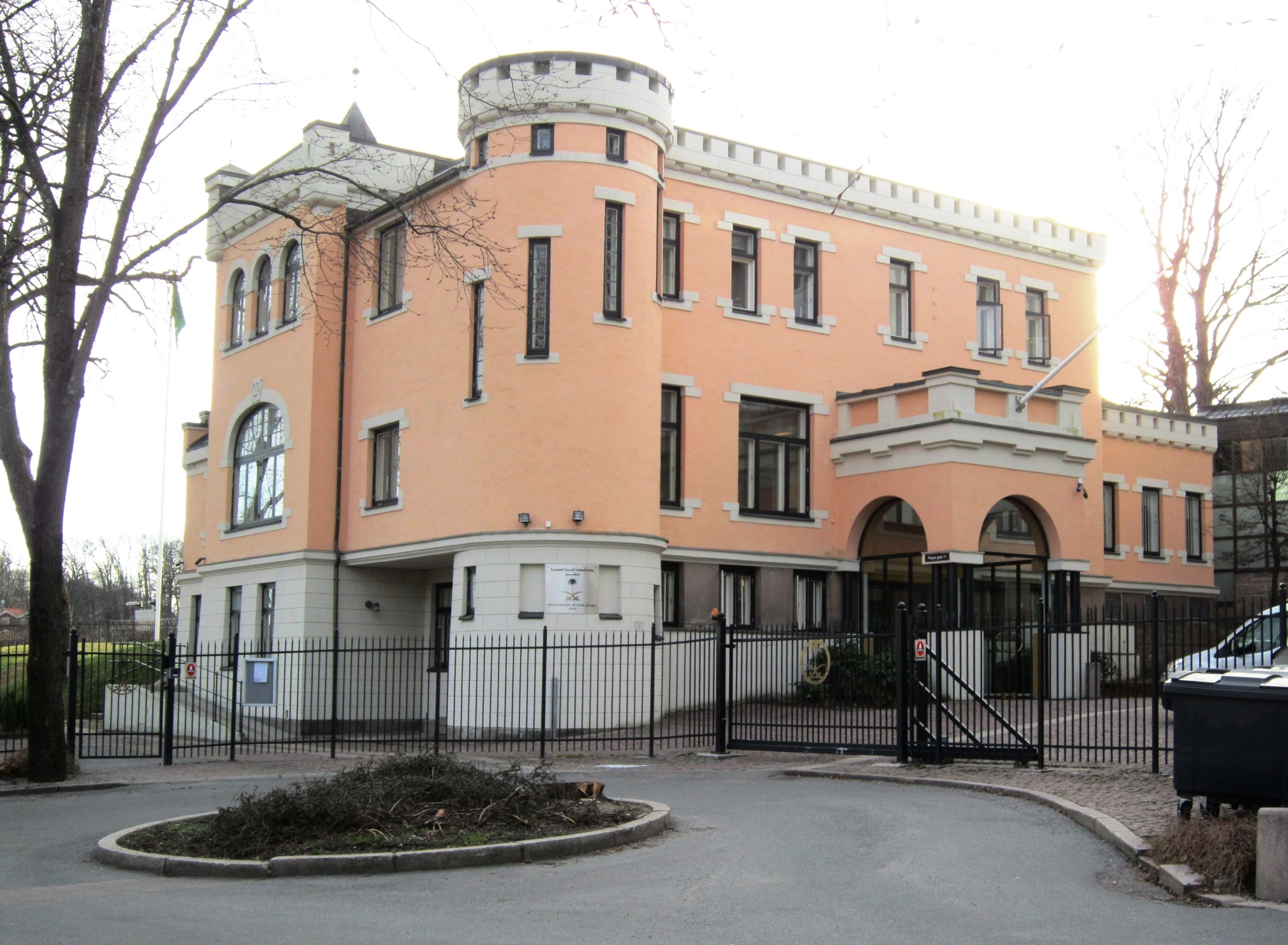
Посольство Саудівської Аравії
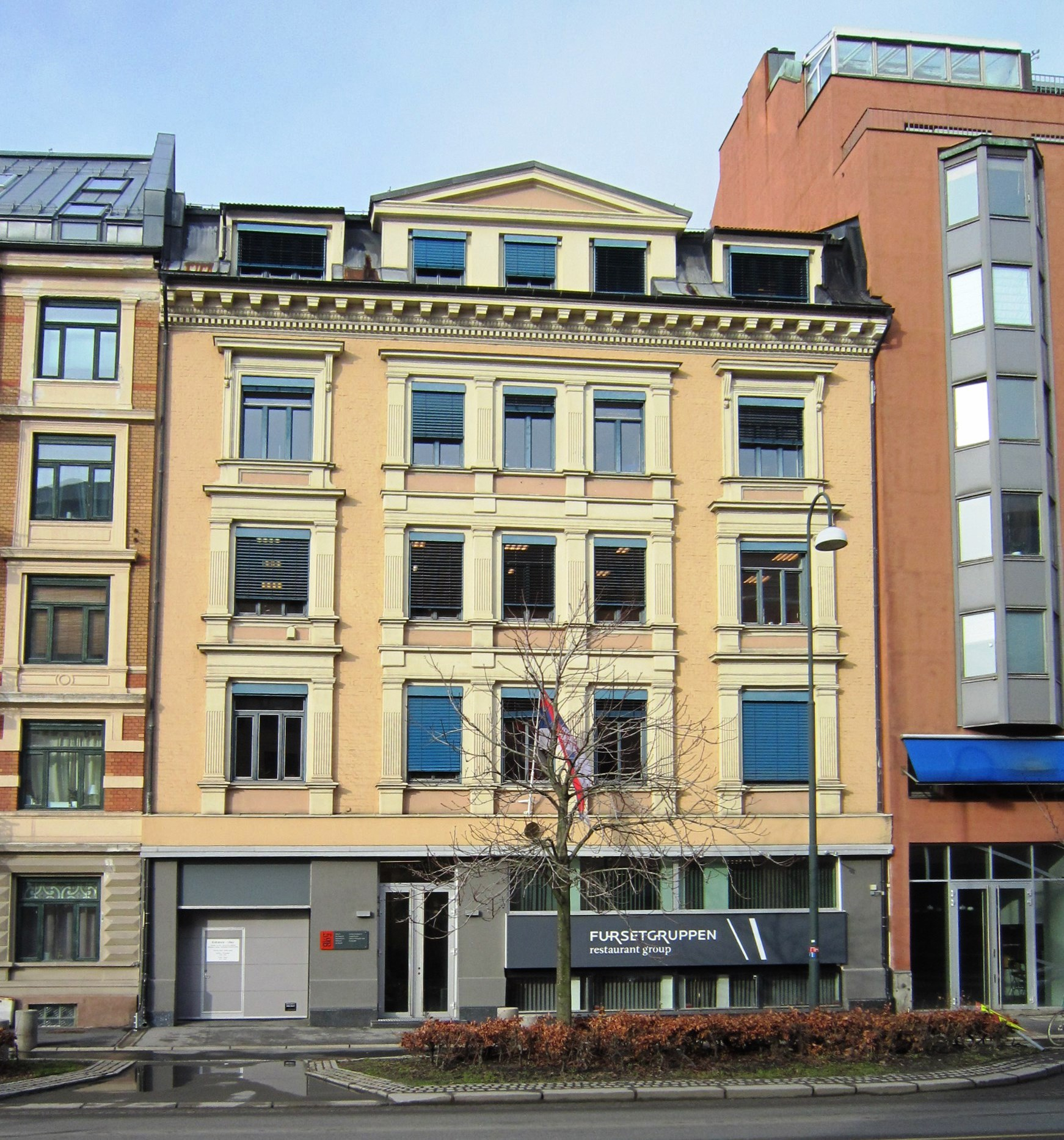
Посольство Сербії
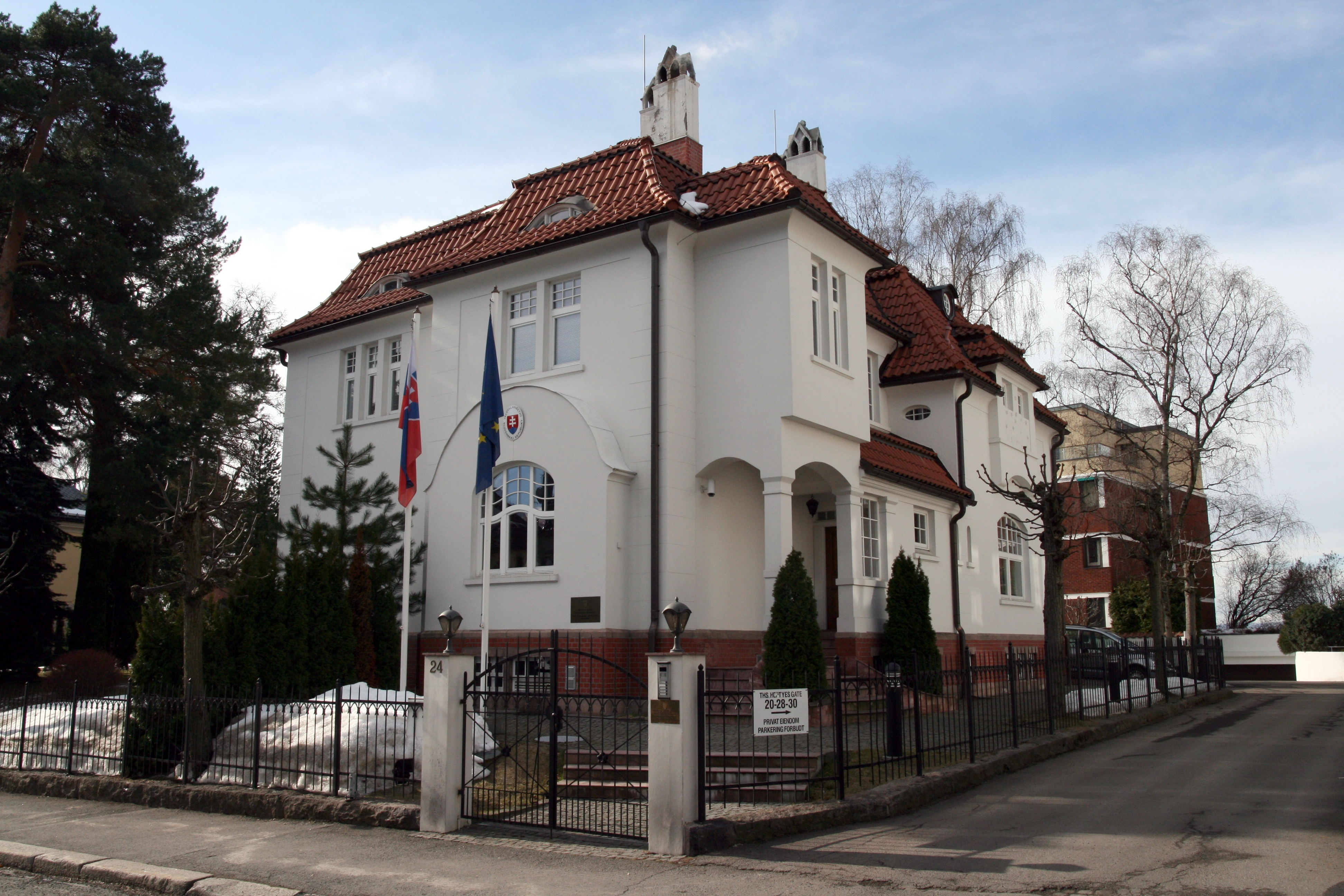
Посольство Словаччини
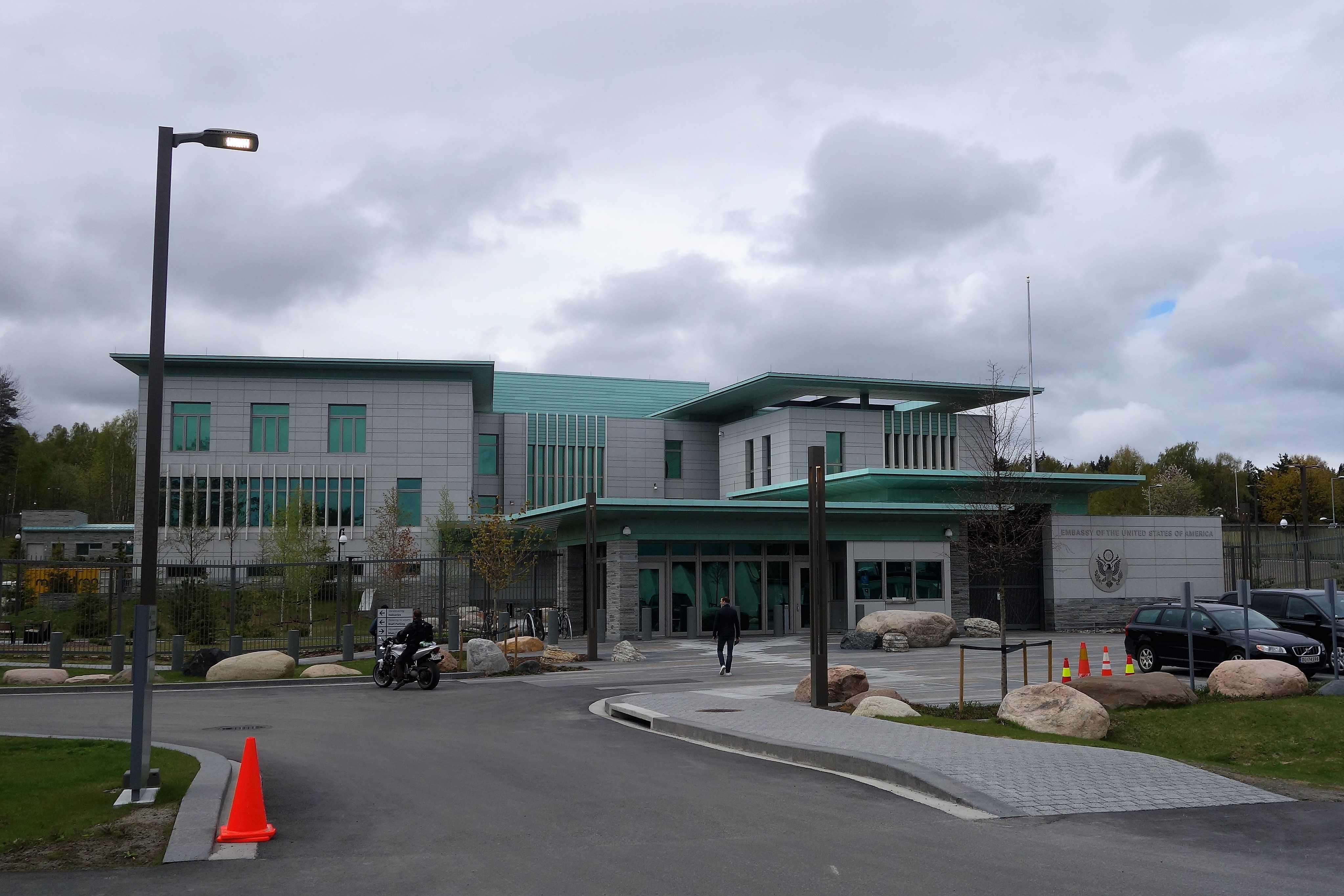
Посольство США
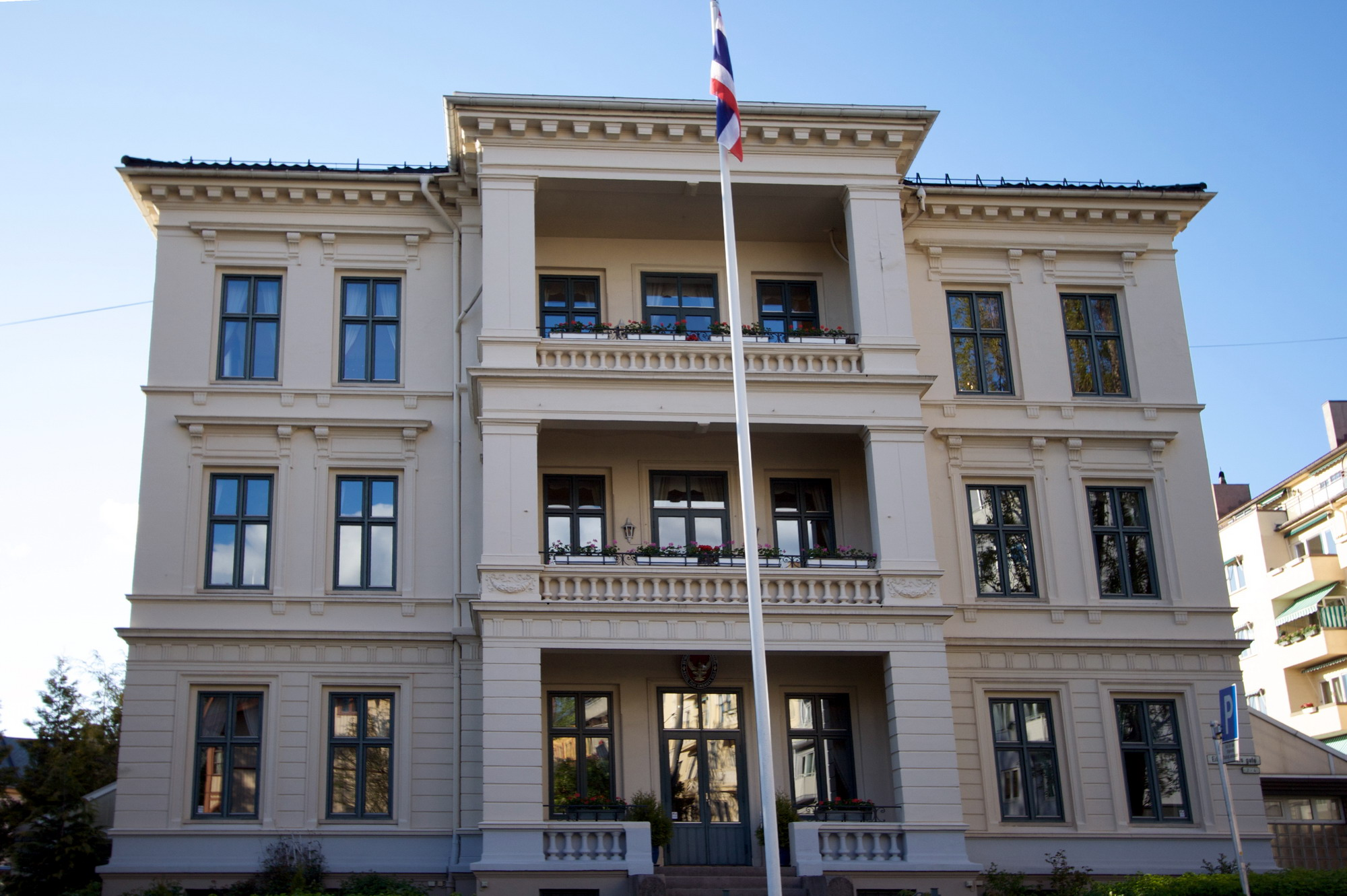
Посольство Таїланду
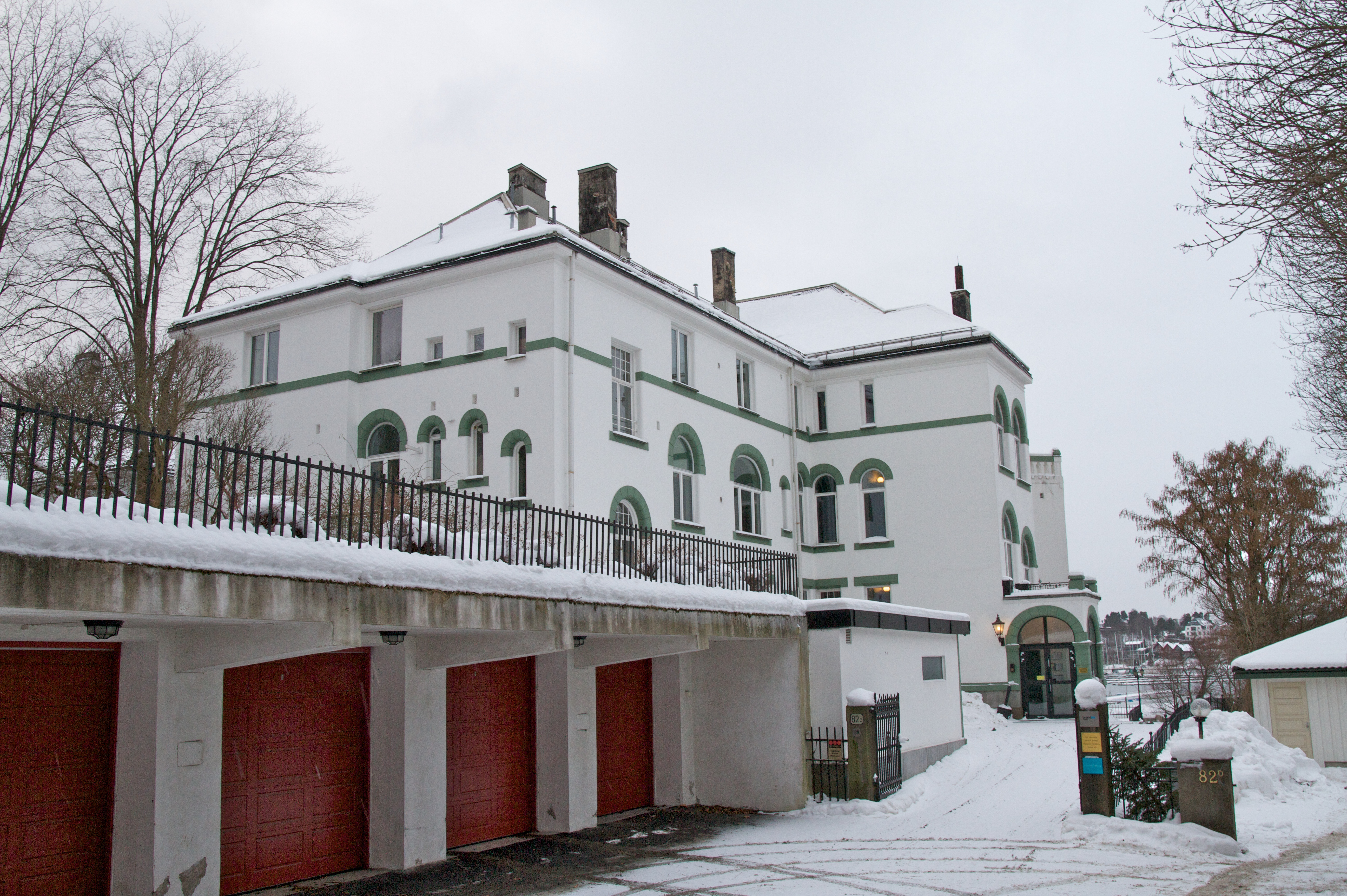
Посольство Тунісу
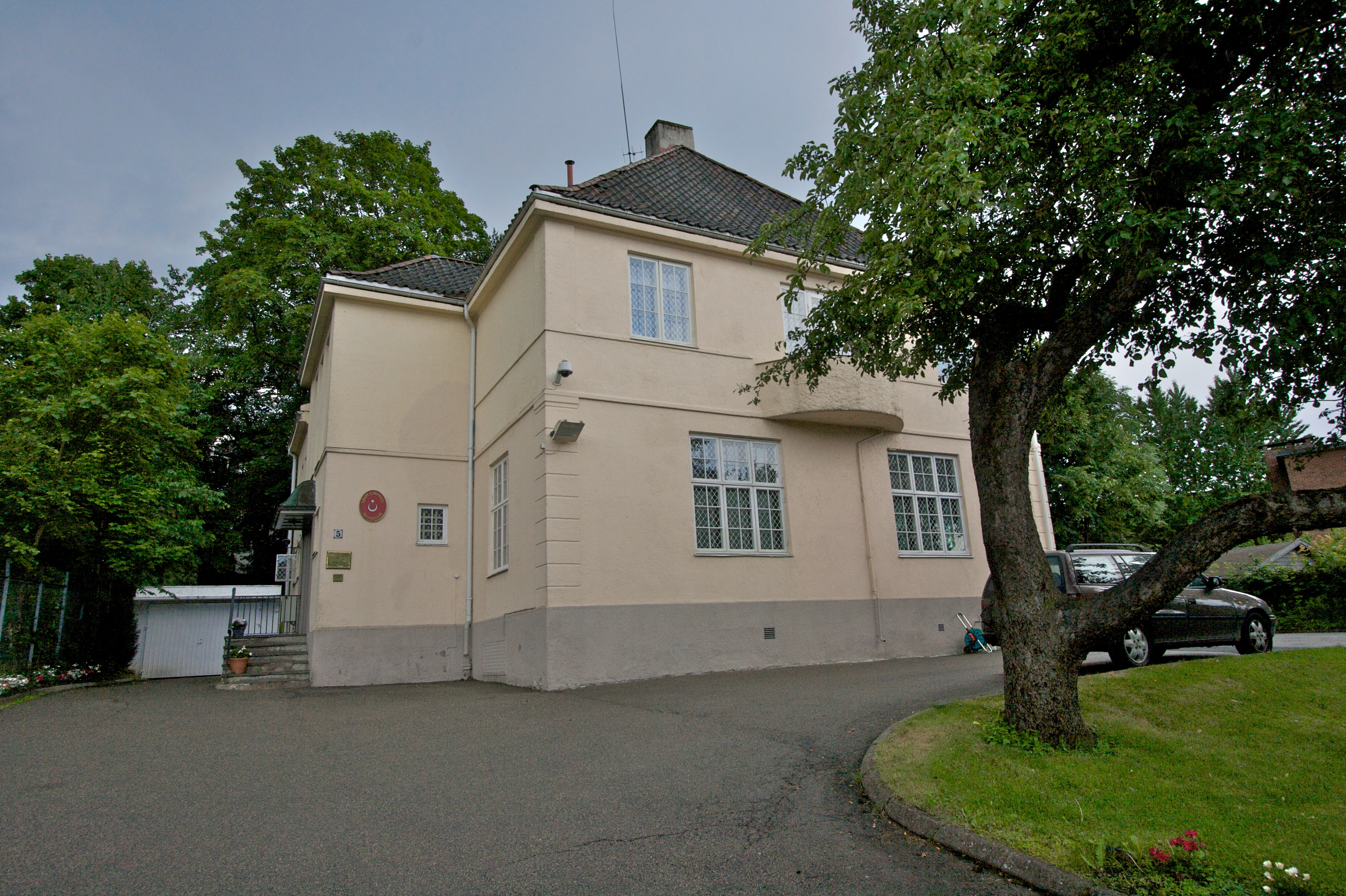
Посольство Туреччини
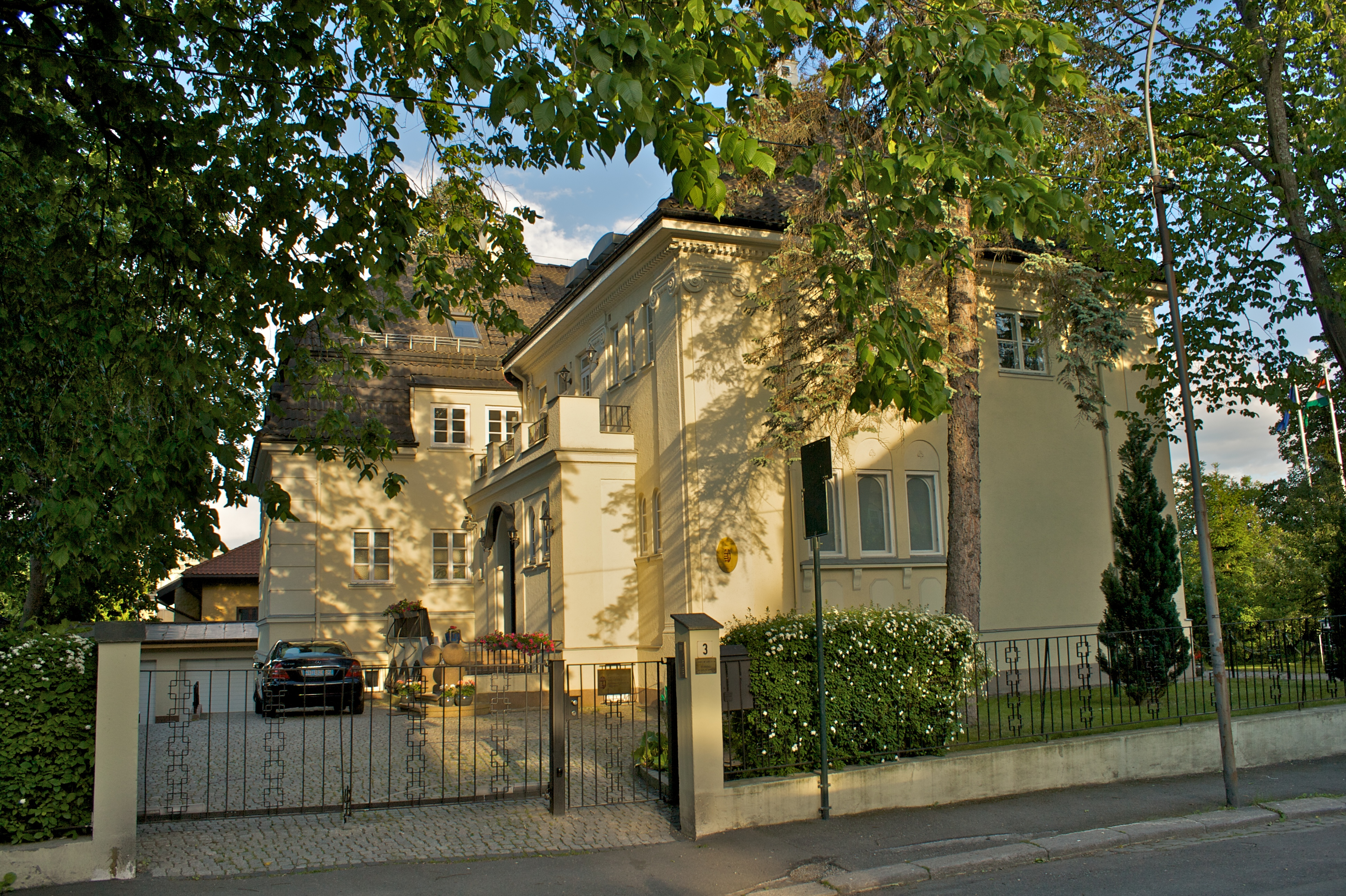
Посольство Угорщини
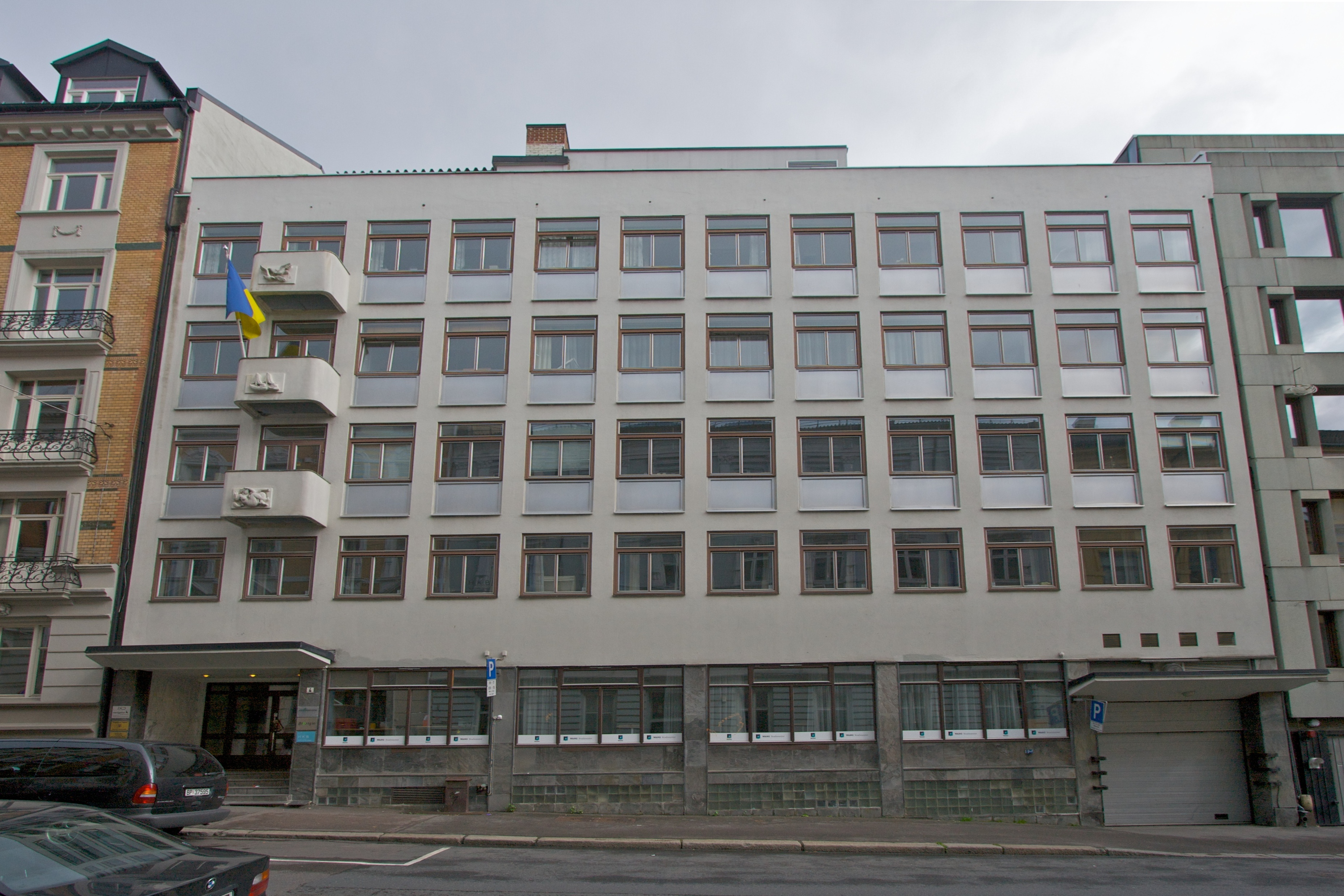
Посольство України
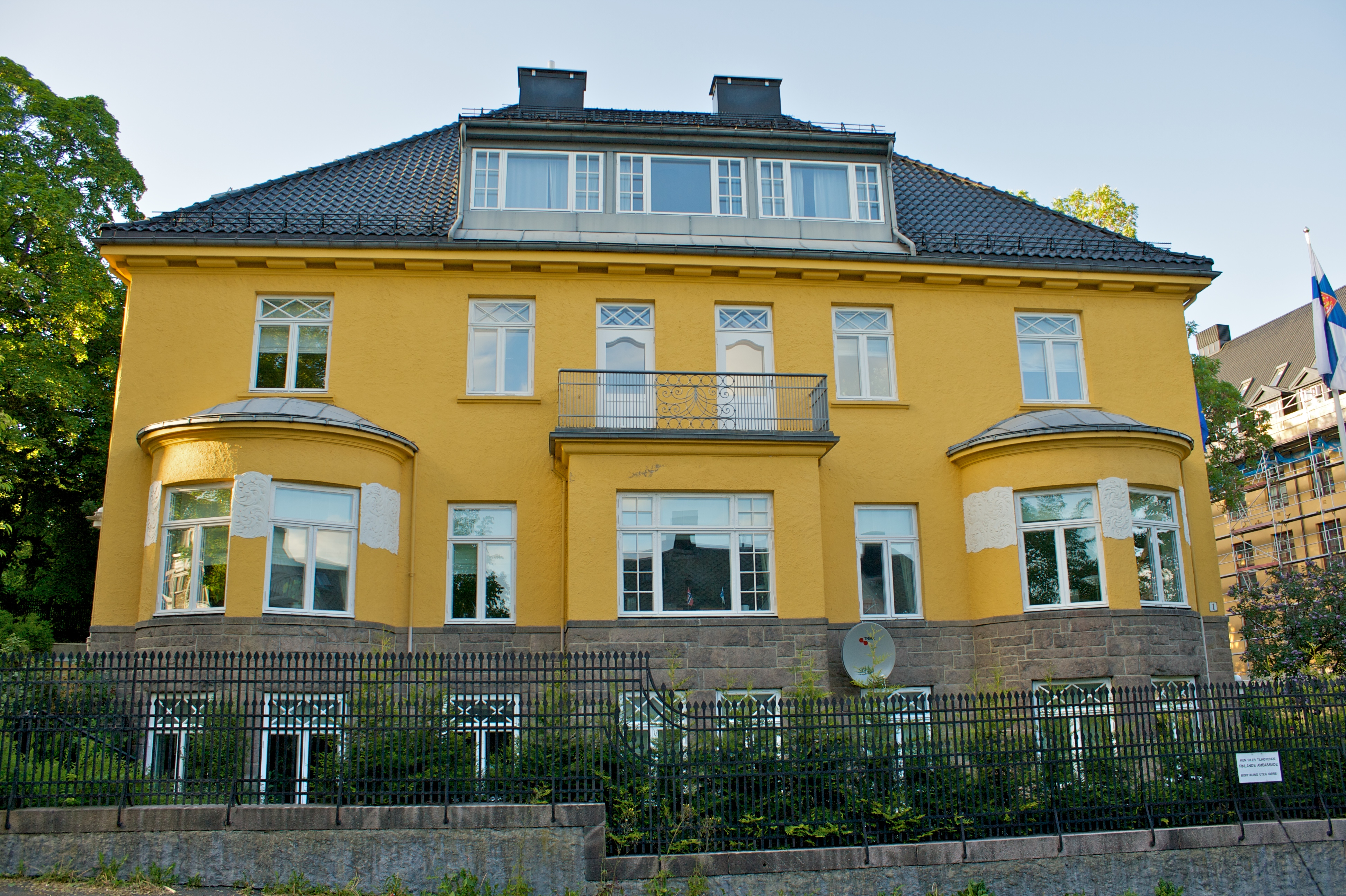
Посольство Фінляндії
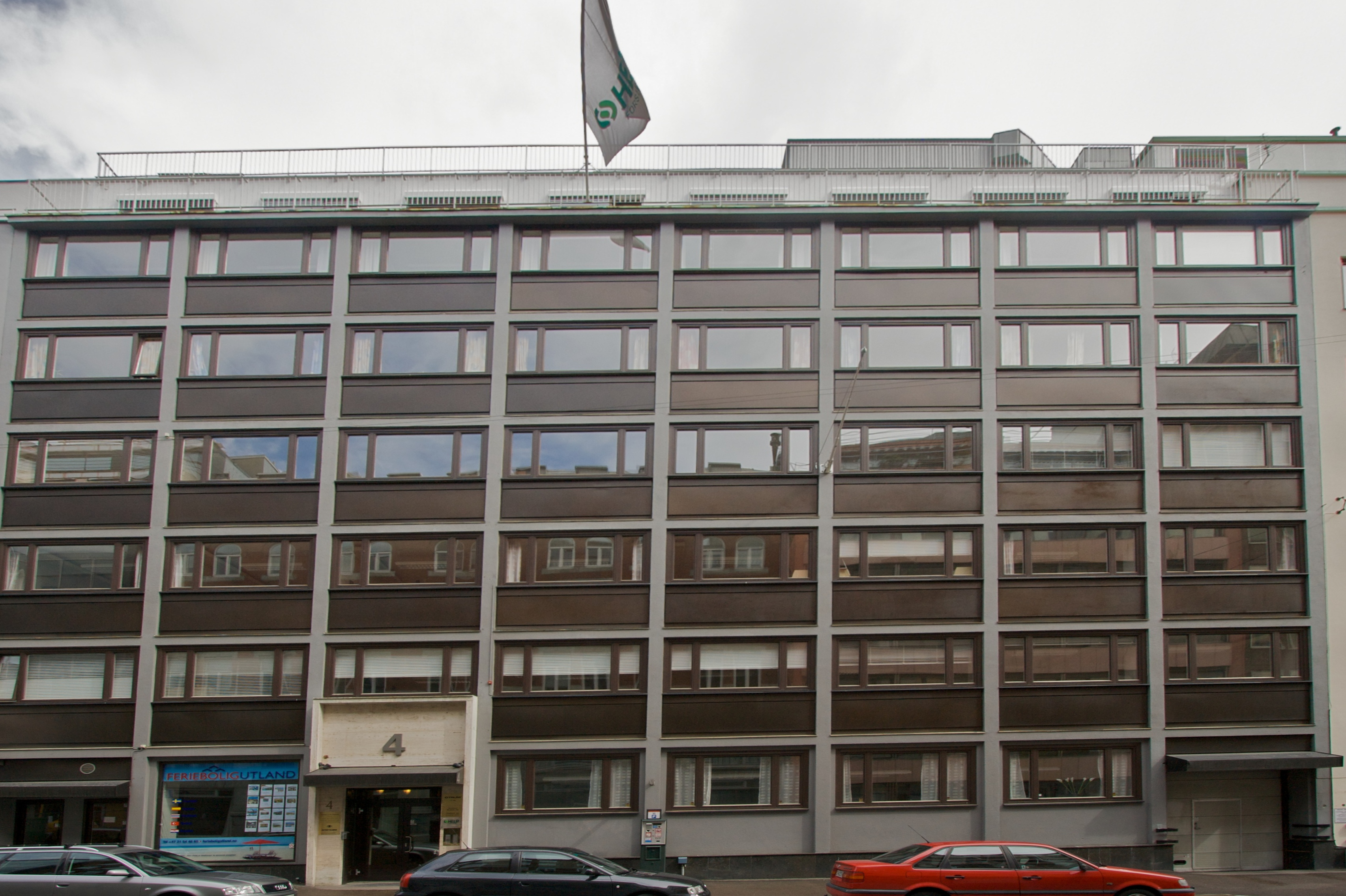
Посольство Філіппін
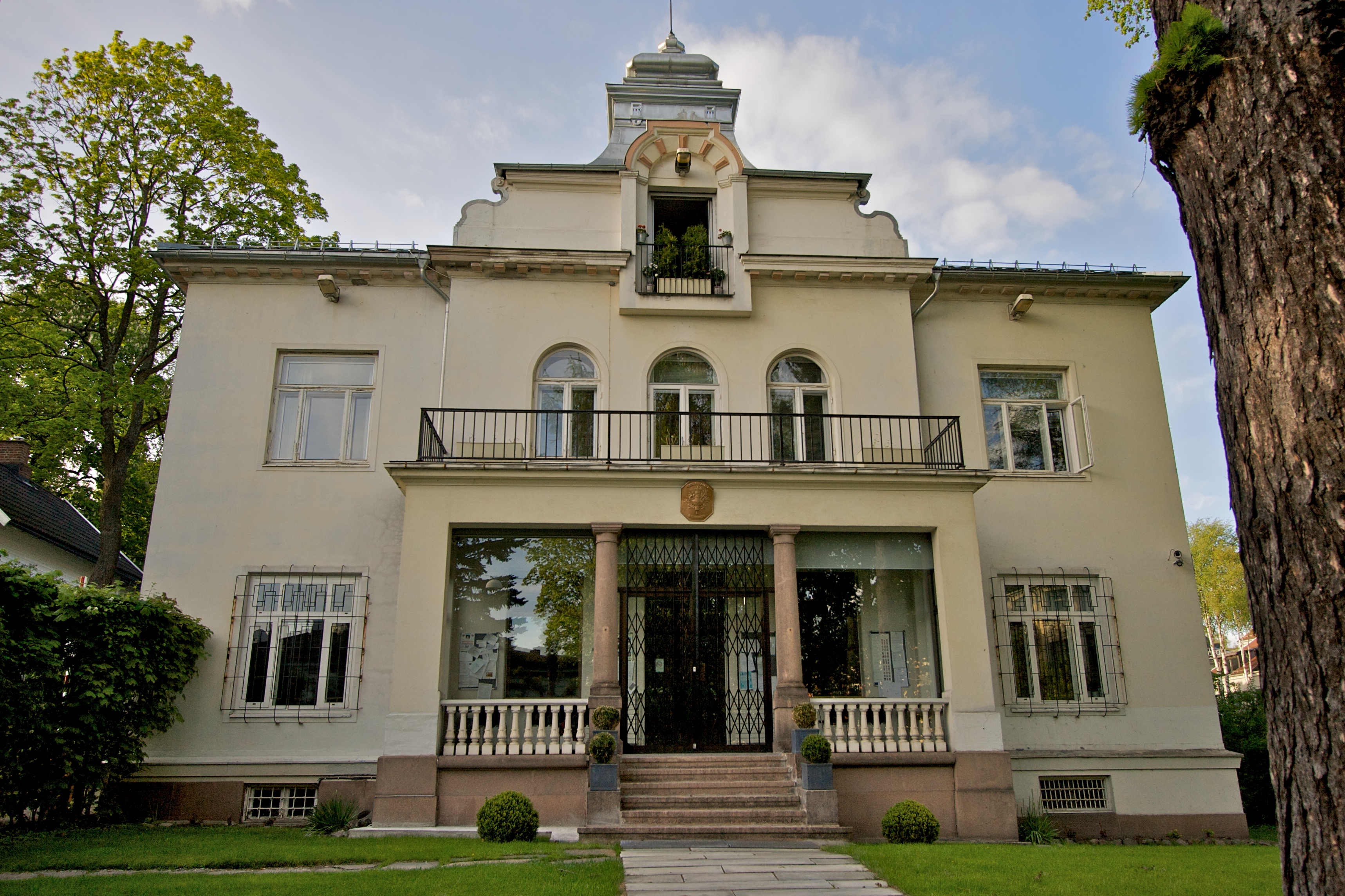
Посольство Франції
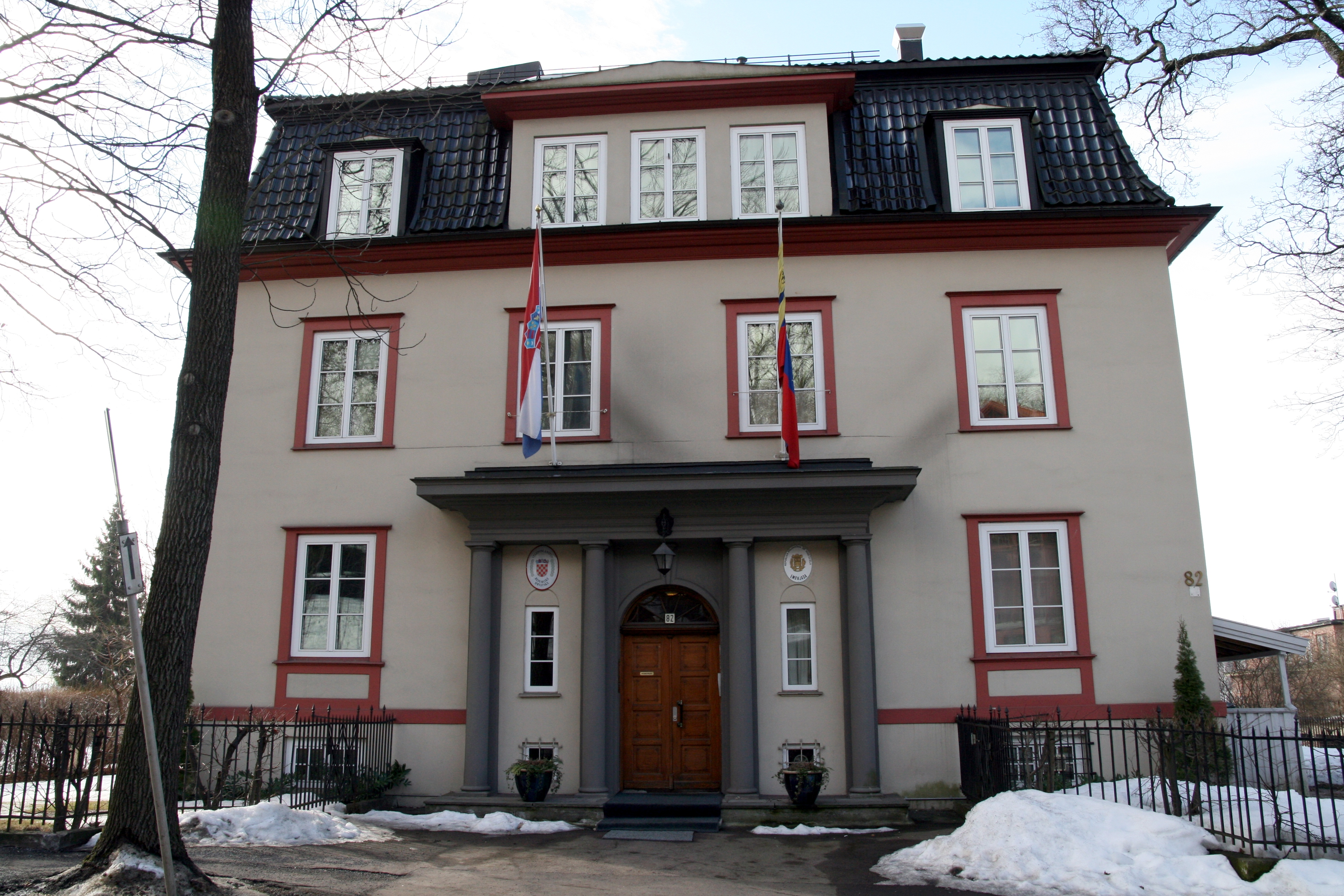
Посольства Хорватії та Венесуели
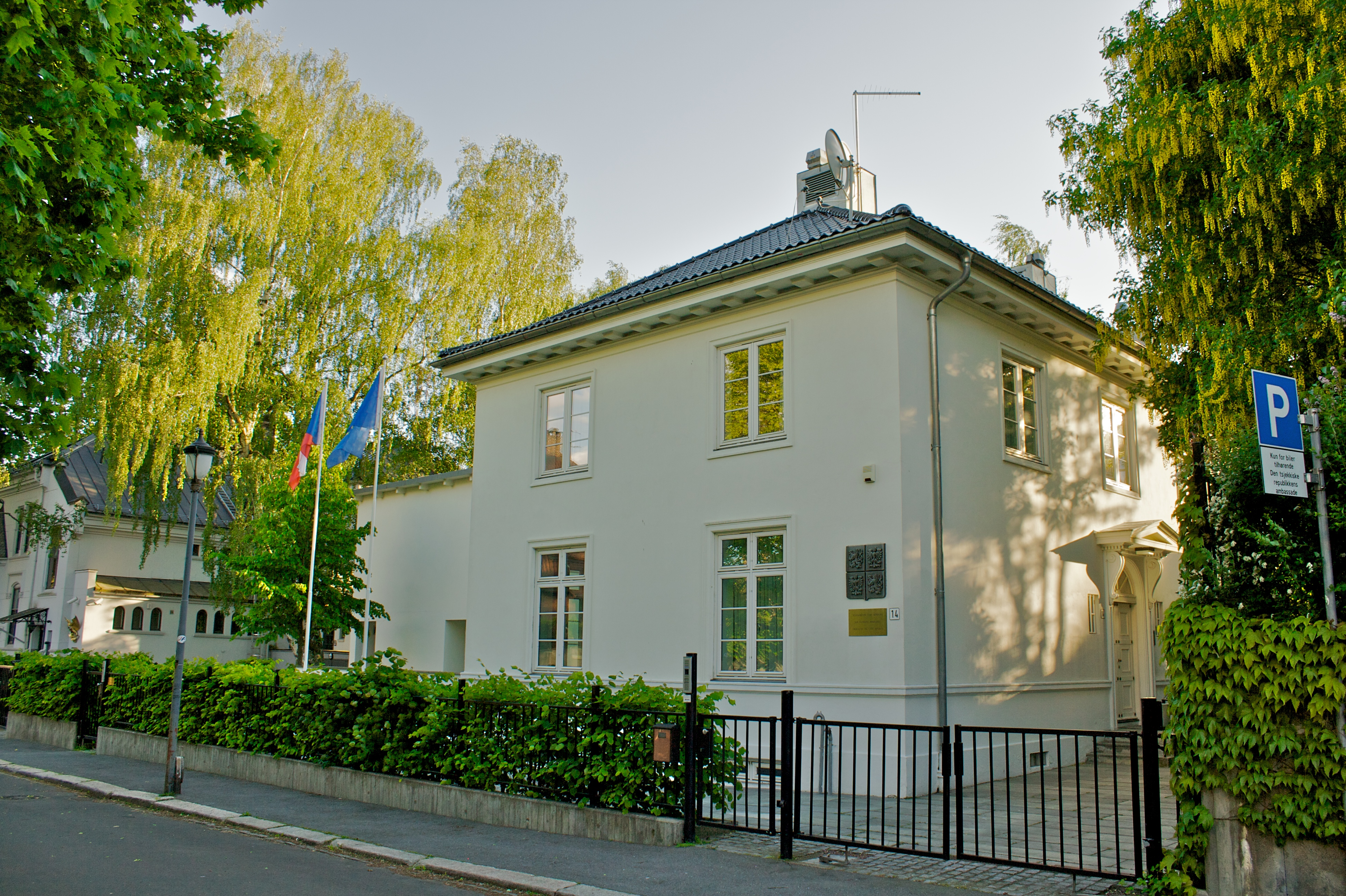
Посольство Чехії
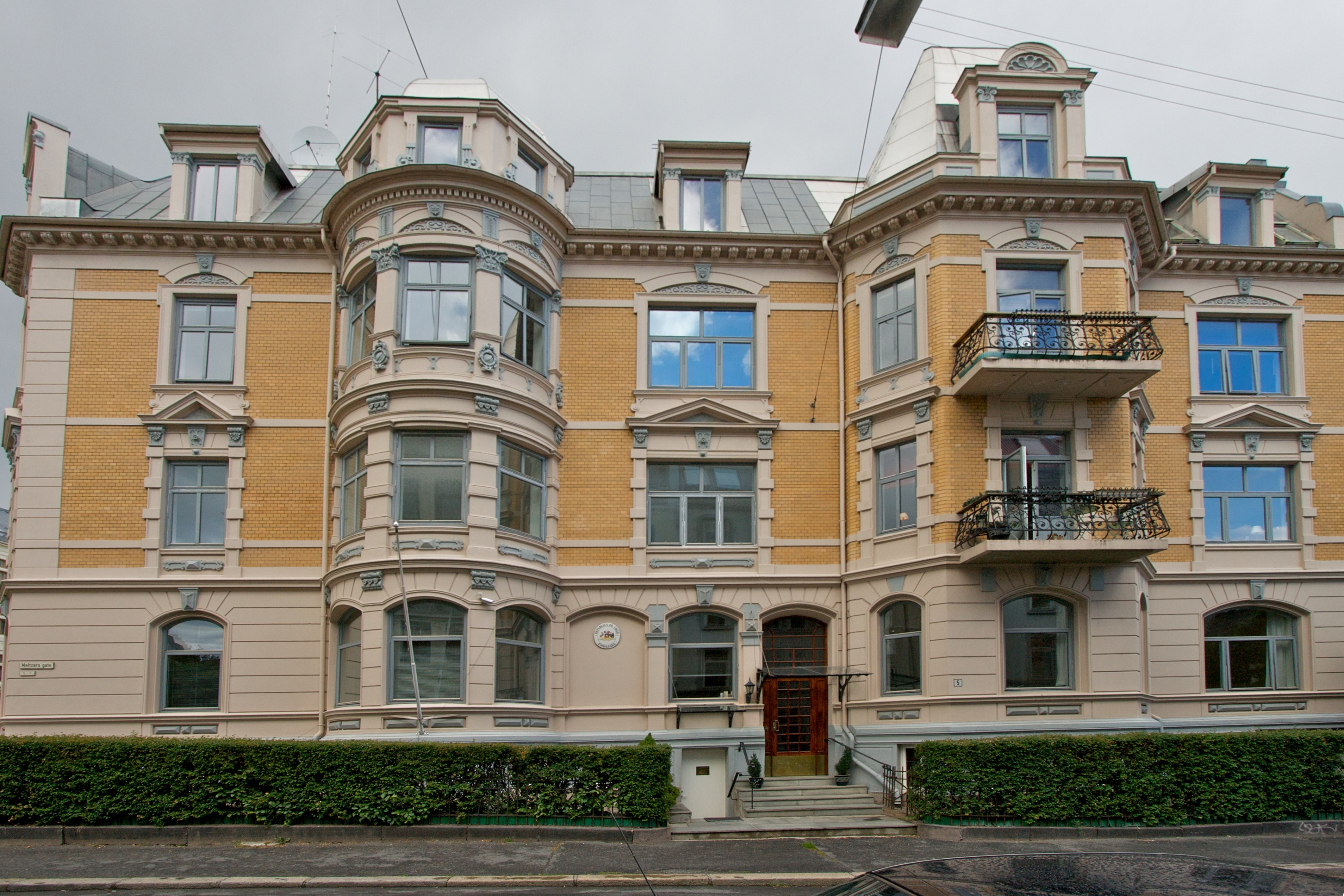
Посольство Чилі
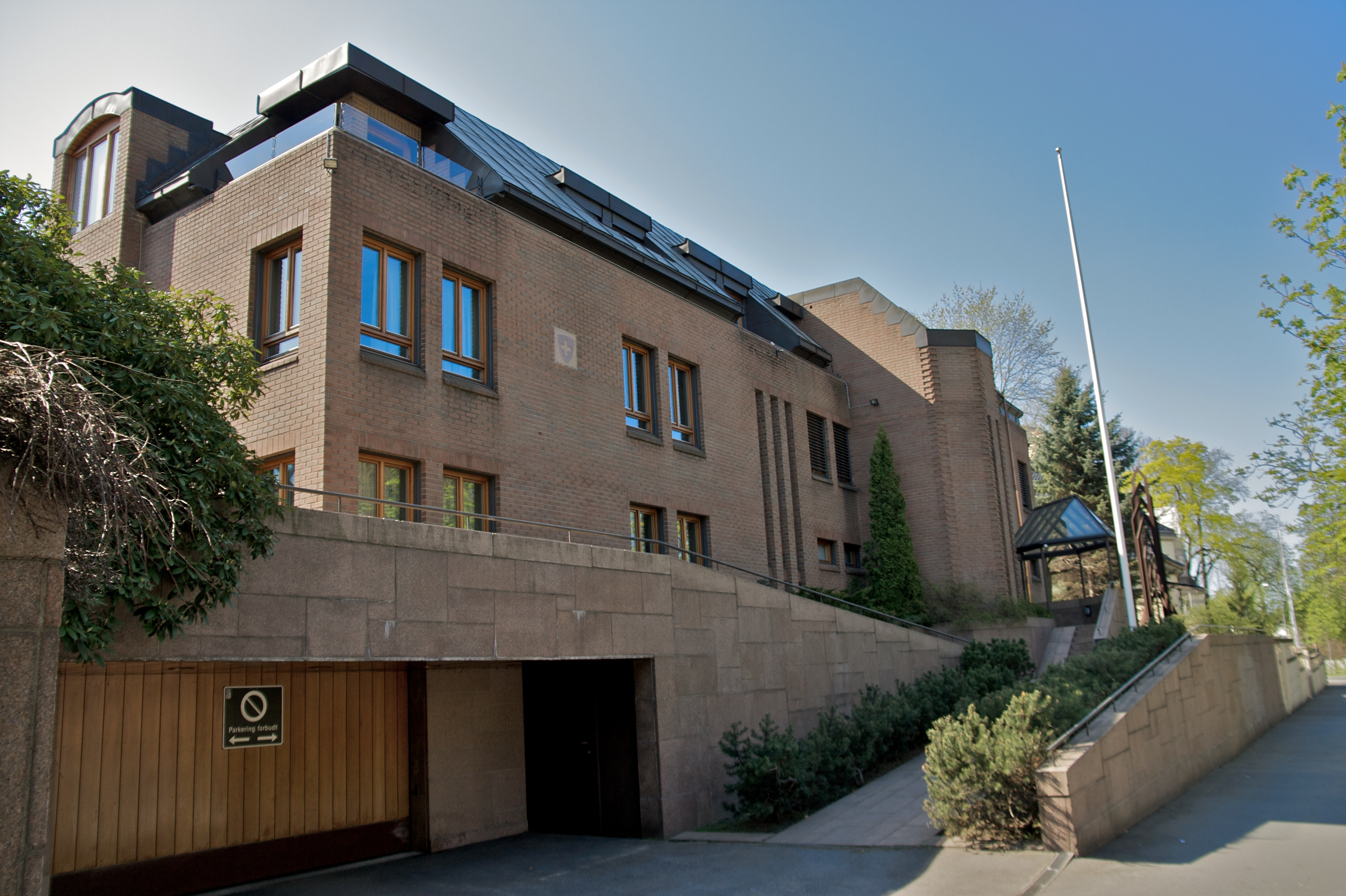
Посольство Швейцарії
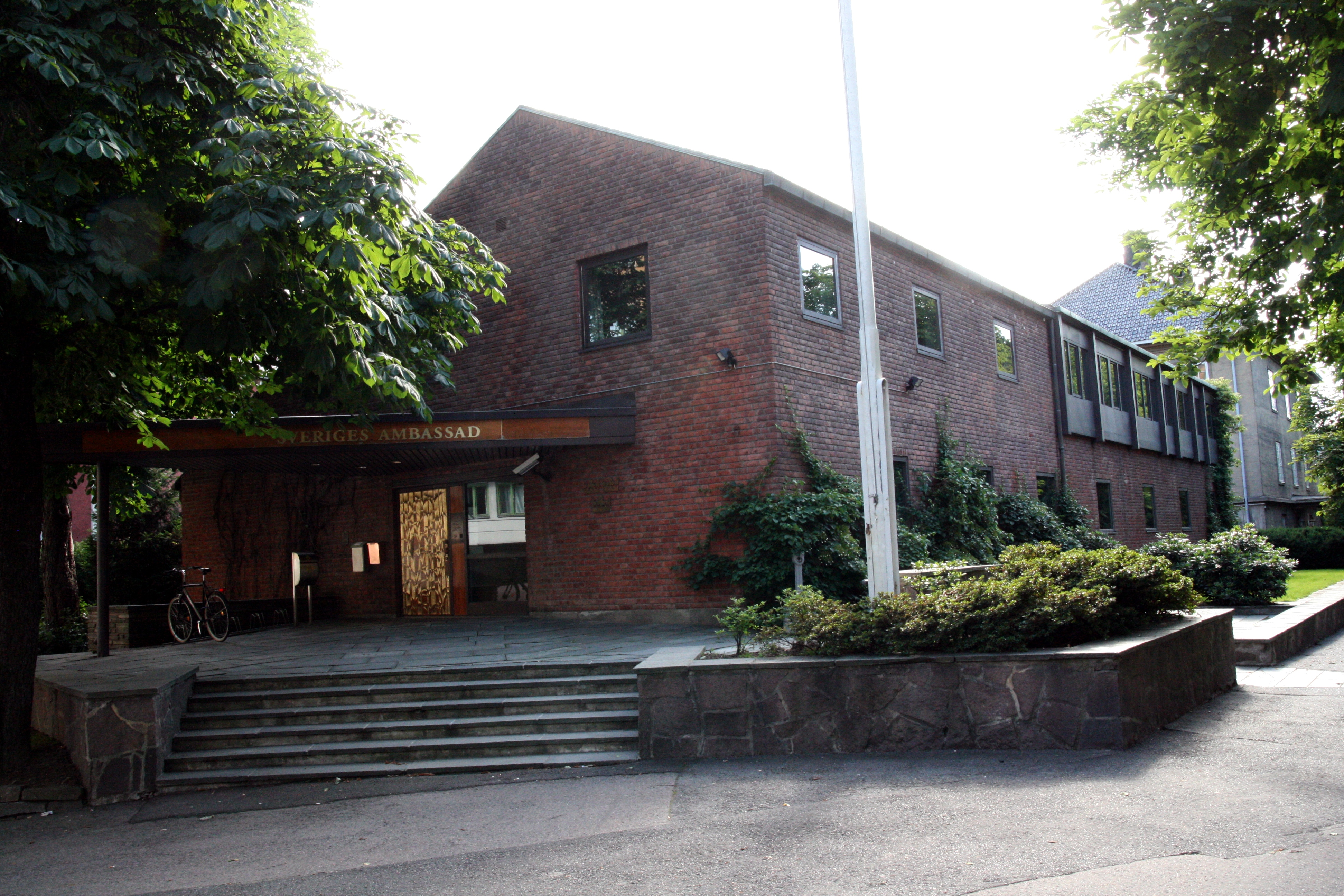
Посольство Швеції
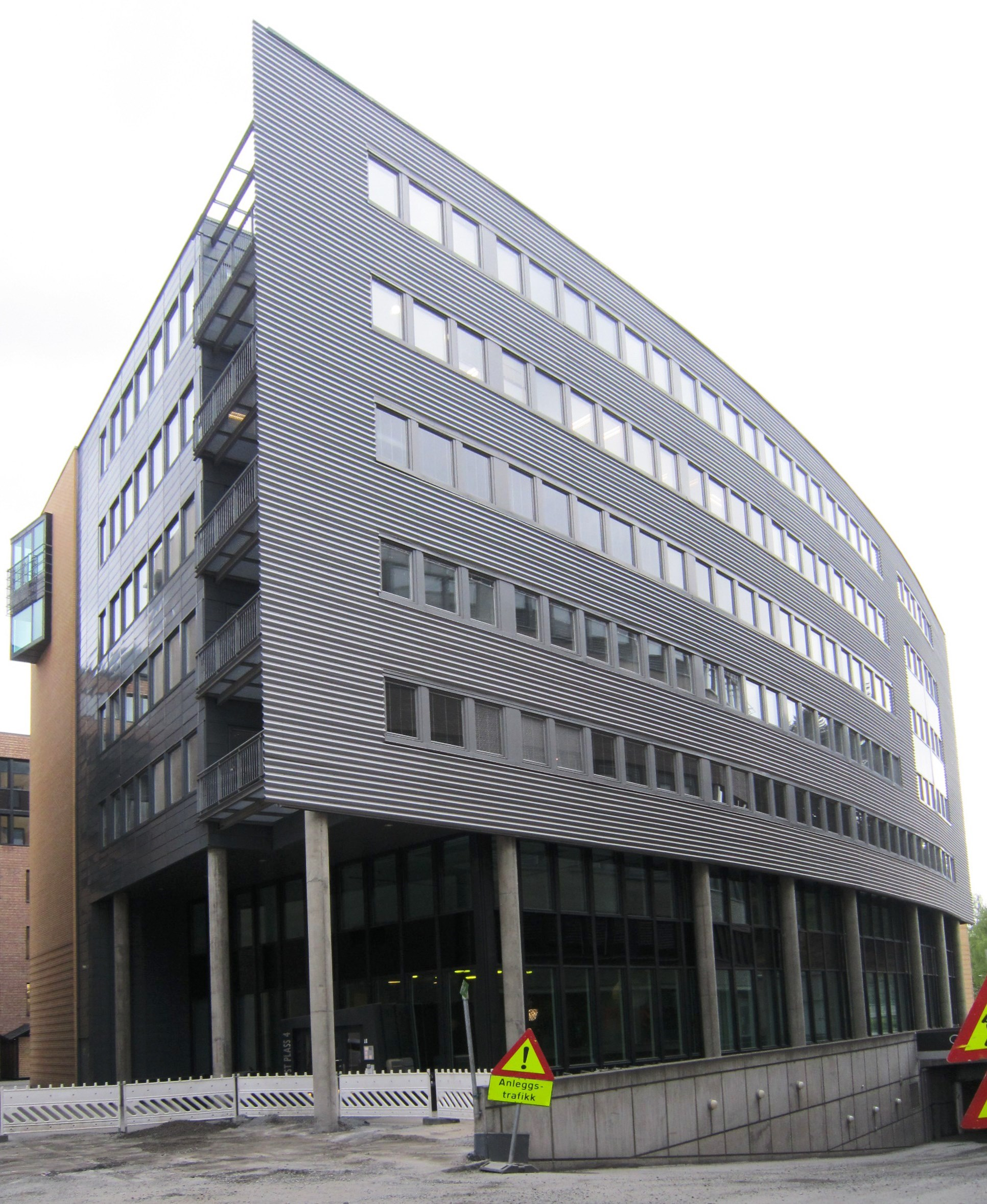
Посольство Шрі-Ланки
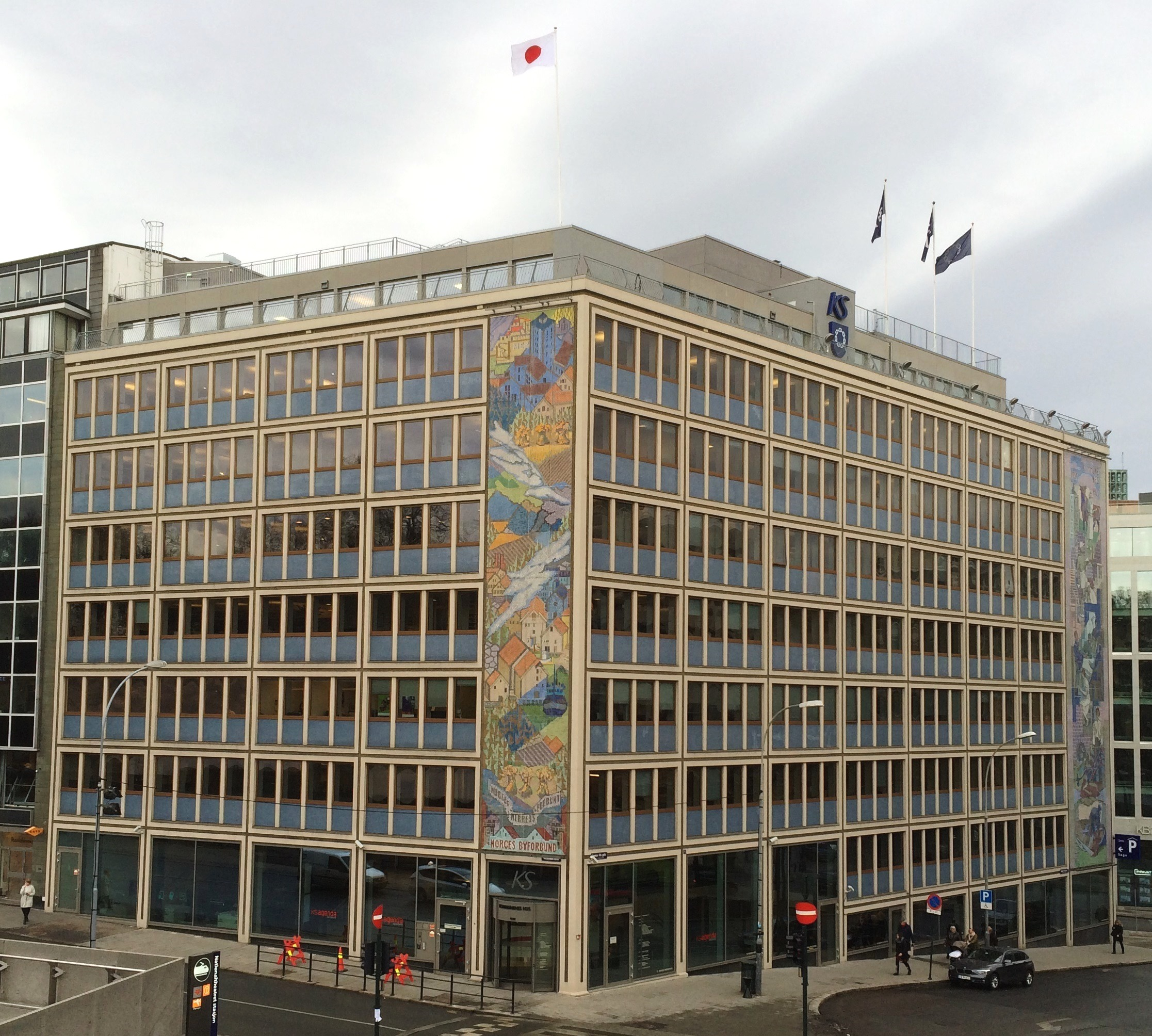
Посольство Японії